# Landkreis Weißenburg-Gunzenhausen

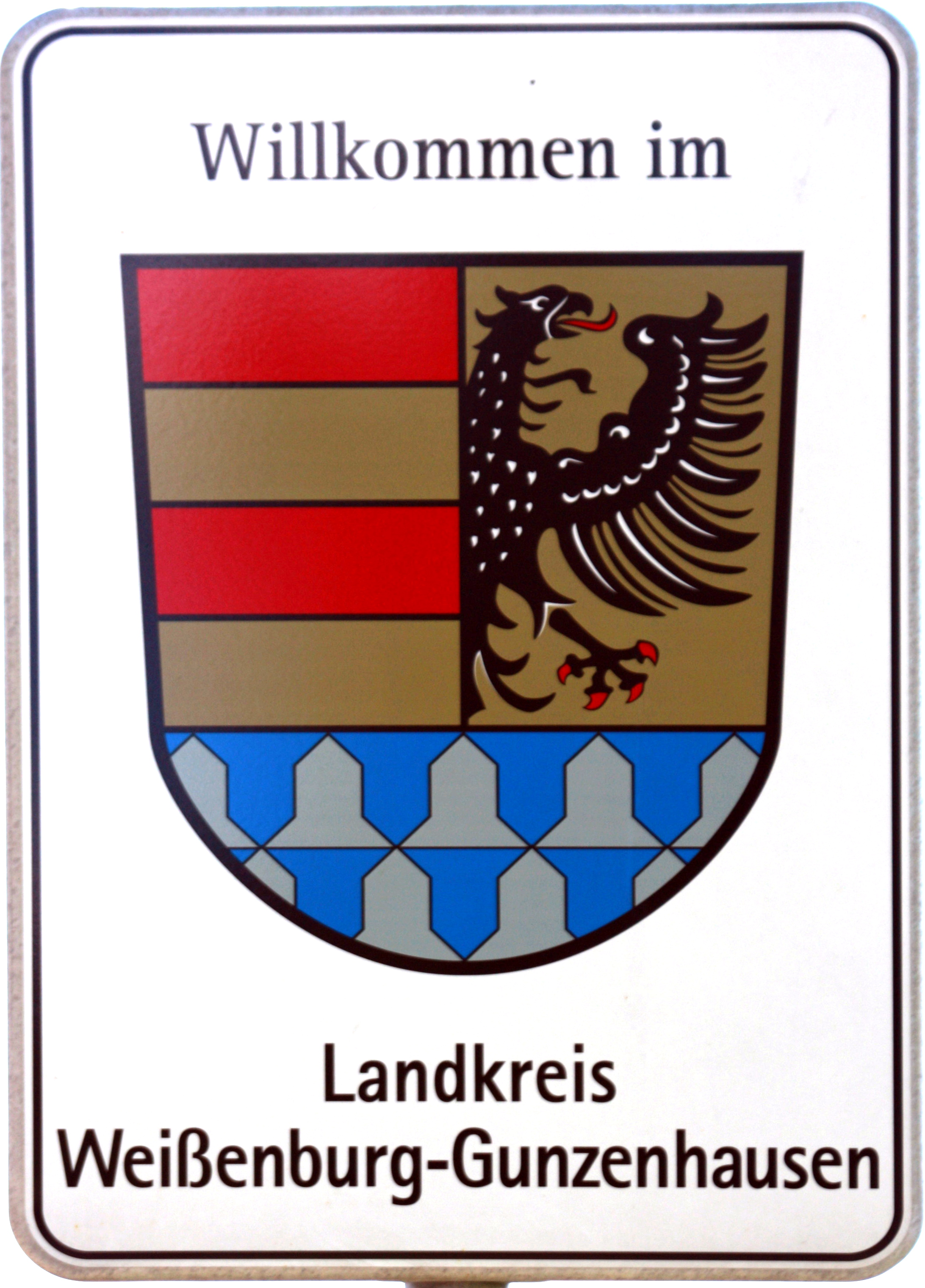
Landkreisschild (Mai 2012)

Der Landkreis Weißenburg-Gunzenhausen ist der südlichste Landkreis des bayerischen Regierungsbezirks Mittelfranken. Er entstand 1972 durch die Zusammenlegung der Landkreise Gunzenhausen und Weißenburg, der vorher kreisfreien Stadt Weißenburg und einiger Gemeinden benachbarter Landkreise. Der Landkreis hat etwa 95.000 Einwohner, eine Gesamtfläche von rund 970 Quadratkilometern und gliedert sich in 27 Gemeinden mit fünf Verwaltungsgemeinschaften. Er gehört zur Planungsregion Westmittelfranken und ist Teil der Metropolregion Nürnberg. Südlich von Nürnberg gelegen bildet die ländlich geprägte Region die Grenze zwischen den Kulturräumen Franken, Schwaben und Altbayern. Das Gebiet des heutigen Landkreises hat seit jeher eine günstige Verkehrslage.
Größte Stadt des Landkreises und zugleich Sitz des Landratsamtes Weißenburg-Gunzenhausen ist Weißenburg in Bayern. Geringfügig kleiner ist die Stadt Gunzenhausen. Seit 2010 verwendet der Landkreis das Motto „Altmühlfranken – der starke Süden“ als Werbung für die Region. Der Naturpark Altmühltal und das Fränkische Seenland brachten dem Landkreis einen touristischen Aufschwung.

## Geografie

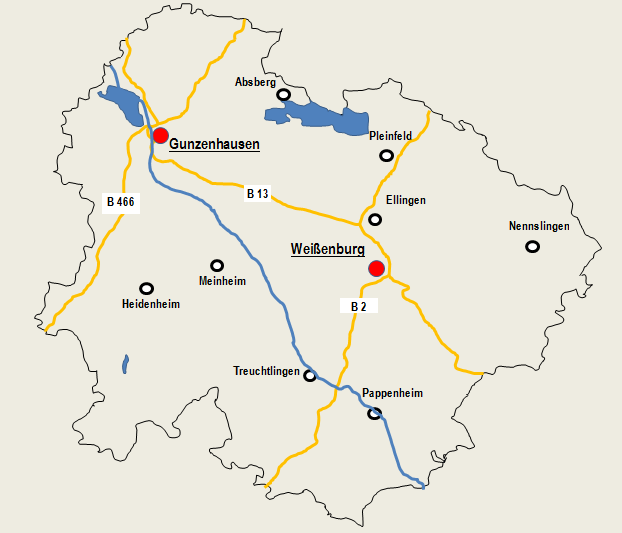
Karte des Landkreises Weißenburg-Gunzenhausen

### Geographische Lage
Der Landkreis liegt nahe der geographischen Mitte Bayerns im als Altmühlfranken bezeichneten Teil Westmittelfrankens, südlich von Nürnberg, nordwestlich von Ingolstadt, nördlich von Augsburg und südöstlich von Ansbach. Im Nordwesten grenzt er an den Landkreis Ansbach, im Nordosten an den Landkreis Roth, beide in Mittelfranken, im Südosten an den oberbayerischen Landkreis Eichstätt und im Südwesten an den schwäbischen Landkreis Donau-Ries. Selbst Teil der Metropolregion Nürnberg, grenzt der Landkreis im Süden unmittelbar an die Metropolregion München, während im Südwesten unweit die Metropolregion Stuttgart beginnt.
Nordöstlich von Haardt schneiden sich im Landkreis der 11. Längengrad und der 49. Breitengrad. Die Mitteleuropäische Zeit (MEZ) ist an der äußersten Westgrenze des Landkreises der Ortszeit um 17 Minuten und 29 Sekunden, an der äußersten Ostgrenze um 15 Minuten und 12 Sekunden voraus. In Gunzenhausen wurde der erste Geodätische Referenzpunkt Bayerns zur Ermittlung geographischer Koordinaten aufgestellt (Lage).

### Landschaftsbild

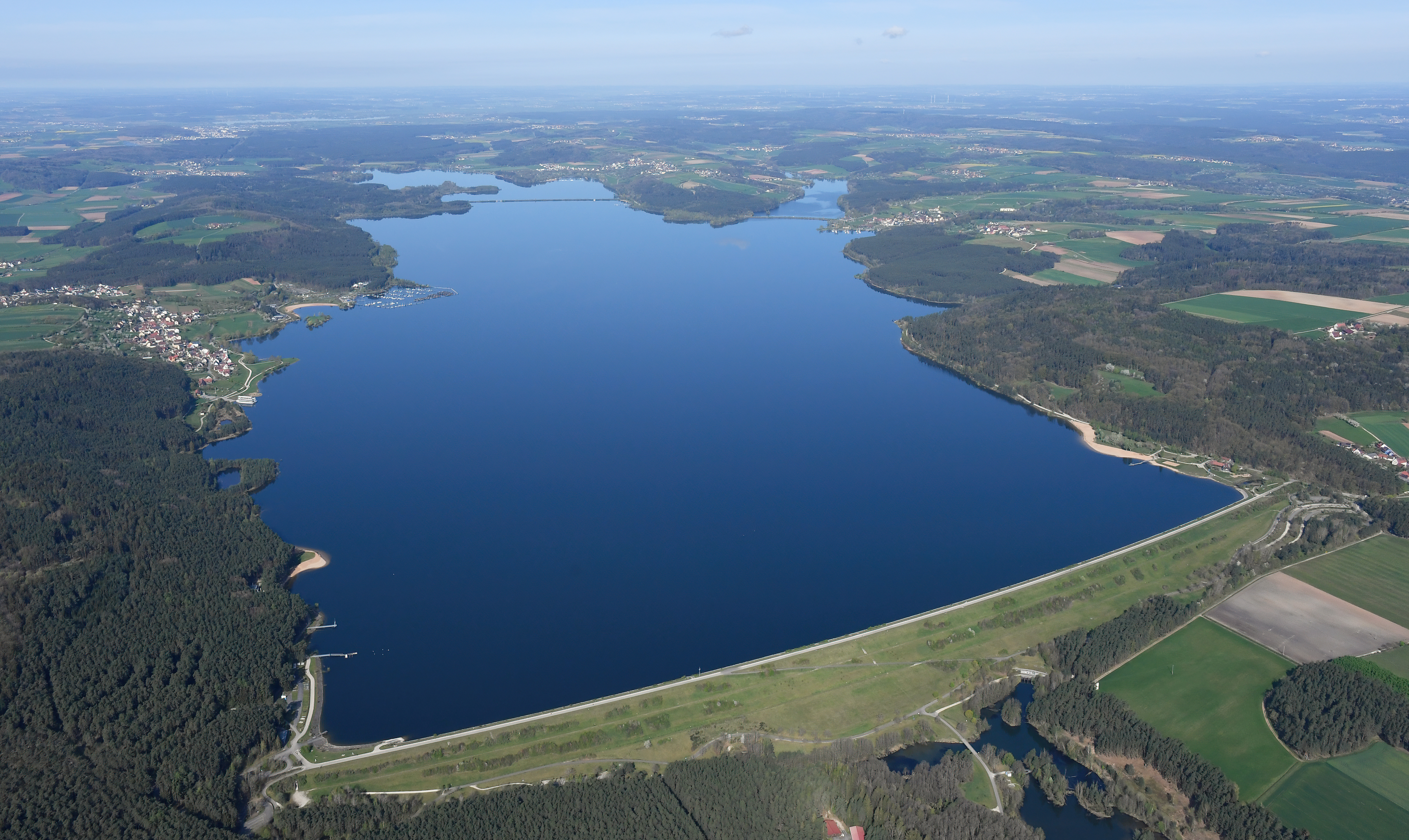
Luftaufnahme des Großen Brombachsees vom Staudamm Richtung Westen. Links hinten ist der Kleine Brombachsee und rechts hinten der Igelsbachsee zu sehen.

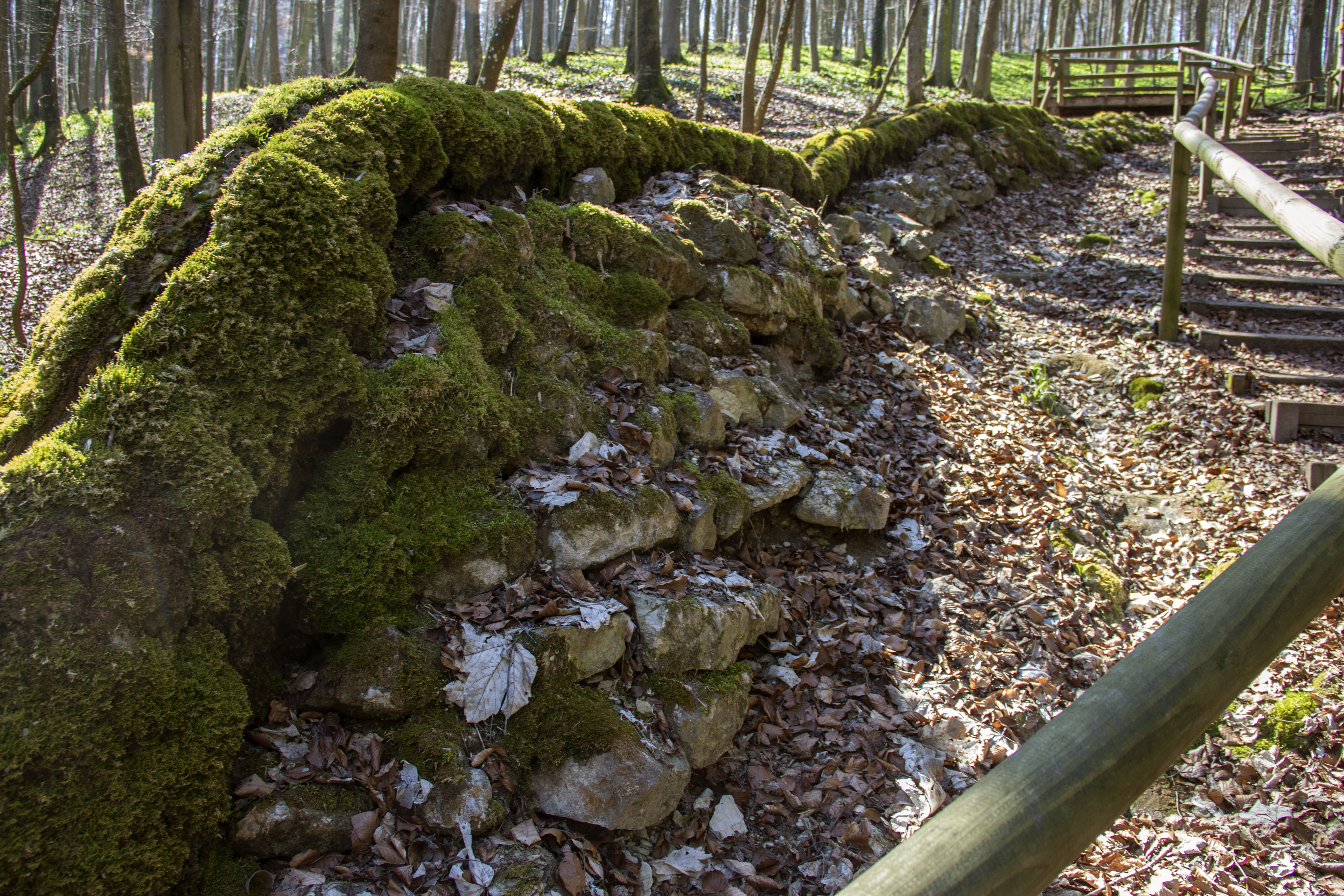
Steinerne Rinne nahe Wolfsbronn

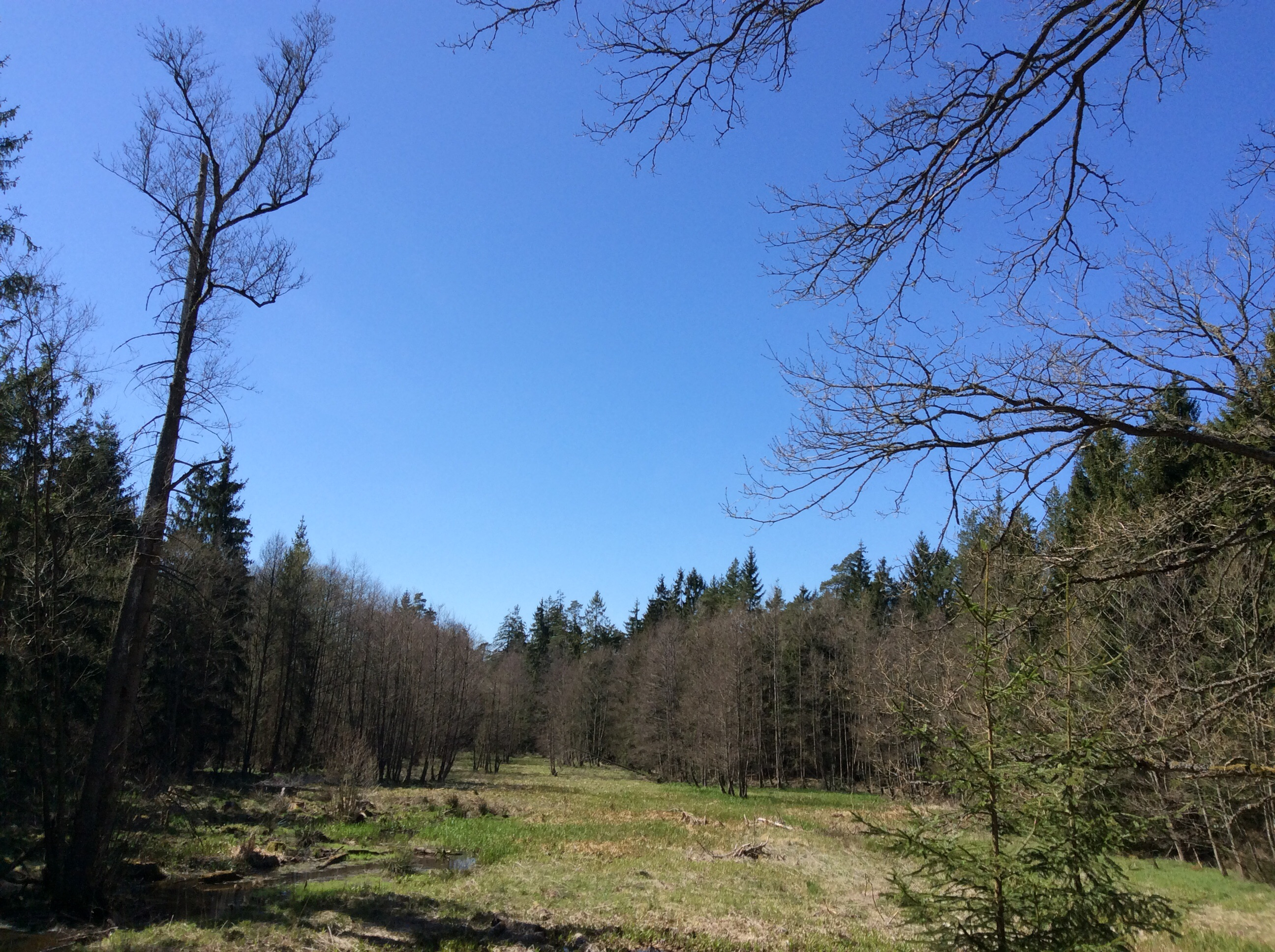
Mönchswald, April 2015

Das Kreisgebiet hat Anteil an drei Naturräumen: Im Süden erstreckt sich die Fränkische Alb mit ihren Teilgebirgen Weißenburger Alb, Anlauteralb, Monheimer Alb und Hahnenkamm mit bewaldeten Hochflächen, sie geht im mittleren Teil ins Albvorland über und dieses im Norden in das Mittelfränkische Becken. Vor allem die südliche Hälfte des Kreises ist von einer abwechslungsreichen Berglandschaft geprägt. Im Osten und Süden wird die Region durch die Frankenalb, im Westen durch den Hahnenkamm von den angrenzenden Regionen geographisch geschieden. Im Zentrum des Landkreises liegt eine sich nach Norden öffnende Bucht mit hügeliger Landschaft und einigen Zeugenbergen wie der Flüglinger Berg und der Trommetsheimer Berg. Nördlich der Altmühl beginnt das Absberger Tafelbergland, zwischen Altmühl und Schwäbischer Rezat die Senke der Weißenburger Bucht, an der die Fränkische Alb einen charakteristischen Steilabfall bildet. Dort entspringt die Schwäbische Rezat, die nach Norden hin eine kilometerlange Furche in die Landschaft gegraben hat. Der äußerste Südwesten liegt am Rand des Nördlinger Rieses, Rest eines während des Ries-Ereignisses vor etwa 14,6 Millionen Jahren entstandenen alten Einschlagkraters. Die Polsinger Ortsteile Mäuskreut und Kronhof liegen als einzige Orte des Landkreises im Rieskrater. Der Nordwesten reicht fast bis ans Umfeld des Hesselbergs; dieser größte Berg im Nachbarlandkreis Ansbach ist in Teilen der westlichen Landkreishälfte sichtbar. Der Schloßberg beim Heidecker Ortsteil Schloßberg im Nachbarlandkreis Roth, dessen Südfuß noch im Kreisgebiet liegt, bestimmt das Bild des nordöstlichen Kreisgebiets.
Weite Teile der Landkreismitte und Anteile des Nordens werden von einer waldlosen Offenlandschaft eingenommen. Nur die Mittelgebirgs-Höhenzüge sind größtenteils bewaldet. Größere Wälder in diesem Gebiet sind der Weißenburger Stadtwald und der Raitenbucher Forst. Im äußersten Norden gibt es westlich bei Pleinfeld Föhren- und Fichtenbestände. Mönchswald, Haundorfer Wald und Gräfensteinberger Wald, in denen Nadelwald dominiert, zählen zu den größten zusammenhängenden Waldgebieten Bayerns. Von Ornbau (Landkreis Ansbach) bis Treuchtlingen fließt die Altmühl in breiter Talaue mit wenig Gefälle. Zwischen den in Luftlinie etwa 20 Kilometer entfernten Städten Gunzenhausen (416 Meter über NN) und Treuchtlingen (412 Meter über NN) fällt der Fluss nur um wenige Höhenmeter; damit gehört er zu den trägsten Fließgewässern Europas. Ab Dietfurt in Mittelfranken hat die Altmühl ein Durchbruchstal durch die Fränkische Alb gegraben. Neben den von Gewässern durchflossenen Tälern gibt es in diesem verkarsteten Mittelgebirge Trockentäler wie das Laubental und das Heuberger Tal. Der Norden des Landkreises wird von den Ausläufern des Spalter Hügellandes eingenommen und ist geprägt von den Stauseen des Fränkischen Seenlands.
Es gibt etliche Steinerne Rinnen entlang des Nordrandes der Alb, er birgt die größte Zahl solcher Naturspiele unter den Landkreisen Deutschlands. Die etwa 150 Meter lange und 0,2 Meter hohe Käsrinne bei Heidenheim und die Steinerne Rinne bei Wolfsbronn mit 128 Metern Länge und 1,5 Metern Höhe sind die längsten dieser „wachsenden Bäche“ in Bayern. Siehe auch Liste der Steinernen Rinnen in Bayern.

### Berge und Erhebungen

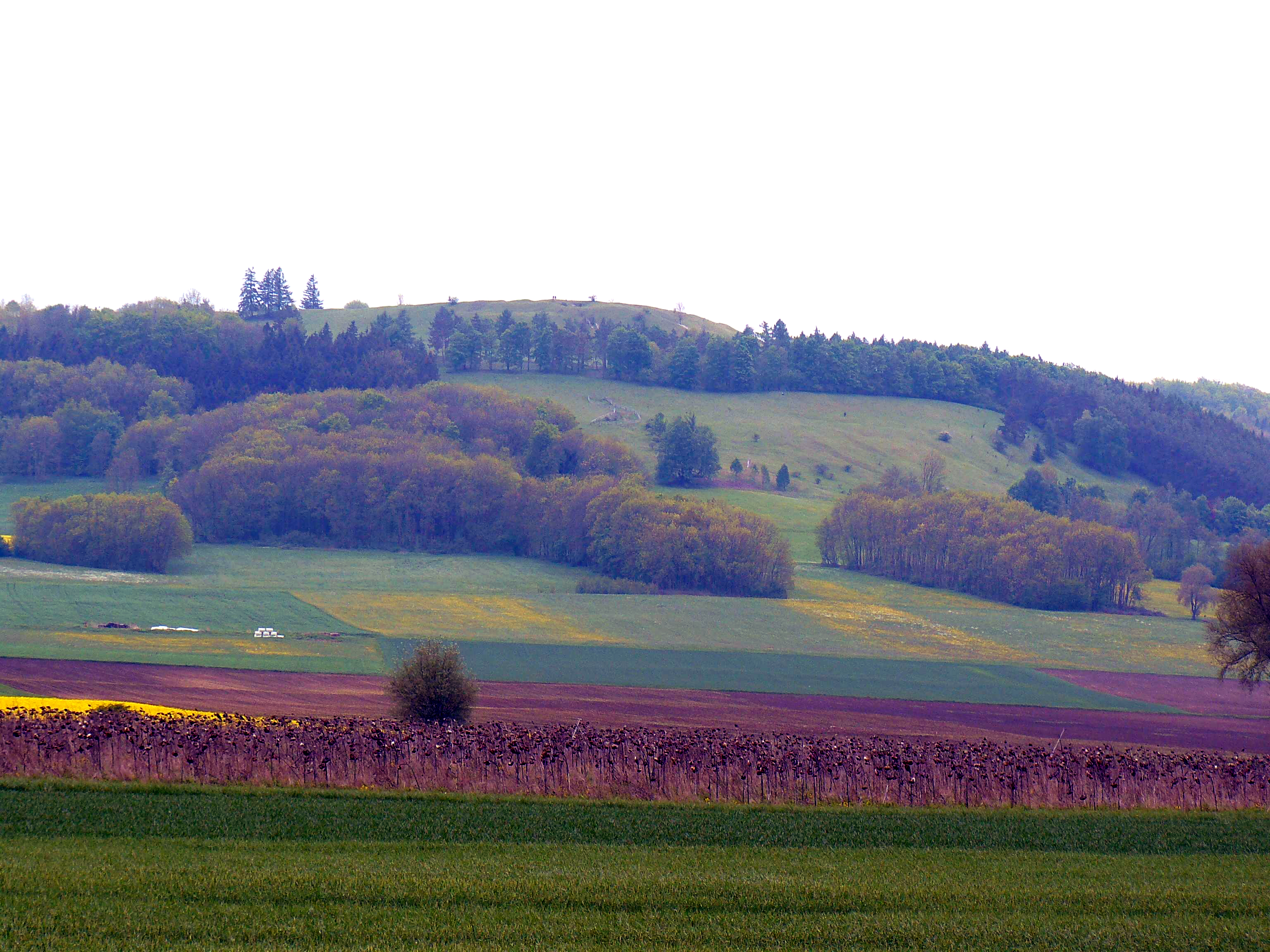
Der Gelbe Berg bei Dittenheim

Große Teile des Landkreises, besonders im Süden und Osten, sind von Hochebenen und der Schichtstufenlandschaft der Mittelgebirge geprägt. Im Norden liegt bei Kalbensteinberg und Absberg das Spalter Hügelland. Nördlich der Alb gibt es mehrere Zeugenberge und besonders entlang des Albtraufs große Erhebungen. Die höchste des Landkreises ist der 656,4 m ü. NHN hohe Dürrenberg bei Heidenheim. Er ist zugleich die höchste Erhebung der Frankenalb, des Hahnenkamms und die zweithöchste Mittelfrankens. Die nächstniedrigeren Berge im Landkreisgebiet sind der Efferaberg (645,2 m), der Spielberg (642,4 m), der Laubbichel (635,7 m), der Hörlesbuck (634,7 m), der Steinbühl (632,1 m), der Gehäubichel (631,2 m), der Rechenberg (630 m), der Gelbe Berg (628,4 m), der Gemeindeberg (geschätzt 625 m) sowie der Steinberg und Auf der Ebene mit jeweils 624,7 m. Die Nordost-Bastion der Festung Wülzburg auf der Bergspitze des Wülzburger Berges erreicht die Höhe von 643,8 m ü. NHN. Mit 634 m ist der Treuchtlinger Ortsteil Auernheim der höchstgelegene Ort Mittelfrankens. Der mit 357 m ü. NHN tiefste Punkt des Landkreises liegt an der Schwäbischen Rezat bei Mackenmühle (Lage). Somit ergibt sich im Landkreisgebiet ein Höhenunterschied von 299 Metern.

### Gewässer

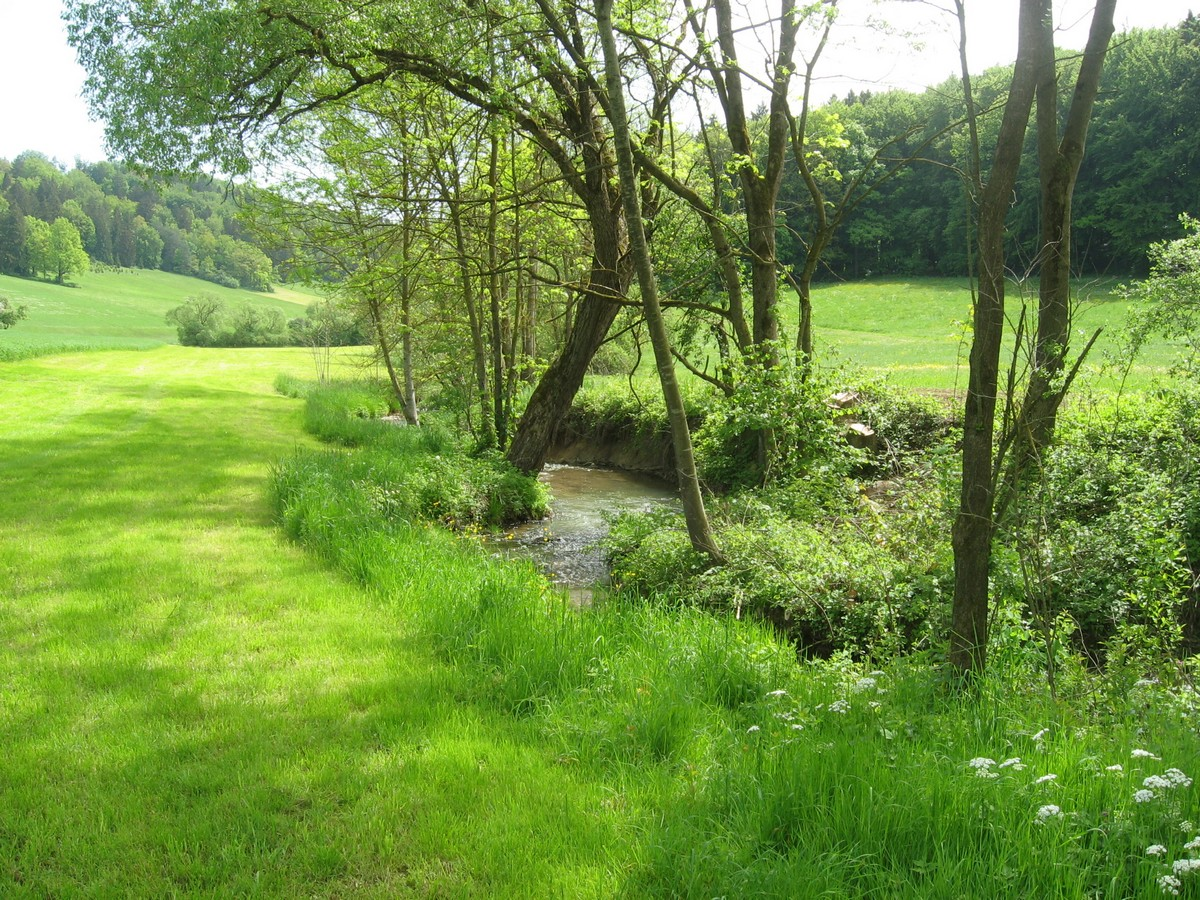
Das Rohrachtal zwischen Windischhausen und Wettelsheim

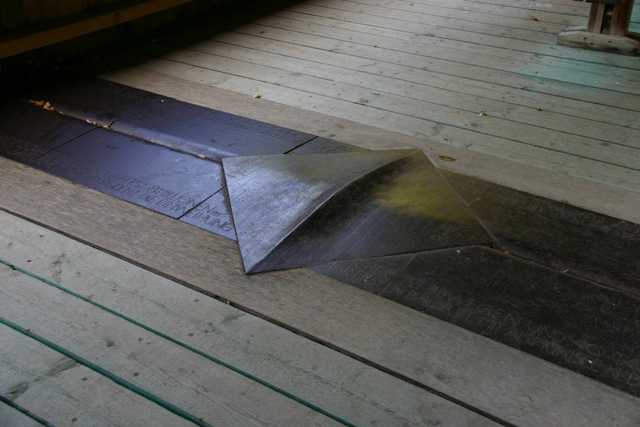
Kennzeichnung der Europäischen Hauptwasserscheide am Stolleneingang des Altmühlüberleiters bei Gunzenhausen

Durch den Landkreis fließt von Nordwesten nach Südosten die Altmühl, an der unter anderem die Orte Muhr, Gunzenhausen, Treuchtlingen, Solnhofen und Pappenheim liegen. Insgesamt durchfließt die Altmühl den Landkreis auf 51,62 Kilometern Länge. Weitere Flüsse sind die 33,3 Kilometer lange Schwäbische Rezat, die in Nordrichtung Weißenburg, Ellingen und Pleinfeld durchfließt, die 28,7 Kilometer lange Anlauter, die südöstlich unter anderem durch Nennslingen fließt sowie die 24,1 Kilometer lange Westliche Rohrach, die durch Heidenheim und Polsingen südwärts zieht. Größere Fließgewässer sind weiterhin der Möhrenbach (19,1 Kilometer), die größtenteils den Landkreis Roth durchfließende Thalach (17,8 Kilometer), der Brombach (17,0 Kilometer), der Felchbach (15,4 Kilometer), die Treuchtlinger Schambach (14,2 Kilometer), der Wurmbach (12,9 Kilometer) und die Östliche Rohrach (12,0 Kilometer). Bachsysteme wie die des Banzerbachs und des Brombachs oder der mäandernde Möhrenbach prägen Teile der Landschaft.
Künstliche Gewässer sind die Fossa Carolina, die um 793 Karl der Große anlegen ließ, der in den 1970er-Jahren erbaute Altmühlzuleiter und der von 1976 bis 1978 angelegte Altmühlüberleiter. Etliche Weiher wie der Eichenberger Weiher und der Schnackenweiher prägen die Landschaft nördlich des Albrandes.
Die Europäische Hauptwasserscheide trennt im Landkreis die Flusssysteme von Rhein im nördlichen und Donau im südlichen Teil des Landkreises. Etliche Orte liegen direkt auf der Wasserscheide und sind damit hydrologisch gesehen „zweigeteilt“. Der südlichste Punkt des bayerischen Abschnitts der rhenanisch-danubischen Wasserscheide im Norden des Donaulaufes liegt im Raum Treuchtlingen nahe der Fossa Carolina. Ein häufig erwähntes Kuriosum ist das Gebäude Bergener Straße 4 in Geyern, das genau auf der Wasserscheide steht. Bis zur Sanierung der Dachrinnen 1996 floss das Regenwasser auf der Südseite zum Ringelbach und damit zur Nordsee und auf der Nordseite zur Anlauter und damit in Richtung Schwarzes Meer.
Im Landkreis gibt es keine größeren natürlichen Seen. Im Zuge der Wasserregulierung des Main-Donau-Kanals und zur Wasserversorgung des wasserarmen Nordbayern sowie zur Naherholung und für den Fremdenverkehr wurden ab den 1970er Jahren mehrere Stauseen des Fränkischen Seenlandes geschaffen. Bei Hochwasser am Pegel Gern bei Ornbau wird dem Altmühlsee Wasser über den Altmühlzuleiter zugeführt. Dort wird es zwischengespeichert und bei Pegelüberschreitung über den Altmühlüberleiter an den Brombachsee abgegeben. Von dort aus fließt das Wasser über den Brombach in die Schwäbische Rezat, bei Georgensgmünd in die Rednitz und anschließend weiter nach Nürnberg, bevor es über die Regnitz den Main erreicht. Es kann also Wasser, das normalerweise über die Altmühl in der Donau landen würde, bei Bedarf in Richtung Main umgeleitet werden. Das Bauvorhaben wurde auf Initiative des Abgeordneten Ernst Lechner am 16. Juli 1970 vom Bayerischen Landtag beschlossen und in den späten 1990ern vollendet. Einige kleinere Seen, die nichts mit der wasserwirtschaftlichen Aufgabe der Seen zu tun haben, werden aus touristischen Zwecken ebenfalls dem Seenland zugeordnet. Neben dem Rothsee (Landkreis Roth) und dem Dennenloher See (Landkreis Ansbach) liegen folgende Seen des Fränkischen Seenlands auf dem Landkreisgebiet:
| See                 | Bauzeit   | Fläche   | Stauraum           | Besonderheiten | Bild                                                            |
| ------------------- | --------- | -------- | ------------------ | --- | --------------------------------------------------------------- |
| Großer Brombachsee  | 1983–1999 | 8,7 km²  | 136,6 Millionen m³ | Der Große Brombachsee ist der Hauptsee des Seenlands und zugleich der flächenmäßig größte See in Nordbayern. Er liegt in dem sich nach Osten hin öffnenden Tal des namengebenden Brombachs und hat eine Wassertiefe von bis zu 32,5 Metern. Im Westen grenzt er unmittelbar an den Kleinen Brombachsee und im Nordwesten an den Igelsbachsee. Zwei lange Dämme trennen diese beiden Vorsperren vom Großen Brombachsee selbst. Nach dem Einstau der Seen stieg der Grundwasserspiegel in der Umgebung.                                                                 | Sandstrand und Yachthafen bei Absberg                           |
| Altmühlsee          | 1976–1985 | 2,5 km²  | 13,8 Millionen m³  | Mit einer Kronenlänge von 12,5 Kilometern hat der ausgedehnte und flache Altmühlsee den längsten Staudamm Deutschlands. Bei Hochwasser wird das überschüssige Wasser der Altmühl über den Altmühlzuleiter in den See eingespeist; der Altmühlüberleiter entwässert ihn in den Kleinen Brombachsee. Fast die Hälfte des Sees ist Naturschutzgebiet. Touristisch wird der See intensiv genutzt. Da landwirtschaftliche Überdüngung Algenblüten im See verursacht, wurde zu ihrer Vermeidung unter anderem die landwirtschaftliche Bodennutzung in der Region angepasst. | Der Altmühlsee bei Gunzenhausen                                 |
| Kleiner Brombachsee | 1975–1985 | 2,5 km²  | 12,9 Millionen m³  | Der Kleine Brombachsee ist die westliche Vorsperre des Großen Brombachsees. Sein Wasser erhält er größtenteils über den Altmühlüberleiter vom Altmühlsee. Abgegeben wird das Wasser durch einen im Osten begrenzenden Damm in den wenig tiefer liegenden Großen Brombachsee. | Die Echse von Christian Rösner am Ufer des Kleinen Brombachsees |
| Igelsbachsee        | 1979–1985 | 0,9 km²  | 4,4 Millionen m³   | Der Igelsbachsee ist die westnordwestliche Vorsperre des etwas tiefer liegenden Großen Brombachsees. Er wird vom namengebenden Igelsbach gespeist. | Der Igelsbachsee bei Enderndorf                                 |
| Hahnenkammsee       | 1975–1977 | 0,23 km² | 0,5 Millionen m³   | Der Hahnenkammsee ist der älteste und kleinste Stausee des Fränkischen Seenlandes. Zwar hat er nichts mit der wasserwirtschaftlichen Aufgabe des Seenlands zu tun, zählt aber touristisch und administrativ dazu. Er wurde wesentlich früher als die anderen Seen aufgestaut, zum Ausgleich für die im Zuge der Flurbereinigung verlorenen Retentionsflächen und als Erholungssee. Der See ist bekannt für seine reichen Fischbestände. | Mitteldamm des Hahnenkammsees                                   |

### Klima und Wassermangel

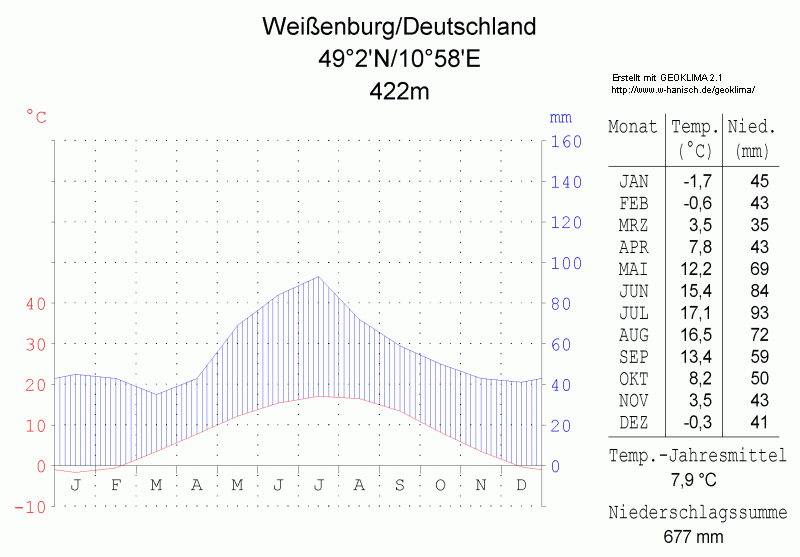
Klimadiagramm von Weißenburg

Der Landkreis Weißenburg-Gunzenhausen hat aufgrund seiner Lage in Mitteleuropa ein humides kühlgemäßigtes Übergangsklima, das weder sehr kontinental noch sehr maritim ist. Im Landkreis ist das Wetter im Flachland und im Gebirge oft unterschiedlich. Die Hochlagen sind meist kälter und windiger als die niederen, der Schnee fällt früher und bleibt länger liegen; der Frühling hält oben etwa fünf bis acht Tage später Einzug als etwa im tiefer gelegenen Weißenburg. Durch die abschirmende Wirkung der Mittelgebirge sind einige Gegenden des Landkreises niederschlagsärmer als die Nachbarregionen. Hinzu kommt im östlichen Jura oder im Hahnenkamm, dass der Kalk-Untergrund dort verkarstet und die Landschaft deshalb sehr trocken und wasserarm ist.
Deshalb konnten manche Orte, wie etwa Auernheim, bis zum Anschluss an das öffentliche Wassernetz ihren Wasserbedarf nur über Zisternen decken. Kattenhochstatt, das auf der Wasserscheide liegt, von der das Wasser schnell abfließt, litt besonders an Wassermangel. Auf den Albhochflächen im Osten des Landkreises gibt es auf den Sandstein- oder klüftigen Jurakalkböden weithin gar keine Fließgewässer. Die Siedlungen versorgten sich deshalb früher aus zahlreichen mit Lehm ausgekleideten Weihern, Zisternen und sehr tiefen Brunnen mit Wasser. Im Gegensatz dazu führt die Altmühl im Westen des Kreises häufig Hochwasser, weil starke Niederschläge durch das oft sehr geringe Gefälle des Tals nur langsam abfließen.
Im Laufe des 20. Jahrhunderts wurden nach und nach zahlreiche Quellen wie die Steinriegelquelle oder die Hirschspring-Quelle für die Wasserentnahme erschlossen. Sie speisen mit ihrer Schüttung das öffentliche Wassernetz, an das die Dörfer angeschlossen sind. Seitdem besteht kein Wassermangel mehr.

Niederschlagsdiagramme
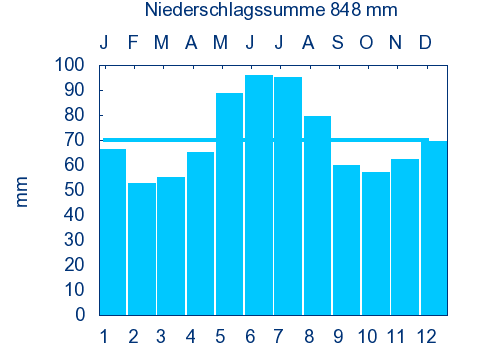
Auernheim (Jura, nahe dem Hahnenkamm)
Mandlesmühle (Nähe Brombachsee, Tieflage)
Nennslingen (Jura-Hochfläche, im Osten)
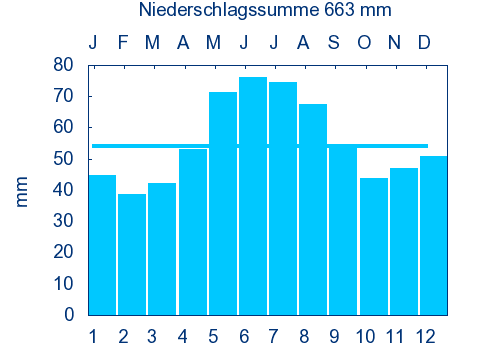
Stopfenheim (Offenlandschaft)
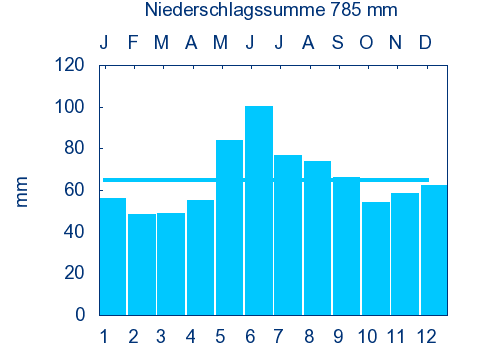
Solnhofen (Altmühltal im Jura, Südosten)
Obererlbach (äußerster Nordwesten)

### Flora und Fauna

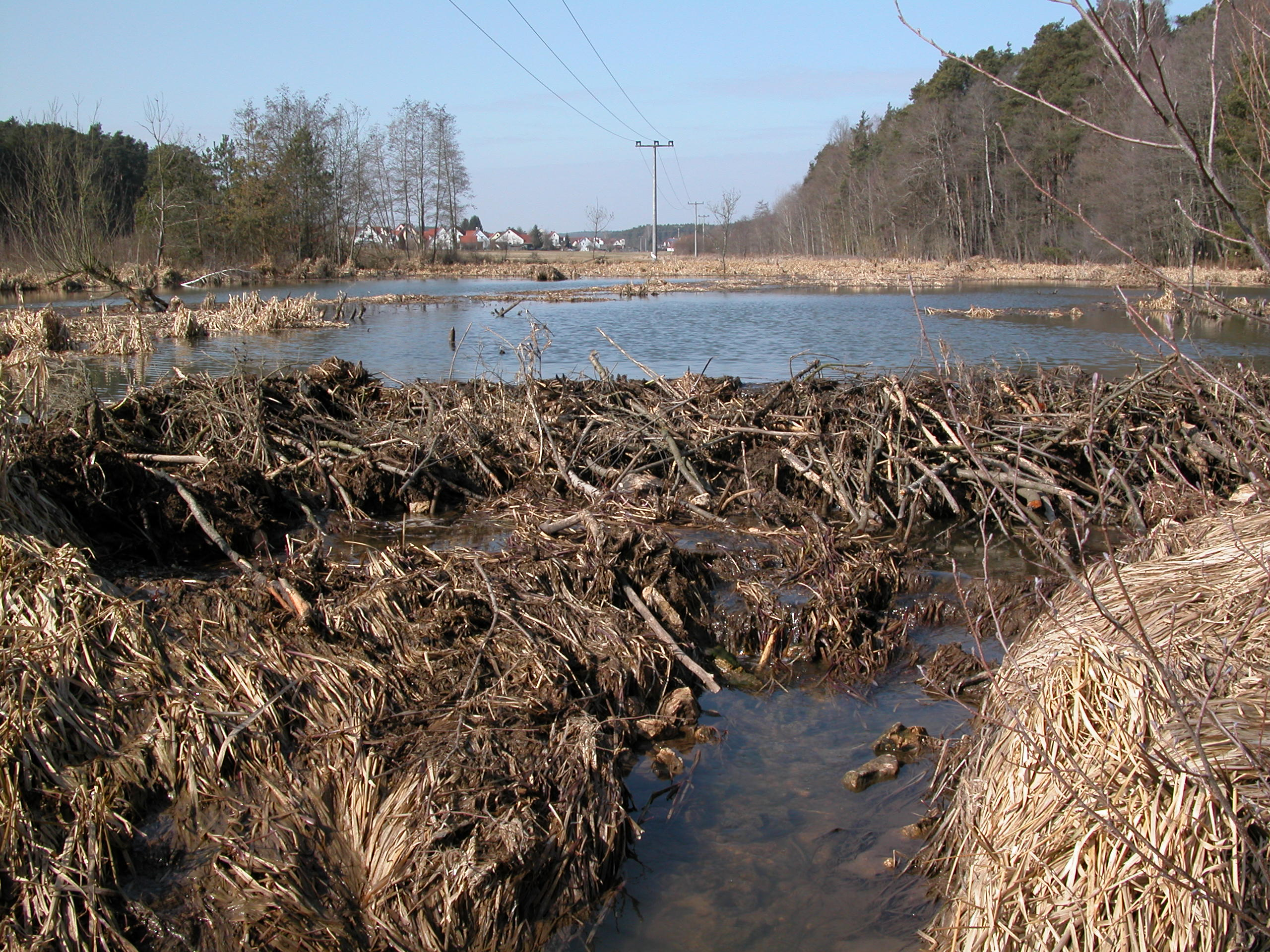
Biberdamm am Buxbach bei Veitserlbach

Unter vom Menschen nicht beeinflussten Bedingungen wäre der Landkreis mit Wäldern je nach Standort verschiedenen Typs bedeckt („Potenzielle natürliche Vegetation“). Am weitesten verbreitet wären Buchen- und Buchenmischwälder sowie Eichen-Hainbuchen-Wälder und im Norden bodensaure Eichenmischwälder. In der Gegenwart ist die Flora des Landkreises Weißenburg-Gunzenhausen, wie für den süddeutschen Raum typisch, von Laub- und Nadelwäldern bestimmt. Weite Teile der nördlichen Landkreishälfte liegen in einer weiten Offenlandschaft mit Wiesen, Äckern und nur wenigen Einzelbäumen, und sogar auf den nicht sehr fruchtbaren Jurahochflächen gibt es einen bemerkenswerten Anteil offener Flur. Weit verbreitet sind Mager- und Trockenrasen, ein extensiv genutztes Grünland an besonders nährstoffarmen („mageren“) oder trockenen Standorten.
In Spielberg gibt es mit der Obstarche ein Projekt zum Erhalt im Landkreis heimischer Obstsorten, darunter auch noch nicht als Apfel- und Birnensorten anerkannte und nur in dieser Region heimische Gewächse. Ein bedeutender Lebensraum für Pflanzen ist die Buchleite bei Markt Berolzheim.
In den Wäldern leben, wie in anderen Teilen Deutschlands, nur noch relativ wenige Großtierarten. Es gibt verschiedene Marderarten, Dam- und Rothirsche, Rehe sowie Wildschweine und Füchse. Entlang vieler Flüsse breiten sich mehr und mehr Biber aus, die Schäden in der Landwirtschaft verursachen, weshalb der Landkreis ehrenamtliche „Biberberater“ zur Verfügung stellt.
Die Vogelfreistätte Flachwasser- und Inselzone im Altmühlsee und das Wiesmet sind Quartiere zahlreicher Vogelarten, im März 2015 wurden unter anderem Nilgänse, Mäusebussarde und Mittelmeermöwen beobachtet.
In den Gewässern des Landkreises gedeiht eine Vielzahl von in Mitteleuropa vorkommenden Fischarten wie Aale, Hechte, Zander, Seeforellen, Regenbogenforellen, Welse und Friedfische wie Karpfen, Schleien, Rotaugen, Rotfedern und Brachsen. Über das Altmühlwasser gelangen diese Fischarten in die Stauseen des Fränkischen Seenlands. Während sich im Brombachsee eine stabile Flussbarschpopulation gebildet hat, ist die Anzahl der gefangenen Hechte über einen Meter Länge aufgrund des hohen Angeldrucks rückläufig.
Der Landkreis weist gebietsweise für Süddeutschland einzigartige Sandlebensräume auf, die als Sandachse Franken geschützt sind.

### Geologie, Fossilien und Seismologie

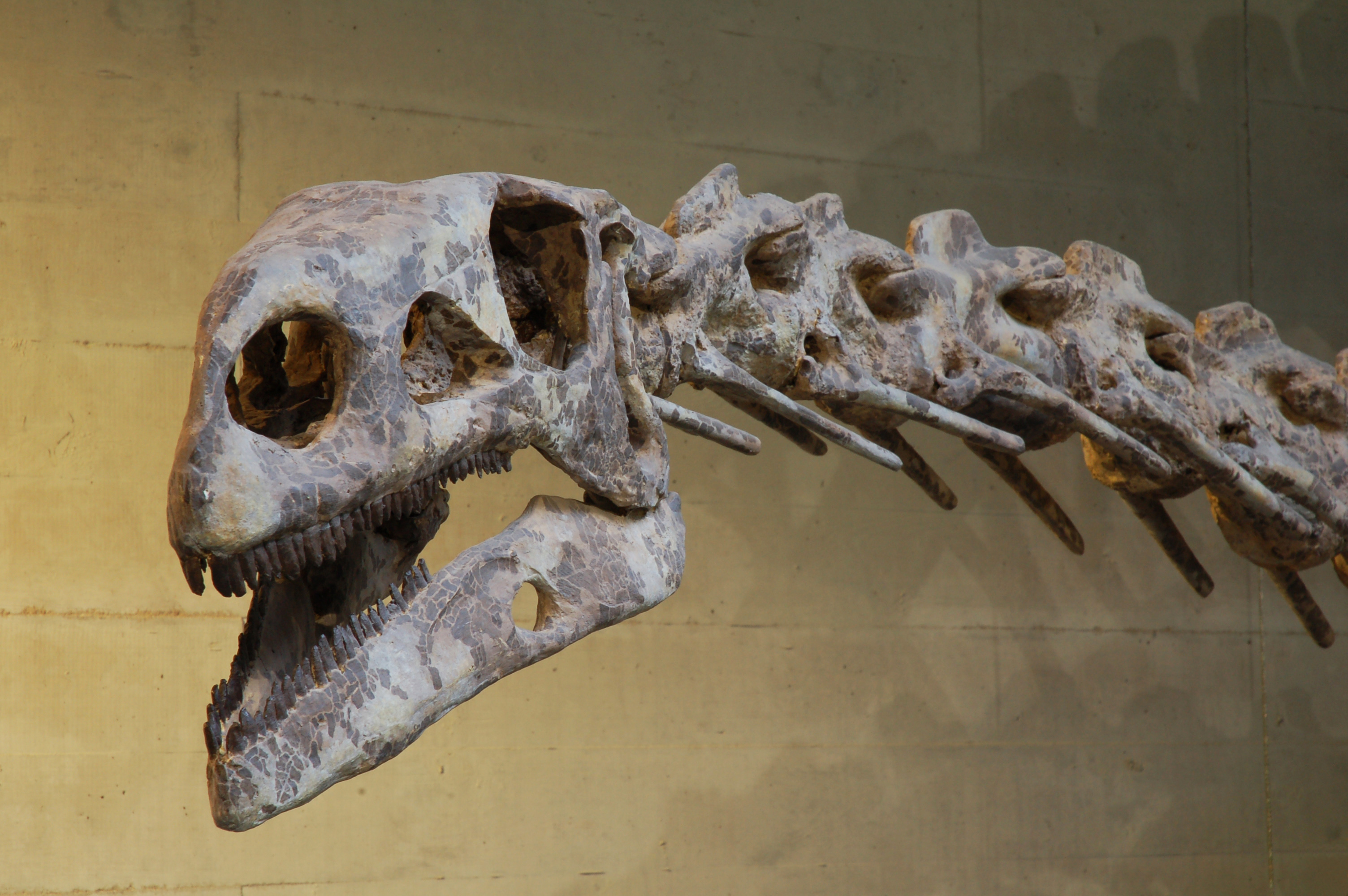
Schädel und vordere Halswirbelsäule von Plateosaurus engelhardti, wahrscheinlich die Kopie eines Skeletts aus Ellingen

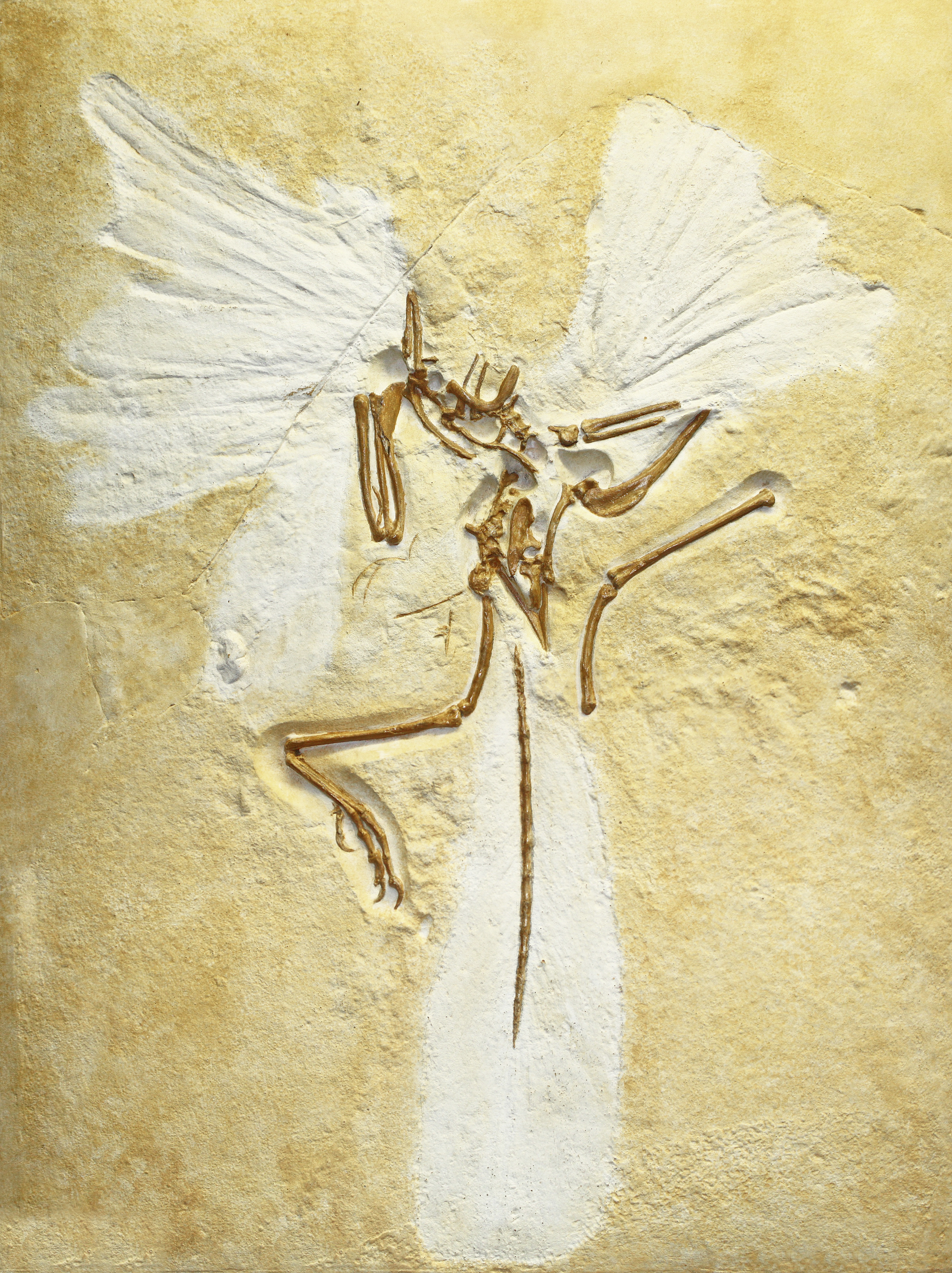
Das sogenannte Londoner Exemplar von Archaeopteryx (hier eine Kopie) stammt aus dem Steinbruch Langenaltheim, westlich von Solnhofen

Der oberflächennahe Untergrund des Landkreises besteht überwiegend aus ungefalteten mesozoischen Gesteinen des Süddeutschen Schichtstufenlands. Es dominieren Jura-Ablagerungen der Fränkischen Alb. Während des Weißen Juras lag das heutige Kreisgebiet größtenteils im Bereich des Randmeers des westlichen Tethys-Ozeans. Dieser flache Meeresbereich war durch mächtige Schwammriffe und Lagunen gegliedert, in denen Kalk- und Dolomitsteine abgelagert wurden. Die Ablagerungen der Riffkörper und die feinkörnigen Lagunenkalke und -kalkmergel bilden den Großteil der Fränkischen Alb. Durch das Absinken des Meeresspiegels gegen Ende des Oberen Juras wurden größere Flächen zu Beginn der folgenden Kreidezeit zunächst wieder Festland. Im Verlauf der Oberkreide stieß das Meer erneut bis in den Bereich der Fränkischen Alb vor. Zum Ende der Oberkreide zog es sich endgültig aus der Region zurück. Weite Teile Süd- und Mitteldeutschlands wurden als Fernwirkung der Heraushebung der Alpen im Tertiär tektonisch beeinflusst und in Hoch- und Tiefschollen zerlegt.
Während die Südhälfte des Kreisgebiets vom Oberjura der Mittelgebirge geprägt wird, herrschen im Kreiszentrum Sedimente des Schwarzen und Braunen Jura vor, sowie entlang der Altmühl und im Weißenburger Becken Löss, Lehm und pleistozäner Flussschotter und -sand. Im Norden hingegen dominiert der Sandstein-Keuper des Fränkischen Keuper-Lias-Lands. Im äußersten Süden und Südwesten des Kreisgebietes sind im Untergrund Auswurfmassen und Sedimente der Kraterfüllung des Ries-Impakts zu finden. Holozäne Flussablagerungen befinden sich im Raum Treuchtlingen sowie entlang der Altmühl und am Brombachsee. Zu den geologisch jüngsten Bildungen zählen die Steinernen Rinnen oder „wachsenden Bäche“, die im Verbreitungsgebiet der Karbonatgesteine unter günstigen Umständen entstanden sind.
In der Region um Langenaltheim und Solnhofen kommt der Solnhofener Plattenkalk vor, eine lithostratigraphische Gesteinseinheit der für seine Fossil-Einschlüsse bekannten Solnhofen-Formation (Weißer Jura). Die vorwiegend hellen, gelblichen Gesteine des Weißen Juras werden an verschiedenen Stellen abgebaut. Andere im Landkreis abgebaute Kalkgesteine des oberen Malms werden hingegen mit dem Handelsnamen Jura-Marmor vertrieben.
Im mittleren Keuper kam eine der bekanntesten und häufigsten Dinosaurierarten Mitteleuropas vor: Plateosaurus engelhardti, ein früher Vertreter der Sauropodomorpha, von dem es in Ellingen eine bedeutende Fundstelle gibt. Weitaus berühmter ist der Urvogel Archaeopteryx, der unter anderem in der Fossilfundstätte Solnhofen gefunden wurde. In den sehr feinkörnigen, laminierten lagunären Kalksteinen sind unter anderem der Archaeopteryx, der Flugsaurier Pterodactylus, der Theropoda Compsognathus, sechs Gattungen von Flugsauriern, verschiedene Schildkröten und Knochenfische, zahlreiche Wirbellose, wie beispielsweise Haarsterne und Libellen, extrem detailliert überliefert. Zwei Exemplare des Archaeopteryx sind im Solnhofener Bürgermeister-Müller-Museum ausgestellt.
Der äußerste Süden des Landkreises liegt in einem schwach von Erdbeben gefährdeten Gebiet. Der Gesteinsgrund ist felsartig.

### Geotope, Natur- und Landschaftsschutzgebiete

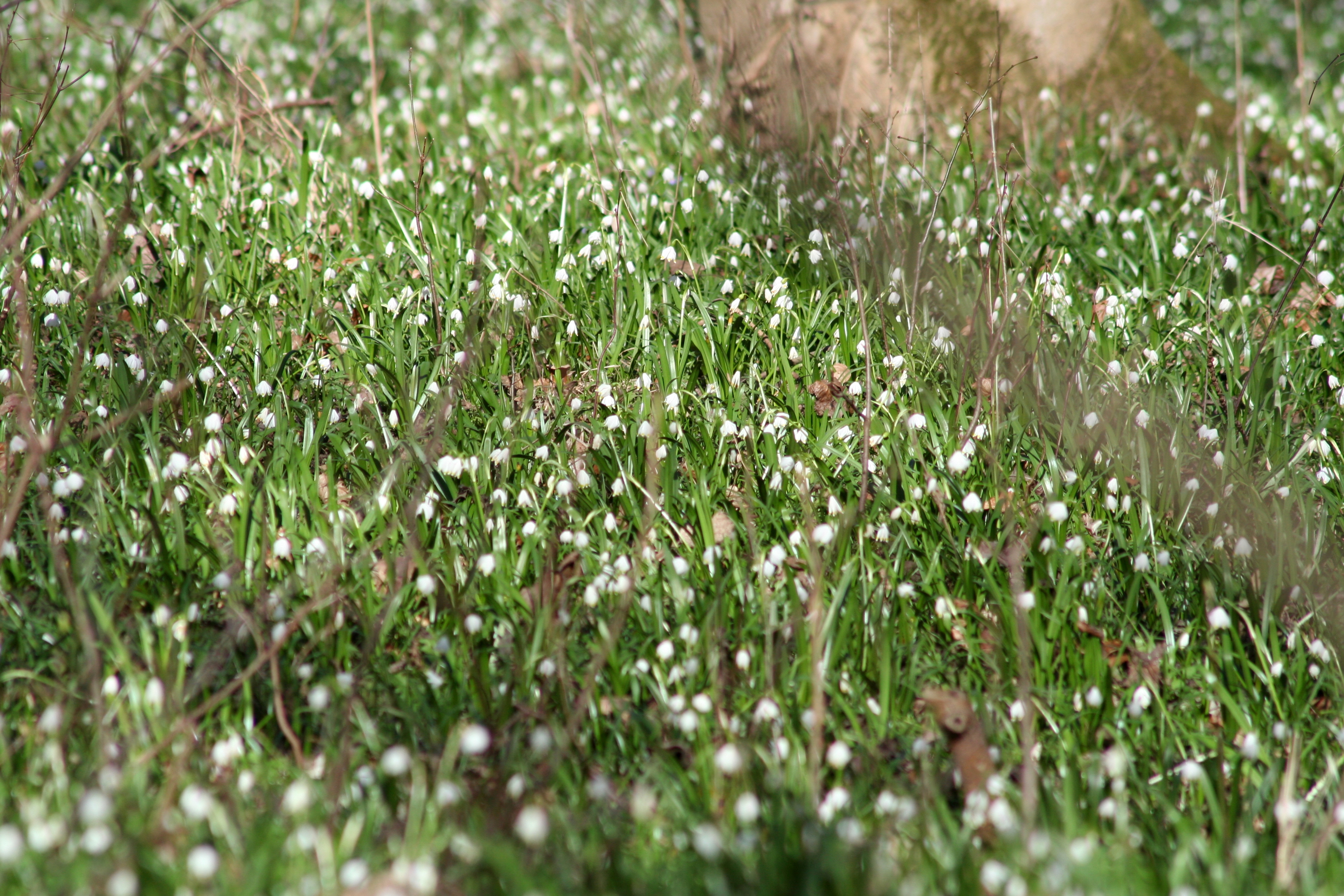
Der Märzenbecher (Leucojum vernum), aufgenommen im Märzenbecherwald nahe Ettenstatt

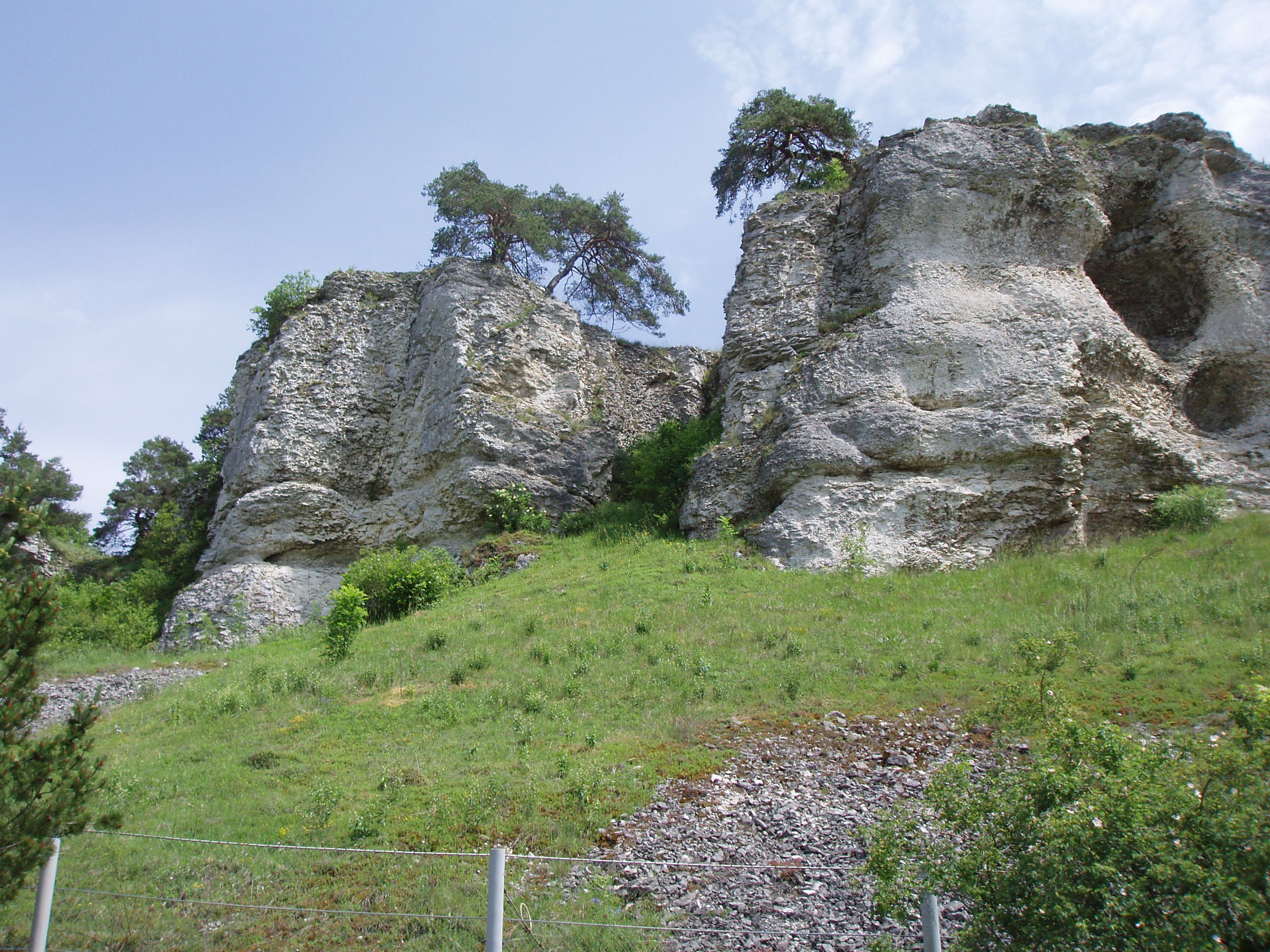
Zwölf-Apostel-Felsen im Altmühltal

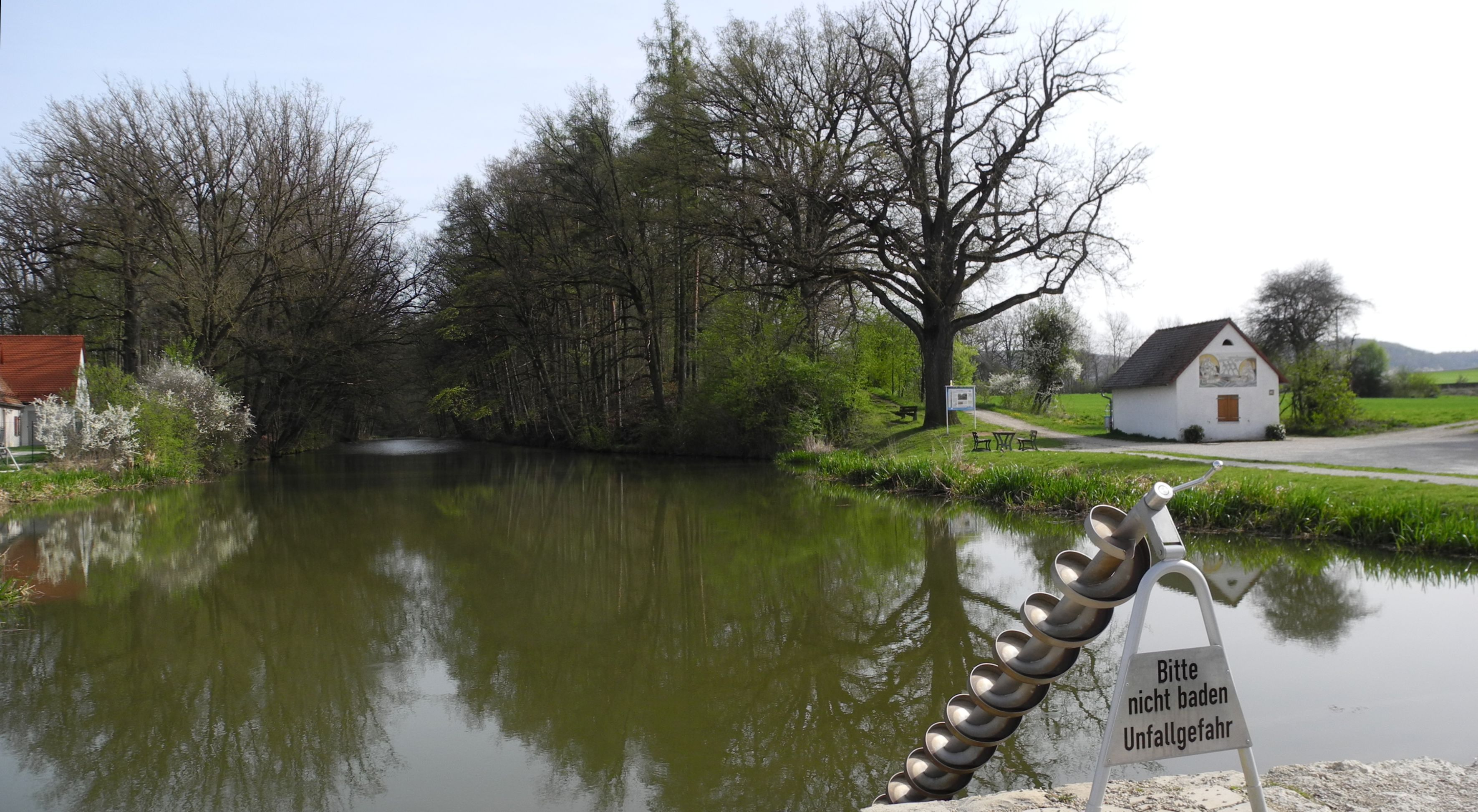
Die Fossa Carolina bei Graben ist als Geotop und Naturdenkmal ausgewiesen. Zugleich ist die Fossa ein eingetragenes Ensemble, Bau- und Bodendenkmal sowie ein Gewässer 1. Ordnung. Sie ist ebenfalls als schönstes Geotop Bayerns ausgezeichnet worden.

Im Landkreis Weißenburg-Gunzenhausen sind 14 Naturschutzgebiete mit einer Gesamtfläche von 551,57 Hektar ausgewiesen. Das Naturschutzgebiet Vogelfreistätte Flachwasser- und Inselzone im Altmühlsee mit der Inselgruppe „Vogelinsel“ wird jedes Jahr von über 200 Vogelarten aufgesucht und ist mit 202 Hektar Fläche das größte unter Naturschutz stehende Feuchtgebiet im Landkreis. Das Schambachried gehört zu den ältesten Naturschutzgebieten Mittelfrankens. Im Märzenbecherwald bei Ettenstatt verwandelt der seltene Märzenbecher, der das Wappen der Gemeinde Ettenstatt ziert, im Frühling den Waldboden in einen weißen Teppich. Weitere unter Naturschutz stehende Gebiete sind der Auwald bei Westheim, der Eichen-Hainbuchenwald Laubenbuch bei Rothenstein, die Grafenmühle am Südufer des Großen Brombachsees, die Halbinsel im Kleinen Brombachsee, die Magerrasen des Naturschutzgebietes Quellhorizonte und Magerrasen am Albtrauf bei Niederhofen, das Brombachmoor, das letzte naturnah erhaltene Gebiet des Brombachtals, die landschaftsprägenden Zwölf-Apostel-Felsen, die Buchleite bei Markt Berolzheim, die Stauwurzel des Igelsbachsees, das Naturschutzgebiet Sägmühle und die Steinerne Rinne bei Wolfsbronn.
Im Landkreis befinden sich 52 (Stand August 2016) vom Bayerischen Landesamt für Umwelt ausgewiesene Geotope. Darunter gehören die Fossa Carolina, der Zwölf-Apostel-Felsen und die Fossilfundstelle Solnhofener Plattenkalke aufgrund ihrer Schönheit und Seltenheit zu den schönsten Geotopen Bayerns. Das Altmühltal und die Solnhofener Plattenkalke wurden zu Nationalen Geotopen erklärt und von einer Kommission als potentielle Kandidaten für das Welterbeprogramm der UNESCO erwählt. Der Süden des Landkreises gehört zum Geopark Ries.
Viele weitere Gebiete sind zusätzlich als Fauna-Flora-Habitate (FFH-Gebiete) der Europäischen Union ausgewiesen, um wildlebenden Arten besseren Schutz zu gewähren, ihre Lebensräume zu erhalten und ihre europaweite Vernetzung zu sichern. Zu den Naturdenkmälern im Landkreis Weißenburg-Gunzenhausen gehören neben über 80 Einzelbäumen, hauptsächlich Linden, mehrere Feuchtgebiete, Wälder und die Fossa Carolina. Die Sandachse Franken war der Titel eines Projekts mehrerer Umweltverbände zum Schutz seltener Sandlebensräume entlang der Rednitz, der Pegnitz und der Regnitz. Der Landkreis Weißenburg-Gunzenhausen bildete den südlichen Abschluss des Projektgebiets. Zu diesen Sandlebensräumen gehören die Freileitungstrasse zwischen Mischelbach und Röttenbach im benachbarten Landkreis Roth, die Sandflächen bei Hörlbach und das Gebiet an der Mandlesmühle im Brombachtal. Zu den Landschaftsschutzgebieten im Landkreis Weißenburg-Gunzenhausen zählen mehrere landkreisübergreifende Gebiete. Teile des Landkreises, etwa entlang der Altmühl, sind als Europäisches Vogelschutzgebiet ausgewiesen.
Der Landkreis liegt im nördlichen Teil des 1969 gegründeten Naturparks Altmühltal, der mit rund 3000 Quadratkilometern Fläche einer der größten Naturparks Deutschlands ist. Den Naturpark prägt die Mittelgebirgslandschaft der Südlichen Frankenalb. Ihre typischen Landschaftsmerkmale sind Trockenrasen, Wacholderheiden, Feuchtwiesen und Steinbrüche.
Nördlich von Muhr am See und vom Altmühlsee liegt das Wiesmet, eines der größten und bedeutendsten Feuchtgebiete im süddeutschen Raum. Es ist ein bedeutender Lebensraum für verschiedene Vogelarten.

### Ausdehnung und Flächennutzung
Mit 970,91 Quadratkilometern liegt der Landkreis nach der Fläche im Mittelfeld der bayerischen Landkreise. Er ist kleiner als die meisten Landkreise Mittelfrankens aber größer als der benachbarte Landkreis Roth. Die Gemeinde mit der größten Fläche des Landkreises ist Treuchtlingen, die mit der kleinsten Muhr am See. Die Landkreisgrenze ist rund 238,7 Kilometer lang. Die maximale Nord-Süd-Ausdehnung beträgt rund 37,7 Kilometer; die größte West-Ost-Ausdehnung rund 42 Kilometer.
Der südlichste Punkt des Landkreises und zugleich Frankens und Mittelfrankens liegt in der Gemeinde Langenaltheim südöstlich des Hauptorts im Waldgebiet Oberholz an den Wittesheimer Hängen (Lage), der nördlichste in der Gemeinde Haundorf nordwestlich von Oberhöhberg nahe dem Gipfel des Hinteren Mönchsbergs (Lage). Der östlichste Punkt des Landkreises befindet sich in der Gemeinde Nennslingen nordwestlich von Biburg in der Flur Bergfeld (Lage), der westlichste im Gebiet von Markt Westheim südwestlich des Hauptorts im Naturschutzgebiet Auwald bei Westheim (Lage). Der geographische Mittelpunkt, der sich aus den Mittelwerten der vier Extremkoordinaten des Landkreises berechnet, befindet sich zwischen Trommetsheim im Norden und Lengenfeld im Süden auf dem Gebiet der Gemeinde Alesheim in der Flur Heidenburg (Lage) und ist nicht markiert. Bei Langenaltheim markiert eine Stele im Röglinger Tal das Dreiländereck, wo die Regierungsbezirke Mittelfranken, Schwaben und Oberbayern aneinanderstoßen und damit zugleich die Kulturräume Schwabens, Frankens und Altbayerns.
Ein Drittel der Fläche ist von Wäldern bedeckt, etwa die Hälfte wird landwirtschaftlich genutzt. Siedlungs- und Verkehrsfläche stellt mit etwa 10.867 Hektar 11,2 Prozent der Kreisfläche dar. Seit 1980 haben sich besonders die Siedlungsfläche sowie die Wasserfläche vergrößert. Einen Rückgang gab es bei der landwirtschaftlich genutzten Fläche, die Waldfläche blieb seit 1980 konstant. Die Landkreisfläche teilte sich 2013 nach Angaben des Bayerischen Landesamts für Statistik folgendermaßen auf:

### Raumplanung
Laut Planungsordnung zur Raumplanung in der Planungsregion Westmittelfranken (Region 8) sind die Städte Weißenburg und Gunzenhausen zwei von insgesamt sechs Mittelzentren Westmittelfrankens. Die Stadt Treuchtlingen ist als ein mögliches Mittelzentrum eingestuft. Einziges Unterzentrum des Landkreises ist Pleinfeld, Kleinzentren sind Nennslingen, Heidenheim, Pappenheim, Markt Berolzheim und Ellingen. Insgesamt gehört der Landkreis Weißenburg-Gunzenhausen zum ländlichen Raum. Der Landkreis gehört zu keinem Verdichtungsraum eines Oberzentrums; die nächsten Oberzentren sind Nürnberg und Ansbach.

### Lebensqualität und Sicherheit
Den Landkreis kennzeichnet eine vergleichsweise hohe Lebensqualität. Der Prognos Zukunftsatlas des Jahres 2013 attestiert ihm einen ausgeglichenen Chancen-Risiko-Mix und der Landkreis kletterte in dessen Ranking gegenüber dem Zukunftsatlas von 2010 um etwa hundert Plätze. In einer Lebenswertstudie des Focus belegte er von 402 Landkreisen den 27. Rang, dabei schnitt die Region in der Kategorie Wohlstand am besten, in der Kategorie Wohnraum, Infrastruktur am schlechtesten ab. Damit wurde der Landkreis als „Besonders lebenswerte Region“ ausgezeichnet. Im Regionalranking von INSM belegte er im Jahr 2006 den 170. Platz von 435 Landkreisen, 2009 Platz 137 von 409 Landkreisen, dabei wurden die geringe Verschuldung der Anwohner und Gemeinden sowie die gute Arbeitsplatzversorgung gelobt. Bemängelt wurden in der Studie die geringe Steuerkraft und der geringe Anteil an Hochqualifizierten und Ingenieuren an der Bevölkerung. In der Deutschland-Studie von ZDFzeit erreichte der Landkreis 2017 den dritthöchsten Wert in Mittelfranken, deutschlandweit landete er auf dem 67. von 401 Plätzen.
Bezüglich der Kriminalität ist die Region vergleichsweise sicher. 2014 wurden 3,8 Prozent aller Vergehen in Mittelfranken im Landkreisgebiet verübt. Gegenüber dem Vorjahr sank 2014 die Anzahl der gemeldeten Straftaten im Landkreis um 3,3 Prozent auf 3537, die Aufklärungsquote lag bei 74,9 Prozent. Je 100.000 Einwohner gab es 2013 0,33 Verkehrstote. Im Jahr 2016 gab es 3185 Verkehrsunfälle, 90 weniger als 2015. Dabei wurden 2016 584 Personen verletzt und vier Personen getötet. Größter Unfallschwerpunkt im Landkreis ist die Hörnlein-Kreuzung in Weißenburg.

## Bevölkerung

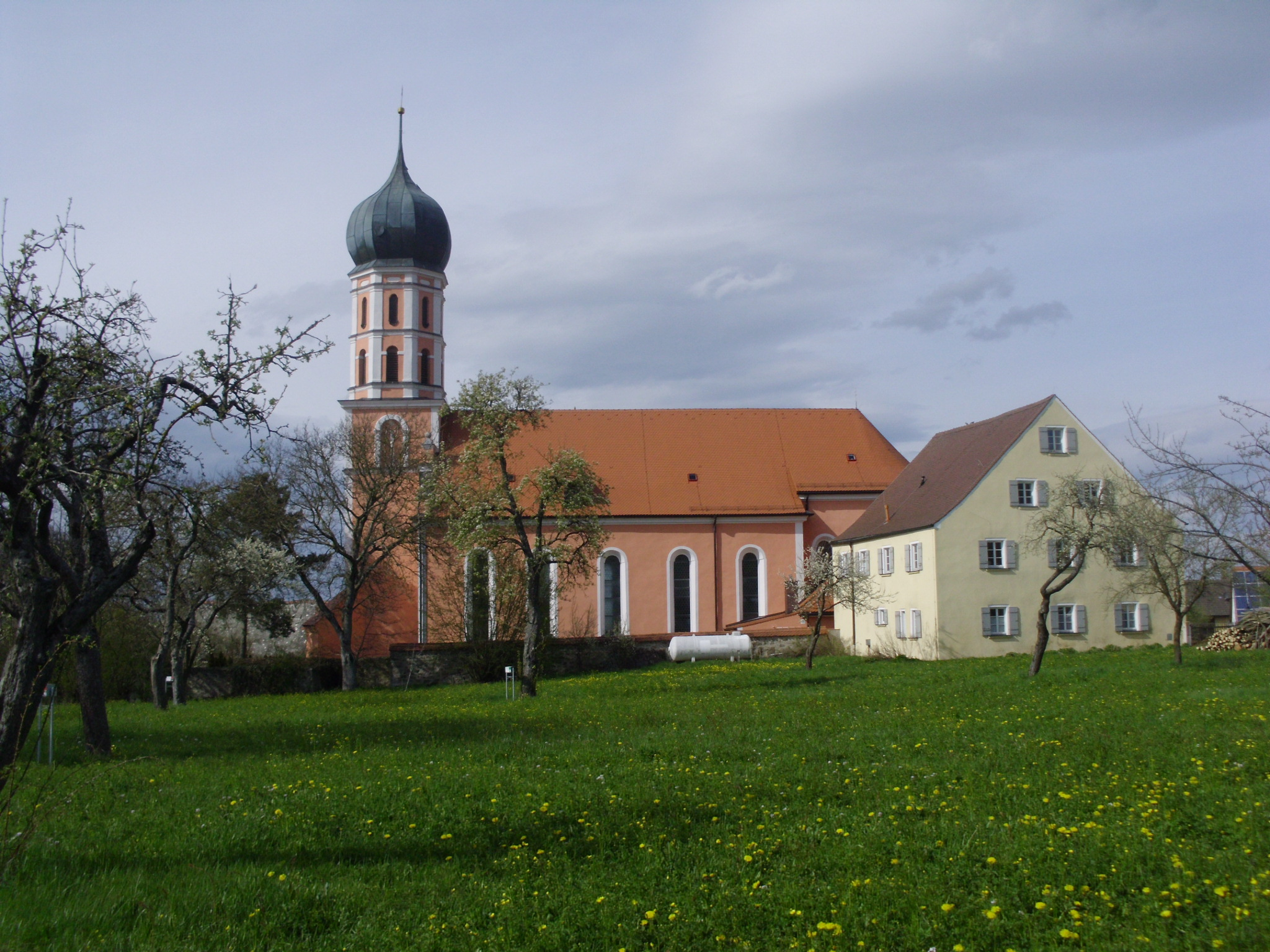
Gnotzheim, bevölkerungsärmste Gemeinde des Landkreises

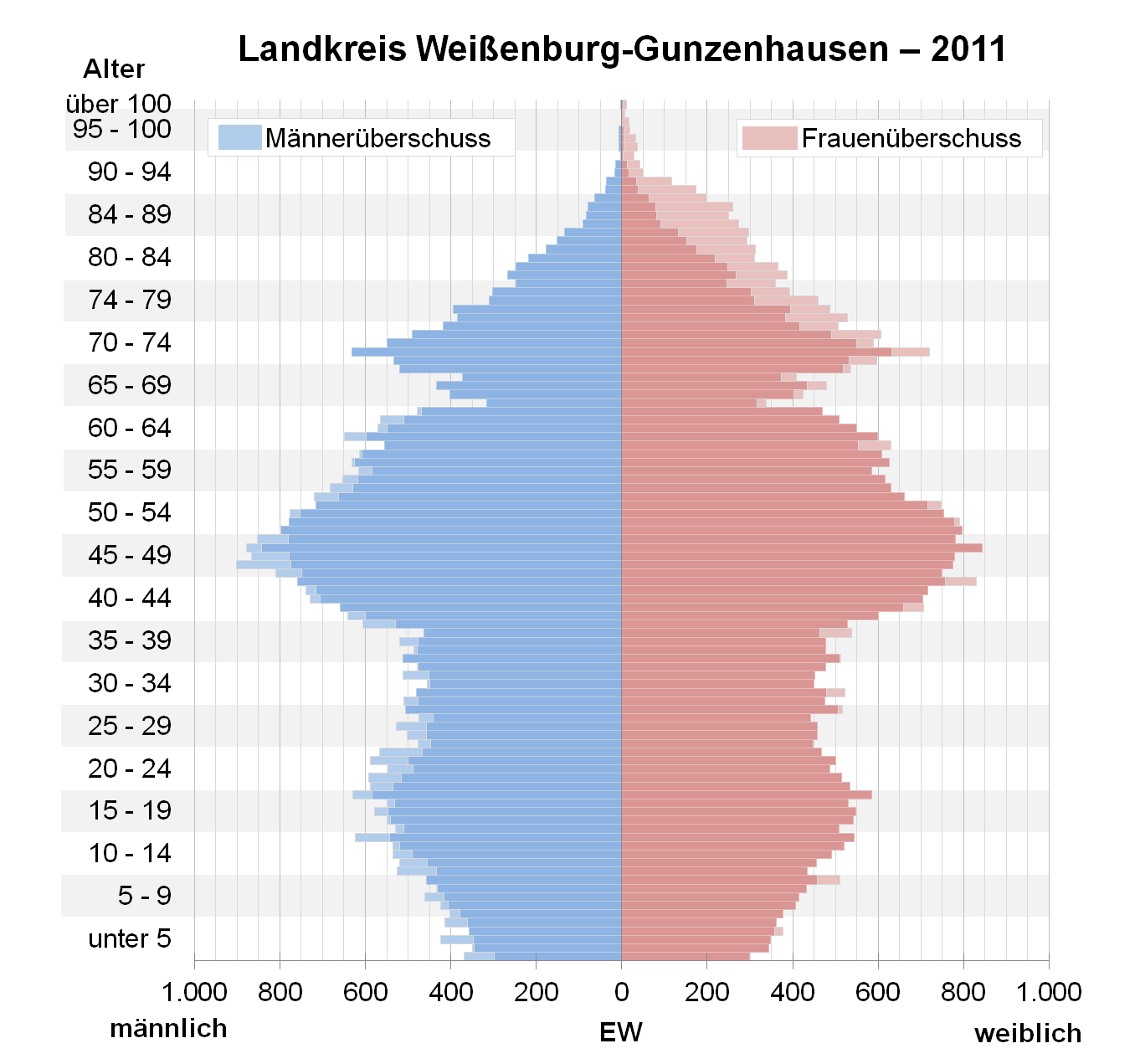
Bevölkerungspyramide für den Kreis Weißenburg-Gunzenhausen (Datenquelle: Zensus 2011.)

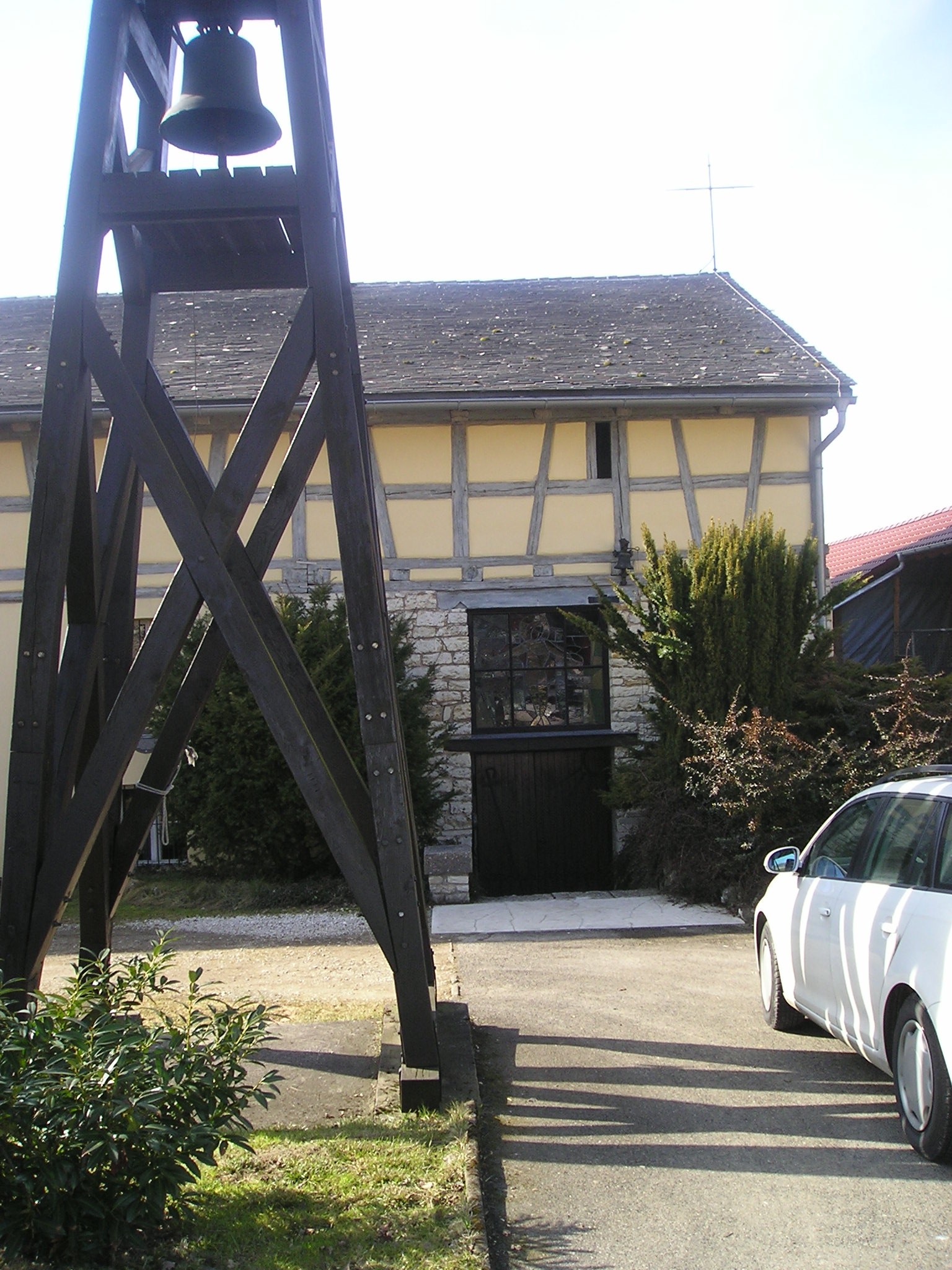
Eine ehemalige Scheune in Dettenheim wurde 1956 zur Kirche St. Gunthildis umgewidmet, da durch den Zuzug von Heimatvertriebenen eine wachsende katholische Gemeinde in dem eigentlich protestantisch geprägten Dorf entstand. Kirchenpatrozinium ist die hl. Gunthildis, deren Wirkungskreis sich im Nachbarort Suffersheim befand.

Am 30. September 2021 lebten im Landkreis Weißenburg-Gunzenhausen 95.626 Personen, davon 47.629 Frauen (49,9 Prozent). Etwa ein Fünftel der Gesamtbevölkerung war unter 20 Jahre alt und etwas unter einem Drittel älter als 60. 2020 gab es 905 Geburten, 1.155 Todesfälle, 3.559 Zuzüge und 2.913 Wegzüge. 2018 existierten 26.506 Wohngebäude mit 42.705 Wohnungen. Die Gesamtwohnfläche betrug 4.766.282 Quadratmeter, was einer Wohnfläche von durchschnittlich 107 Quadratmetern pro Haushalt entspricht. Dieser Wert liegt leicht über dem bayerischen Durchschnitt von 97 Quadratmetern. Das Durchschnittsalter betrug 2020 bei 45,0 Jahren und ist seit 2005 um 3,2 Jahre angestiegen.
Mit rund 95.000 Einwohnern liegt der Landkreis grob im Mittelfeld der bayerischen Landkreise. Er ist der bevölkerungsärmste Landkreis Mittelfrankens, dennoch hat er rund 30.000 Einwohner mehr als der bevölkerungsärmste Landkreis Bayerns, der Landkreis Lichtenfels. Größte Kommune im Landkreis ist Weißenburg mit 18.358 Einwohnern, weitere größere Orte sind Gunzenhausen, Treuchtlingen und Pleinfeld. Kleinste Gemeinde im Landkreis ist Gnotzheim mit 826 Einwohnern. Daraus ergibt sich eine Bevölkerungsdichte von etwa 95 Einwohnern pro Quadratkilometer, womit der Landkreis zu den weniger besiedelten Regionen Bayerns zählt (Vergleich: Schnitt Bayern 179 Einwohner pro Quadratkilometer).
Bevölkerungsschwerpunkte liegen entlang zweier Flüsse: In den Orten entlang oder nahe der Schwäbischen Rezat leben rund 23.000 Menschen und entlang oder nahe der Altmühl rund 33.000. Etwa die Hälfte der Landkreisbevölkerung lebt in den drei größten Städten Weißenburg, Gunzenhausen und Treuchtlingen. Die Jura-Hochfläche auf dem Gebiet der Verwaltungsgemeinschaft Nennslingen sowie die Hahnenkamm-Region auf dem Gebiet der Verwaltungsgemeinschaft Hahnenkamm sowie die Landkreismitte sind hingegen vergleichsweise dünn besiedelt.
Im Landkreis lebten im Jahr 2014 13.459 Behinderte, darunter 10.856 Schwerbehinderte. Die durchschnittliche Kinderanzahl pro Familie lag 2014 bei 2,0 (deutschlandweit 1,4), der Anteil kinderreicher Familien bei 20 Prozent (deutschlandweit 15,4 Prozent).
Der Ausländeranteil betrug 2020 9,97 Prozent, im November 2020 lebten im Landkreis 10.182 ausländische Staatsbürger aus 115 Nationen sowie 18 Staatenlose, weiterhin 342 Asylbewerber und Flüchtlinge. 84 Personen wurden eingebürgert. Die meisten Ausländer kommen aus Bosnien-Herzegowina, Bulgarien, Griechenland, Irak, Italien, Kosovo, Kroatien, Österreich, Polen, Rumänien, Russland, Syrien, Tschechien, der Türkei, der Ukraine und Ungarn. Etwas unter ein Sechstel aller Ausländer kommt aus der Türkei.

### Religion
Historisch war das heutige Kreisgebiet eine stark jüdisch geprägte Region, heute gibt es keine jüdischen Gemeinden mehr. 1987 lebten im Kreisgebiet noch 10 Personen mit jüdischer Religionszugehörigkeit.
Weite Teile des Landkreises waren 1750, wie in fast ganz Mittelfranken, mehrheitlich protestantisch geprägt. Gebiete, die im ehemaligen Einflussgebiet des Hochstifts Eichstätt oder des Deutschen Ordens lagen, waren katholisch geprägt. Andererseits waren die ehemaligen Territorien der Reichsstadt Weißenburg, der Pappenheimer Marschälle und des Fürstentums Ansbach lutherisch geprägt. Spätere geschichtliche Ereignisse wie die Flüchtlingsströme nach dem Zweiten Weltkrieg und die zunehmende Mobilität verwischten zunehmend die Konfessionsgrenzen.
Am Stichtag 9. Mai 2011 stand eine evangelisch-lutherische Mehrheit von 55,6 Prozent etwa 29,0 Prozent Katholiken gegenüber. Die evangelische Bevölkerung gehört zu den Dekanaten Gunzenhausen und Heidenheim im Kirchenkreis Ansbach-Würzburg sowie zum Evangelisch-Lutherischen Dekanat Weißenburg und zum Evangelisch-Lutherischen Dekanat Pappenheim im Kirchenkreis Nürnberg. Die katholischen Pfarrgemeindemitglieder gehören dem Dekanat Weißenburg-Wemding im Bistum Eichstätt an. In Weißenburg existiert eine evangelisch-methodistische Gemeinde. 
Eine Mehrheit von Katholiken gegenüber Protestanten bestand 2011 im Landkreis in Pleinfeld, Gnotzheim, Ellingen und Raitenbuch. Nach Artikel 1 des bayerischen Gesetzes über den Schutz der Sonn- und Feiertage ist in diesen Gemeinden Mariä Himmelfahrt (15. August) Feiertag.
Von wachsender Bedeutung ist durch den Zuzug von Gastarbeitern und Migranten der Islam. In Weißenburg existiert eine muslimische Gemeinde, die der DİTİB nahesteht. Die Pappenheimer Moschee ist in Bayern neben München ein Zentrum der radikalmuslimischen Tablighi Jamaat. Weitere Moscheen gibt es in Treuchtlingen und Gunzenhausen.
2011 gehörten 15 % der Bewohner keiner oder einer Glaubensgemeinschaft außerhalb der evangelischen und katholischen Kirche an. 2022 gehörten 27 % der Bewohner keiner oder einer Glaubensgemeinschaft außerhalb der evangelischen und katholischen Kirche an.

### Einwohnerentwicklung
| Jahr      | 1840   | 1871   | 1900   | 1925   | 1939   | 1950   | 1961   | 1970   | 1987   | 1991   | 1995   | 2003   | 2004   | 2005   | 2006   | 2007   | 2008   |
| --------- | ------ | ------ | ------ | ------ | ------ | ------ | ------ | ------ | ------ | ------ | ------ | ------ | ------ | ------ | ------ | ------ | ------ |
| Einwohner | 55.513 | 57.956 | 62.157 | 65.359 | 64.497 | 94.193 | 85.958 | 88.201 | 86.381 | 91.554 | 94.046 | 95.227 | 95 054 | 94.660 | 94.163 | 93.711 | 93.009 |
|           |        |        |        |        |        |        |        |        |        |        |        |        |        |        |        |        |        |
| Jahr      | 2009   | 2010   | 2011   | 2012   | 2013   | 2014   | 2015   | 2016   | 2017   | 2018   | 2019   | 2020   | 2022   |        |        |        |        |
| Einwohner | 92.586 | 92.326 | 92.182 | 92.187 | 92.331 | 92.518 | 93.342 | 93.974 | 94.208 | 94.393 | 94.734 | 95.117 | 97.120 |        |        |        |        |

- Die Übersicht zeigt die Einwohnerzahlen des heutigen Landkreisgebiets. Bei den Zahlen handelt es sich bis 1987 um Volkszählungsergebnisse und ab 1991 um amtliche Fortschreibungen des Bayerischen Landesamts für Statistik mit Stand 31. Dezember des jeweiligen Jahres.[36]
- Nach dem Zweiten Weltkrieg stieg die Einwohnerzahl aufgrund der Zuwanderung von Heimatvertriebenen um knapp die Hälfte an, während sie in den rund hundert Jahren zuvor um etwa ein Fünftel angestiegen war. Von 1988 bis 2008 wuchs der Landkreis Weißenburg-Gunzenhausen um über 6000 Einwohner (rund 7 Prozent). Ab 2003 war die Tendenz nach einem Höchststand von über 95.000 Einwohnern rückläufig, im Schnitt sank die Bevölkerungszahl um jährlich rund 300. Seit 2011 steigen die Einwohnerzahlen wieder. Zwischen 2011 und 2015 stieg die Einwohnerzahl um jährlich rund 200. Sie lag 2014 bei 92.518 und hat damit in etwa das Niveau des Jahres 2009 erreicht. Im Jahr 2018 lag die Einwohnerzahl bei 94.393 und damit in etwa auf dem Niveau von 2006 und knapp unter dem Höchstwert von 2003.
- Mittelfristig könnten jedoch die Bevölkerungszahlen im Landkreis, wie in den meisten ländlichen Regionen Deutschlands, sinken. Das hängt mit dem Wegzug qualifizierter Personen zusammen, die aufgrund fehlender Hochschulstandorte und hochqualifizierter Arbeitsplätze in der näheren Umgebung keine Perspektive sehen. Diesem Trend soll mit der Fachhochschule für angewandtes Management in Treuchtlingen und dem Kunststoff Campus Bayern in Weißenburg sowie der Errichtung des Landesamtes für Schule in Gunzenhausen und dem Bau eines Autobahnanschlusses an die A 9 entgegengewirkt werden.[57]
- Das Bayerische Landesamt für Statistik und Datenverarbeitung prognostizierte 2018 für das Jahr 2038 eine Bevölkerung von 94.500, damit wird die Einwohnerzahl in etwa stabil bleiben.[58] Damit hat sich der Landkreis in den Prognosen verbessert: 2012 wurde vom Landesamt für das Jahr 2030 einen Stand von 85.000 Einwohnern prognostiziert, im Jahr 2014 für 2032 einen Stand von 86.600 Einwohnern und im Jahr 2016 wurde für das Jahr 2034 einen Stand von 90.800 Einwohnern. Das waren jeweils die damals höchsten prognostizierten Bevölkerungsrückgange Mittelfrankens, lagen jedoch weit unter den Rückgängen in den ländlichen Regionen der Oberpfalz, Unter- und Oberfrankens.[59]
- Ende 2016 prognostizierte das Bayerische Landesamt für Statistik und Datenverarbeitung erstmals seit Jahren keinen mittelfristigen Rückgang, sondern eine Stagnation der Bevölkerungszahl der Region mit etwa 93.000 Einwohnern im Jahr 2035. Bis ungefähr 2032 wird von einem leichten Bevölkerungswachstum auf etwa 94.000 Kreisbewohner ausgegangen. Das ist vor allem auf die Flüchtlingszuwanderung, Binnenmigration sowie die innereuropäische Migration nach Bayern zurückzuführen. Den Höchstwert von 2004 mit rund 95.000 Einwohnern wird vermutlich nicht mehr erreicht.[60]

### Orte

#### Bestand

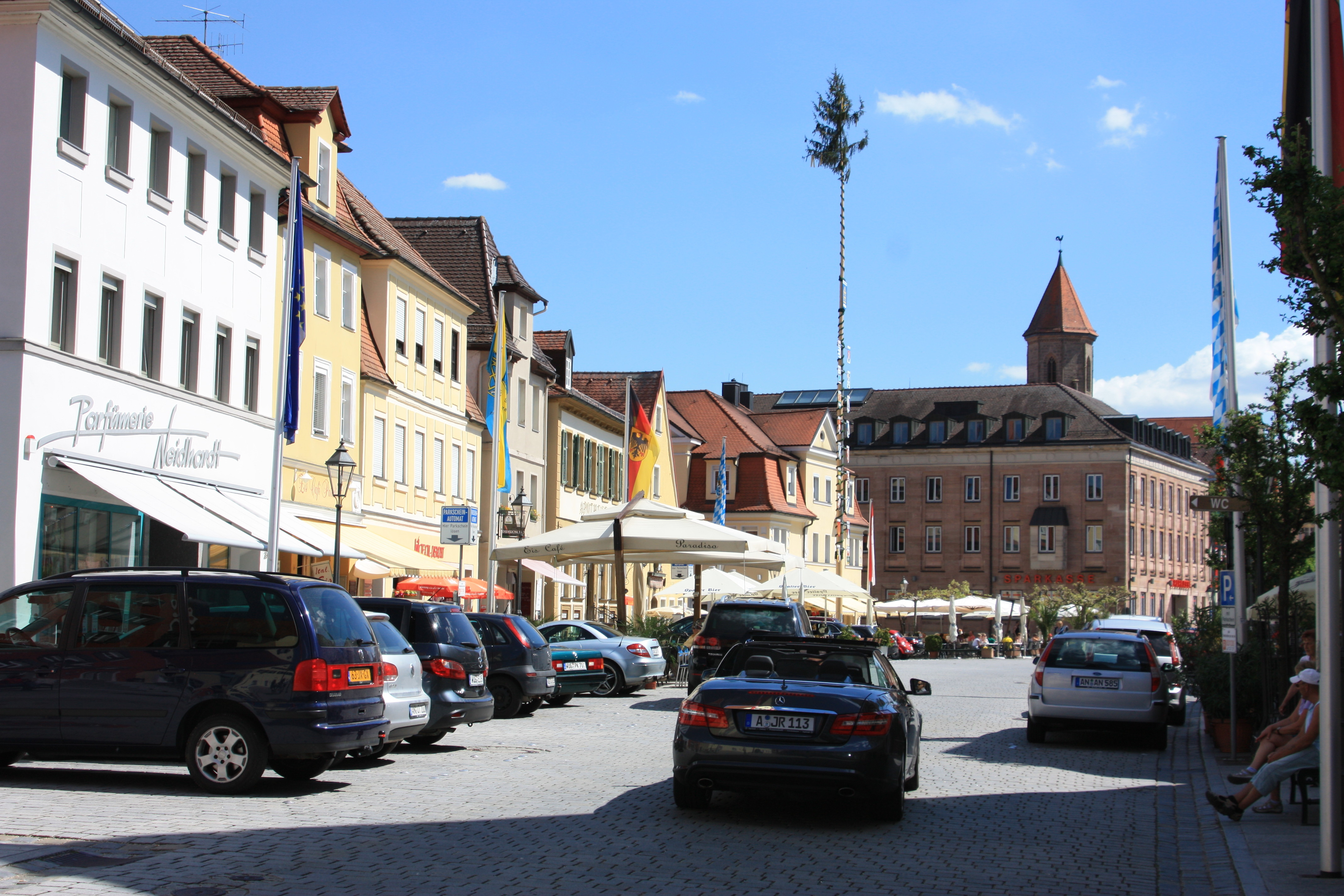
„Stadtcharakter“: Verkehr auf dem Gunzenhäuser Marktplatz

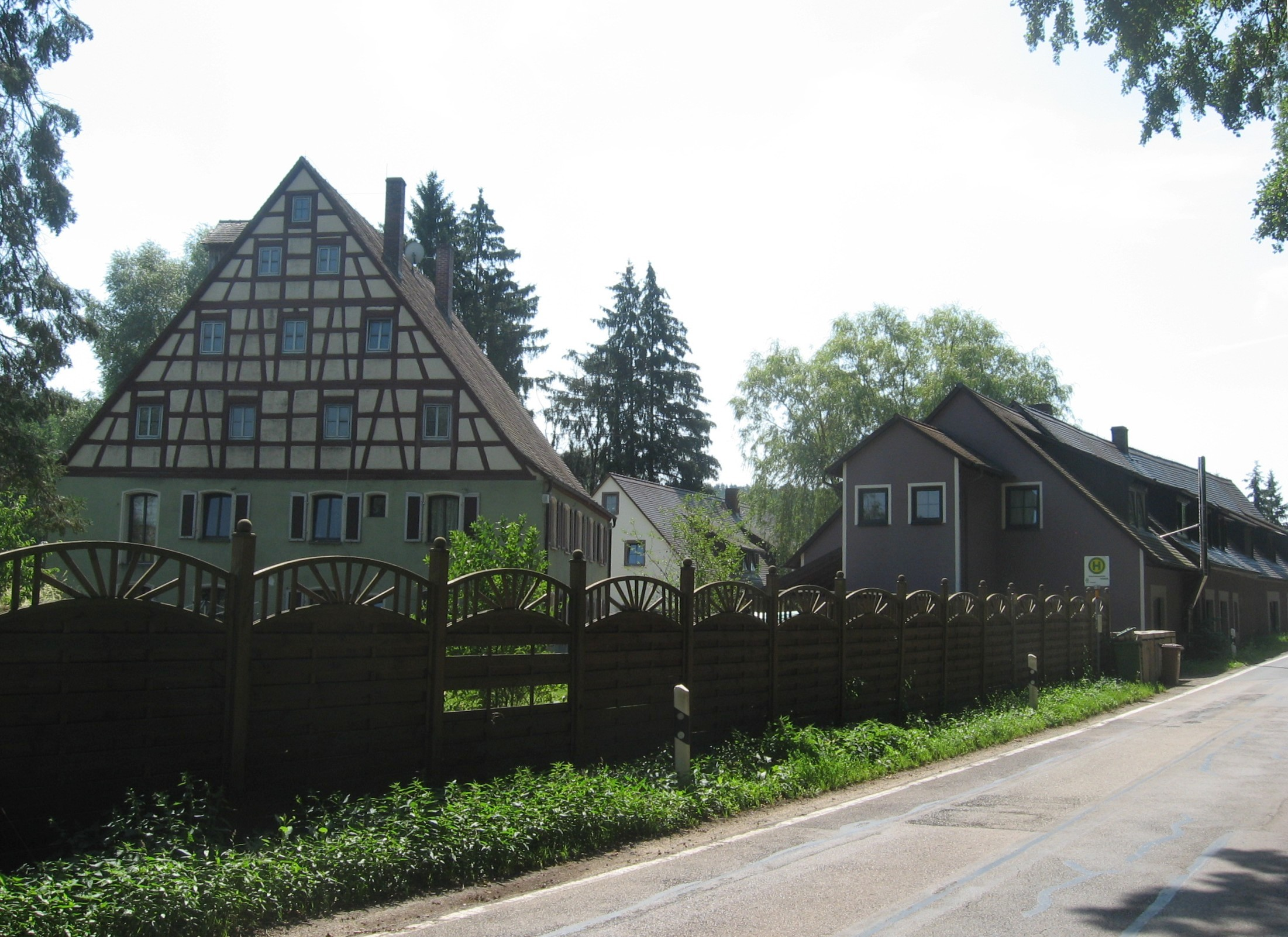
Böschleinsmühle bei Pleinfeld: exemplarisch für viele Einöden und Kleinstsiedlungen im Landkreisgebiet

Im Landkreis Weißenburg-Gunzenhausen gibt es laut Bayerischem Landesamt für Statistik und Datenverarbeitung 333 amtlich benannte Orte; laut Statistik des Landkreises Weißenburg-Gunzenhausen waren es 2021 insgesamt 301 Orte. Davon hatten bis zum späten 19. Jahrhundert nur Gunzenhausen und Weißenburg einen städtischen Charakter, später auch Treuchtlingen; die meisten anderen Orte sind mehr oder minder ländlich geblieben. Unter ihnen sind Ellingen mit seinen barocken Bauten und Pappenheim mit seiner planvollen, mittelalterlichen Stadtanlage erwähnenswert. Gegenwärtig gibt es im Landkreis fünf Orte mit Stadtrecht, sechs Märkte, 16 „sonstige“ Gemeinden und zahlreiche Pfarr- und Kirchdörfer sowie Weiler. Auffällig ist die recht hohe Zahl – etwa ein Drittel der Orte – von Einöden mit meist nur einem Wohngebäude. So reihen sich etwa entlang der Mühlenstraße von der Ketschenmühle am Nordrand von Pleinfeld zur Heinzenmühle an der Nordgrenze des Landkreises etwa ein Dutzend Einöden entlang der Schwäbischen Rezat aneinander. Zu den abgegangenen Orten zählen etwa Leonhardsruh nahe Gunzenhausen, ein Beispiel für einen Ort, der durch städtische Überbauung verschwand, und die Öfeleinsmühle, exemplarisch für über ein Dutzend Einöden, die im Flutungsbereich der Stauseen des Fränkischen Seenlands abgerissen wurden. Andere Orte wie Furthmühle und Langweidmühle wurden nach der Flutung an neuer Stelle wiedererrichtet.
Nach dem Historischen Atlas von Bayern, Band Gunzenhausen-Weißenburg, dessen Untersuchungsgebiet annähernd das Gebiet des heutigen Landkreises abdeckt, gab es 1792 vier Städte (Weißenburg, Gunzenhausen, Ellingen, Pappenheim) und sieben Märkte mit mehr als 100 Anwesen (Absberg, Altenmuhr, Berolzheim, Gnotzheim, Heidenheim, Pleinfeld, Treuchtlingen). Daneben gab es 15 Dörfer mit mehr als 75 (vorwiegend entlang der Altmühl und im Hahnenkamm), 72 Dörfer mit mehr als 20, 67 Dörfer und Weiler zwischen 5 und 20 sowie 164 Kleinsiedlungen mit weniger als fünf Anwesen.

#### Siedlungstyp und Namensetymologie
Die Siedlungstypen der Dörfer sind uneinheitlich. Viele Orte sind Reihendörfer, darunter Straßendörfer wie Eichenberg oder Hochholz. Andere sind Haufendörfer, Emetzheim ist ein Beispiel für ein Ringdorf. Viele Orte entstanden um einen Anger, z. B. Ettenstatt und Meinheim.
Während manche Orte Namen haben, die es nur einmal gibt, sind andere Ortsnamen innerhalb Deutschlands und international häufig. Dazu gehört beispielsweise die Gemeinde Bergen mit Dutzenden Namensvettern in Europa wie Bergen auf Rügen, Bergen bei Neuburg, Bergen im Chiemgau oder das norwegische Bergen. Zur besseren Unterscheidung tragen einige Orte einen Namenszusatz, so etwa Weißenburg in Bayern, Gundelsheim an der Altmühl, Haag bei Treuchtlingen, Dietfurt in Mittelfranken, Reuth am Wald oder Reuth unter Neuhaus. Manche Ortsnamen kommen mehrmals sogar innerhalb des Landkreises vor, wie Fuchsmühle, Geislohe, Gundelsheim, Kohlmühle, Neuherberg, Reuth, Sägmühle, Zollmühle und Ziegelhütte. Viele Namen verweisen auf die geographische Lage des jeweiligen Orts, etwa mit den Endungen -bach (Obererlbach, Veitserlbach, Störzelbach), -berg (Wehlenberg, Oberappenberg, Büchelberg), -feld (Ottmarsfeld, Edersfeld, Pfraunfeld), -bronn (Büttelbronn, Wolfsbronn) und so weiter. Insgesamt 68 Orte mit der Endung -mühle gingen aus Wasser-, Papier- und Sägmühlen hervor. Orte mit den Endungen -heim (Ostheim, Ehlheim, Sammenheim), -hausen (Weiboldshausen, Dornhausen, Thannhausen), -ing (Walting) oder -ingen (Hüssingen, Rehlingen, Eßlingen) deuten auf eine Ortsgründung in der Völkerwanderungszeit hin, insbesondere während der Fränkischen Landnahme zwischen dem 6. und 9. Jahrhundert.
Später wurden noch weitere Orte gegründet, so sind Haardt und Neudorf um 1300 entstandene Rodungssiedlungen, während Rothenstein sich erst im 18. Jahrhundert entwickelte, Schleifer am Berg erst um 1850.

### Einwohnerstärkste Gemeinden und Orte
Größte Kommune im Landkreis ist die Kreisstadt Weißenburg i.Bay. mit 18.358 Einwohnern einschließlich aller Gemeindeteile, es folgen Gunzenhausen mit 16.588 Einwohnern, Treuchtlingen mit 13.196 Einwohnern, Pleinfeld mit 7387 Einwohnern an vierter Stelle, Pappenheim mit 3903 Einwohnern an fünfter Stelle und Ellingen mit 3908 Einwohnern an sechster Stelle. Vier weitere Gemeinden haben zwischen 2000 und 3000 Einwohner, 13 zwischen 1000 und 2000 Einwohner sowie vier Gemeinden unter 1000 Einwohner. Die wenigsten Einwohner haben Gnotzheim mit 826 Einwohnern, Meinheim mit 840 Einwohnern und Ettenstatt mit 865 Einwohnern.
Insgesamt 10 Gemeinden können als Kleinstadt eingestuft werden, der Rest als Landgemeinden.
Wird nicht die gesamte Gemeinde einschließlich aller Gemeindeteile, sondern nur die Orte selbst betrachtet, bleibt Weißenburg mit nunmehr rund 13.500 Einwohnern der größte Ort im Landkreis. Es folgen Gunzenhausen mit rund 10.900, Treuchtlingen mit rund 7290, Pleinfeld mit rund 4320, Ellingen mit rund 2300 und Muhr am See mit 2150 Einwohnern. Sechs weitere Orte haben zwischen 1000 und 2000 Einwohner, der Rest unter 1000. Größter Ort im Landkreis, der kein Hauptort einer Gemeinde ist, ist Wettelsheim mit rund 1400 Einwohnern.

## Geschichte

### Urgeschichte

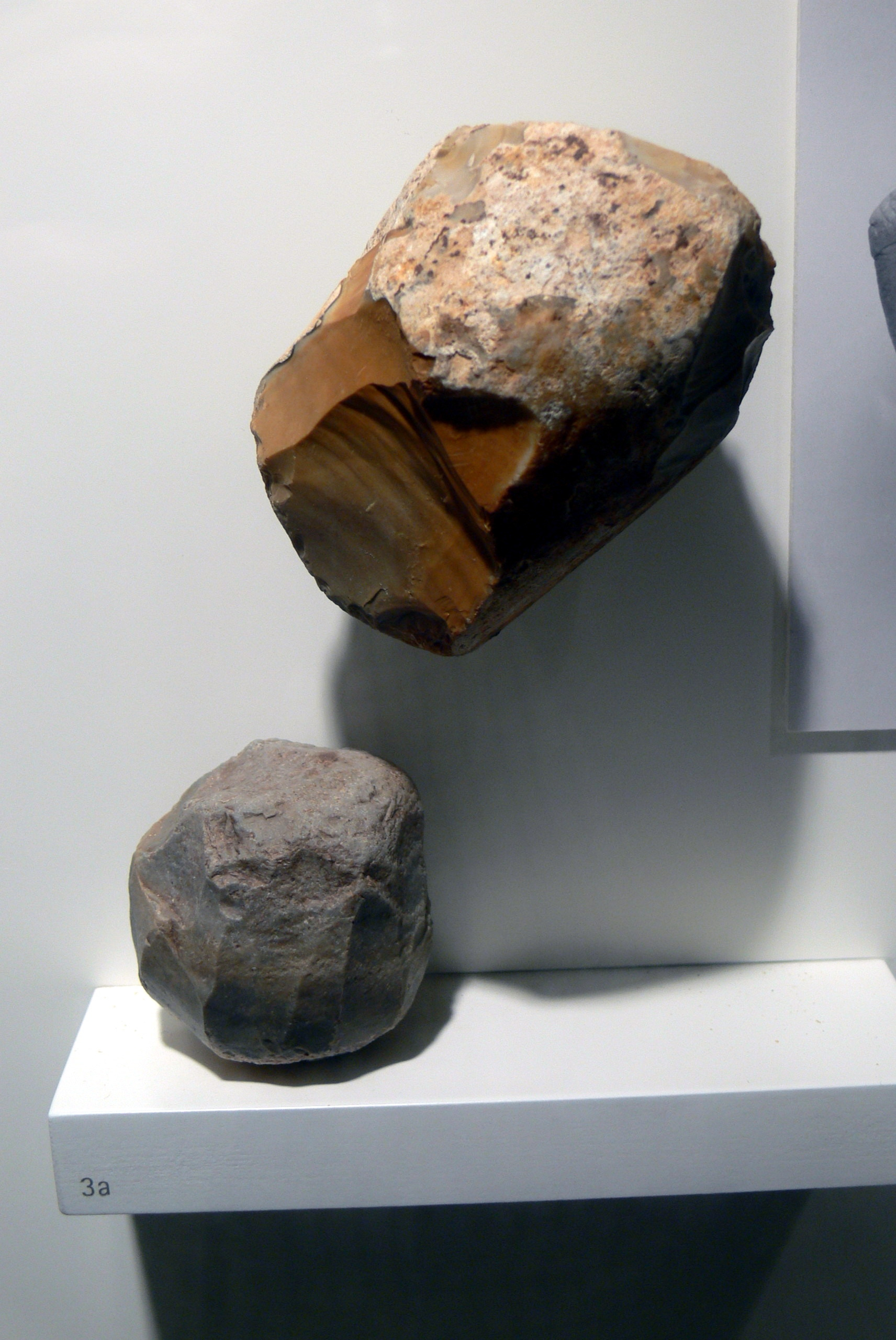
Schlagstein mit Kern aus dem Mesolithikum, Archäologisches Museum Gunzenhausen

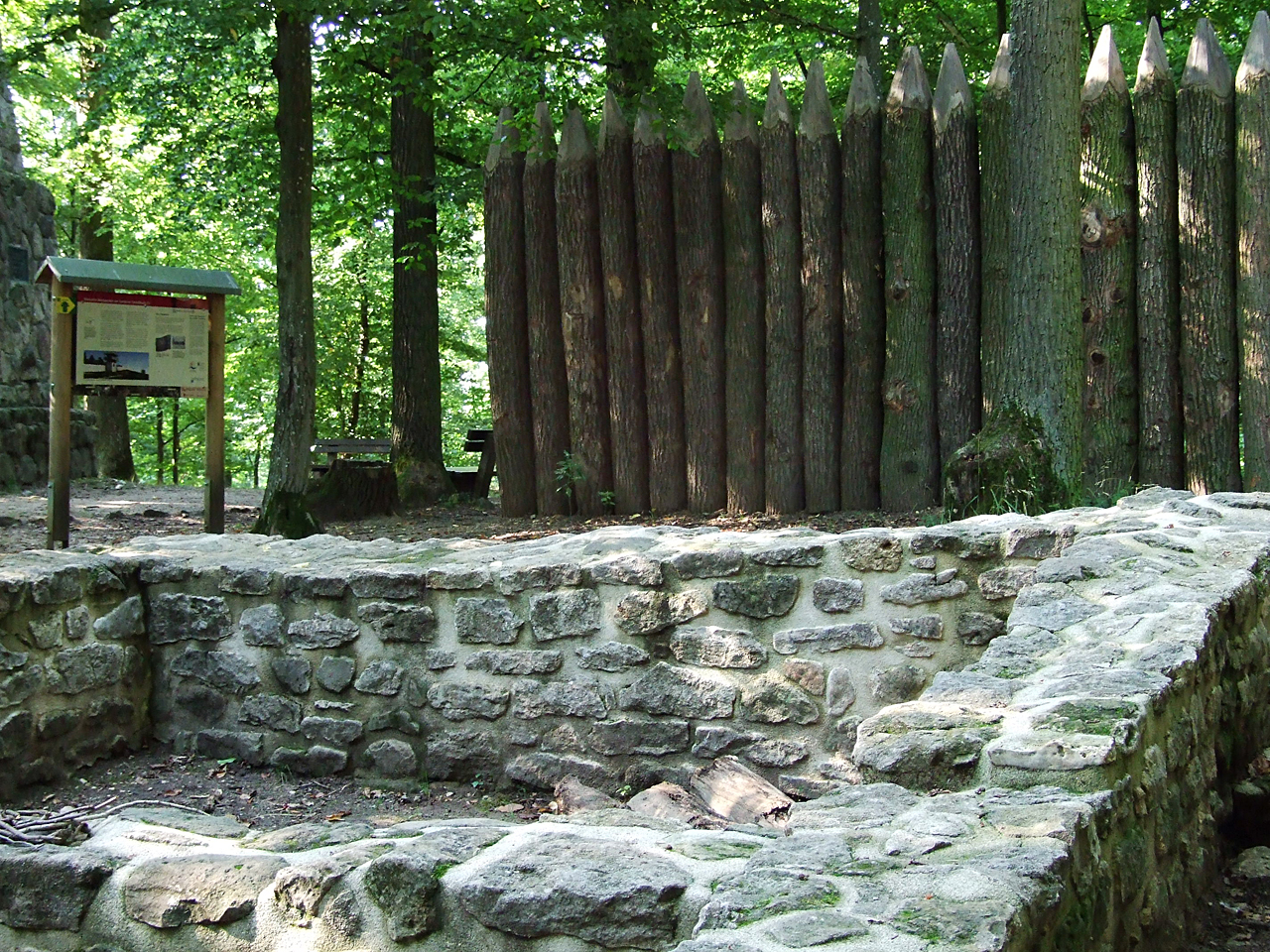
Limes-Wachposten bei Gunzenhausen

Auf dem Gebiet des Landkreises Weißenburg-Gunzenhausen gibt es Spuren menschlicher Anwesenheit entlang der Mittelgebirge aus der Mittelsteinzeit und aus der Zeit frühester bäuerlicher Kulturen der Jungsteinzeit. Davon zeugen zahlreiche Funde von Dreiecksmikrolithen, Steinbeilen, Freilandstationen und Grabhügel, etwa nahe der Alten Bürg. Aus dem Donauraum kommend, siedelten sich in der Jungsteinzeit Menschen der Rössener und bandkeramischen Kultur an. Aus der Bronzezeit stammen zahlreiche Gräber, das größte Kollektivgrab der Region findet sich in Wettelsheim, wo mindestens 15 Menschen in einer Steinkammer bestattet wurden.

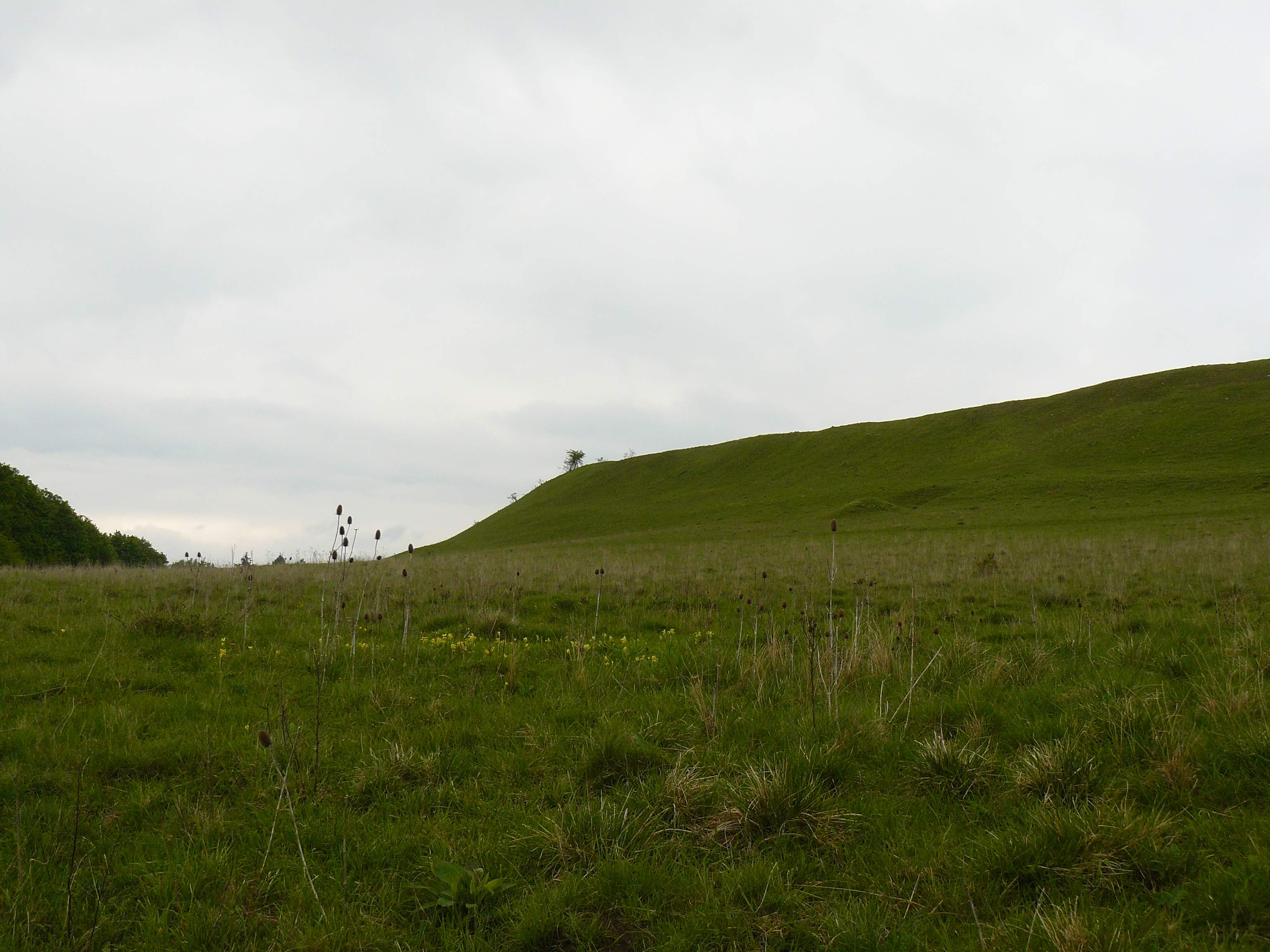
Das strategisch günstig gelegene Plateau des Gelben Bergs diente den Menschen in verschiedenen Perioden als befestigter Siedlungsplatz

Von der Urnenfelderkultur (um 1300 bis 800 v. Chr.) zeugen 1908 bis 1911 gefundene ummauerte Siedlungen auf dem Gelben Berg, Ringschmuck oder Pfeilköcher von der Hallstattzeit (800 bis 450 v. Chr.). Funde aus der jüngeren Hallstattzeit sind spärlicher, was auf eine geringere Besiedlung oder eine Siedlungsunterbrechung hindeutet. Mit Mauern befestigte Siedlungen aus der Hallstattzeit, etwa auf dem Gelben Berg, sind schon lange bekannt. Zahlreiche andere urgeschichtliche Siedlungen, die oft zu Bodendenkmälern erklärt wurden, zeugen von der bäuerlichen Besiedlungsgeschichte der Region, vielerorts sind sie nur mittels Luftbildfotografien sichtbar. Von der Anwesenheit der Kelten in der Latènezeit zeugen Grabhügel, Viereckschanzen und Abschnittswälle. Die Kelten flüchteten bei Ankunft der Römer auf Höhensiedlungen. In und um Westheim befindet sich das vielleicht größte keltische Hügelgräberfeld Süddeutschlands mit 244 Grabhügeln.

### Römer (Ende 1. bis Mitte 3. Jahrhundert n. Chr.)
15 v. Chr. wurde die römische Provinz Raetia eingerichtet. Unter Kaiser Domitian entstand bei Weißenburg um 90 n. Chr. ein rund 2,8 Hektar großes Holz-Erde-Kastell in unmittelbarer Nähe eines keltischen Oppidums. Seine Garnison diente der Sicherung des nördlich der Donau eroberten Gebietes, das kurz zuvor der Provinz Raetien einverleibt worden war. Unter Kaiser Commodus begann der Bau des Limes, den er und seine Nachfolger durch ein Straßennetz und Kastelle sowie durch Ausbau der vorhandenen Kastelle sichern ließen, wie das Kastell Biriciana bei Weißenburg, das ab Mitte des 2. Jahrhunderts ein steinernes Alenlager von 3,1 Hektar Fläche wurde, das 170 auf 174 mal 179 Meter maß. Biriciana wurde zur römischen Kleinstadt, in der um 150 vielleicht 5.000 Menschen lebten, immerhin die Hälfte der Einwohnerzahl der Provinzhauptstadt Augusta Vindelicorum (Augsburg), und wo Thermen errichtet wurden.

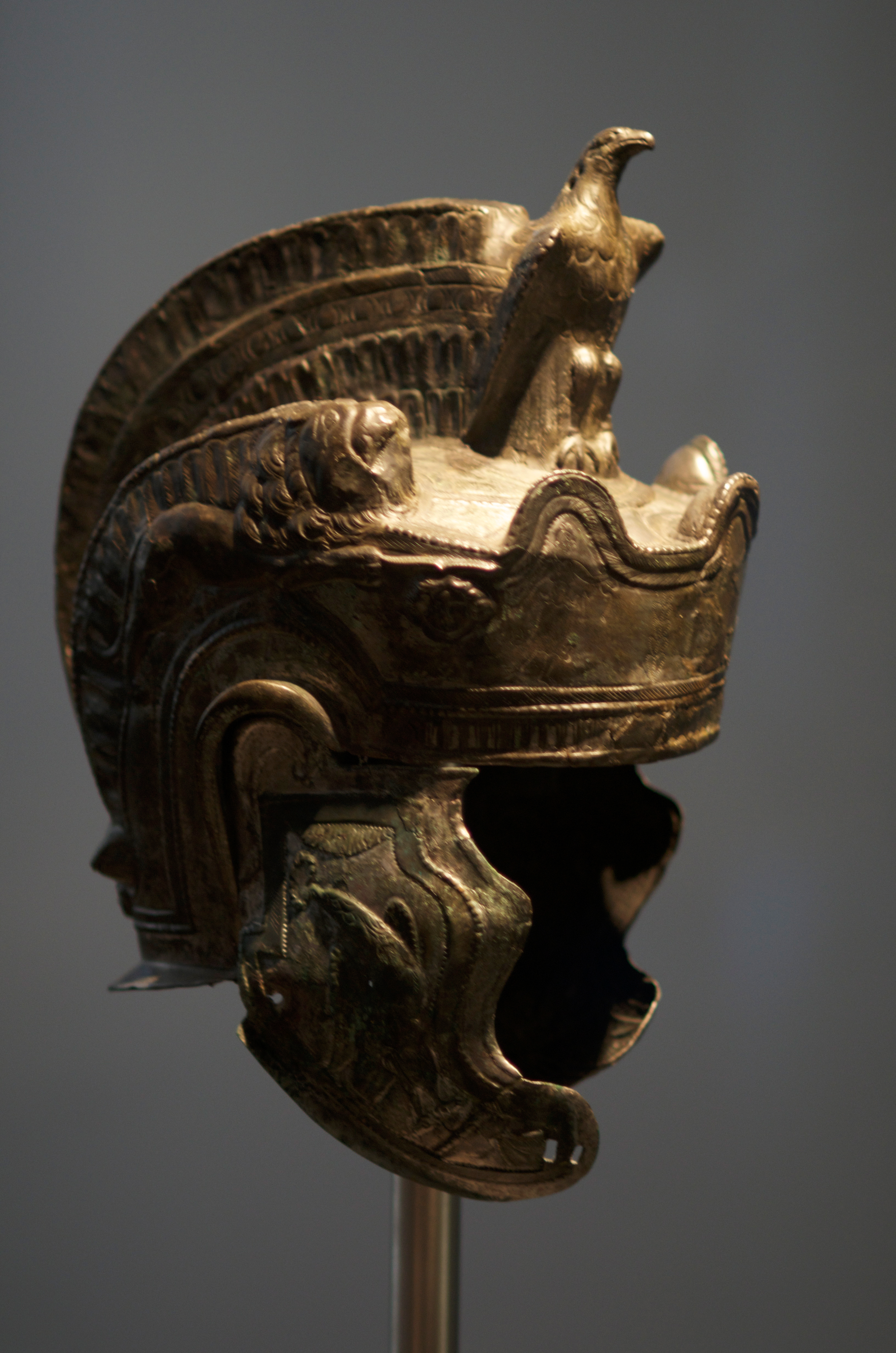
Römischer Paradehelm, gefunden in Theilenhofen, Germanisches Nationalmuseum, um 150/200 n. Chr.

Im Winter 1867 wurde dort bei Bauarbeiten ein 16 mal 13 Zentimeter großes, wie üblich doppeltes Bronzetäfelchen, ein Militärdiplom, aus dem Jahr 107 gefunden, wie es Veteranen zum Ende ihrer Dienstzeit verliehen wurde, und deren Original in Rom verblieb. Auf diesem kopierten Diplom sind die frühesten namentlich bekannten Einwohner Biricianas verzeichnet, der Reiter Mogetissa „Comatulli filius Boius“ (also ein keltischer Boier), seine Frau Verecunda „Casati filia“ (wohl eine ebenfalls keltische Sequanerin) und die gemeinsame Tochter Matrulla. Zudem wurden eine Goldmünze, sechs Silber- und 22 Kupfermünzen sowie Keramik und weitere Überreste bei diesem Kastell unweit der „Teufelshecke“ gefunden, wie der Limes seinerzeit genannt wurde.
Bei Burgsalach entstand mit dem dortigen Kleinkastell „In der Harlach“ eines der außergewöhnlichsten Bauwerke am Limes. Diese Bauart gibt es ansonsten ausschließlich in Nordafrika. Fundstücke aus der Römerzeit sind ein römischer Paradehelm aus Theilenhofen und mehrere Götterstatuen des Weißenburger Römerschatzes.

### Von der Spätantike bis zum Spätmittelalter

#### Alamannen (ab etwa 253), Franken (um 500), Christianisierung
Wohl um 253 zogen sich die Römer im Zuge der Alamanneneinfälle nach Süden hinter die Donau zurück. Bei Dittenheim befand sich bald zur Kontrolle der Region eine alamannische Höhenburg, die Gelbe Bürg.

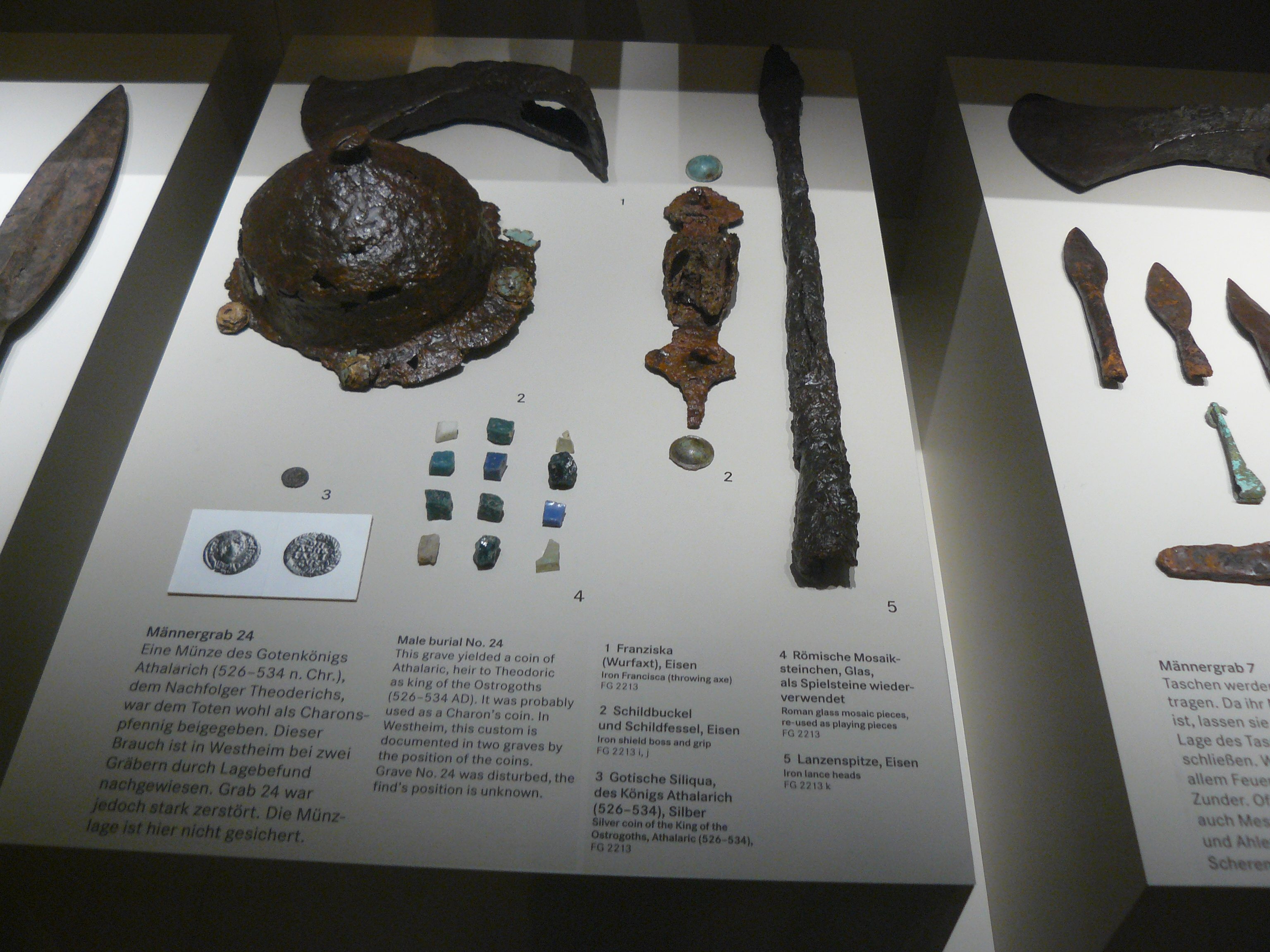
Merowingerzeitliche Grabbeigaben, Westheim

Aus frühmerowingischer Zeit stammt das Gräberfeld von Westheim, das in die Zeit kurz nach dem Sieg der Franken über die Alamannen und damit in das frühe 6. Jahrhundert datiert, und das ebenfalls aus dieser Zeit stammende Gräberfeld von Weißenburg, das größte seiner Art in Mittelfranken. Die Gräberfelder waren mit fränkischen und thüringischen Kriegern und ihren Familien belegt.
Aufgrund der Fränkischen Landnahme wurde das spätere Kreisgebiet als Teil des Sualafeldgaus zum Grenzraum von Franken, Bayern und Schwaben. Die Schwäbische Rezat bildete dort die Grenze zwischen Sualafeldgau und Nordgau.
Das Christentum, bereits Ende des 5. Jahrhunderts vom fränkischen König angenommen, breitete sich zunächst ab dem 6. Jahrhundert durch irische Mönche aus. Ihnen folgten Mitte des 8. Jahrhunderts angelsächsische, mitunter heiliggesprochene Missionare, auf die eine Reihe von Klostergründungen zurückgeht. Diese erfolgten durch Wunibald († 761), Walburga († 779?) und Sola († 794) nach der Gründung des Bistums Eichstätt. So entstanden Klöster mit ihren Grundherrschaften, wie Heidenheim (752), Solnhofen (761) oder Gunzenhausen (vor 823). In dieser Zeit wurde eine Reihe von Ortschaften im Landkreis erstmals urkundlich erwähnt, wie Trommetsheim (750), Bubenheim (792) und Gunzenhausen (823), Weißenburg (867), Altenmuhr (888) und Bieswang (889). Es entstand zu dieser Zeit vielerorts der erste Ortsadel, der oftmals bald wieder erlosch.
Das von den Römern kurz nach den Alamaneneinfällen aufgegebene Weißenburg wurde um 750 zum Mittelpunkt eines Königsgutsbezirks, einer Königspfalz für den reisenden König. 867 erschien Weißenburg als curtis mit suburbium und merowingerzeitlich-dörflicher Siedlung.

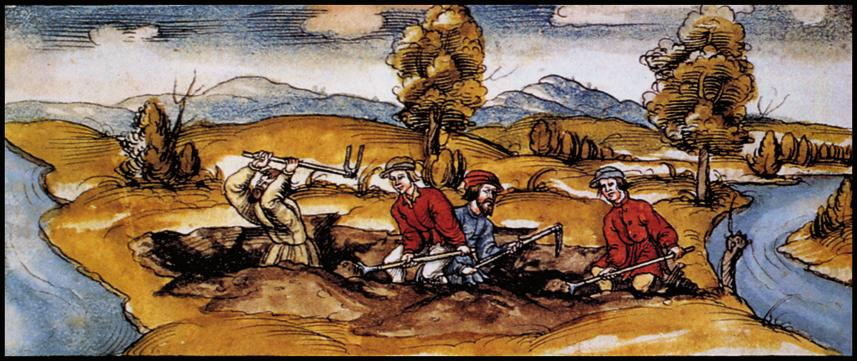
Bau der Fossa Carolina, künstlerische Darstellung in der Würzburger Bischofschronik (Chronik oder Historie von den Bischöfen von Würzburg) des Lorenz Fries, die bis 1495 reicht und die nur in einem Exemplar von 1546 erhalten ist

Unter Karl dem Großen wurde versucht, die Fossa Carolina, eine schiffbare Verbindung zwischen Altmühl und Schwäbischer Rezat und damit zwischen Rhein und Donau, herzustellen. Vielfach wird die Fossa Carolina als Vorgängerin des heutigen Rhein-Main-Donau-Kanals bezeichnet. Nach der Vita Sualonis des Ermanrich von Ellwangen war die Altmühl zwar ein Fluss „navalibusque mercimonio aptum“, für Schiffe und Handelsgüter geeignet, doch ob die Fossa je fertiggestellt wurde, ist umstritten. Die Annahme von Chronisten, unglückliche Boden- und Witterungsverhältnisse hätten zum Abbruch des Projekts geführt, wird als unzutreffend angesehen, denn die zeitgenössischen Quellen berichten in der Mehrheit von einem fertigen und benutzbaren Kanal. Dass er dennoch kaum genutzt und schon kurz nach seinem Bau aufgegeben wurde, lag an dem großen Aufwand, den die Kanalpassage erforderte. Die Mühen lohnten sich für die Händler im täglichen Geschäft anscheinend nicht. Von der Fossa Carolina sind eine etwa 500 Meter lange Wasserfläche und angrenzende bis zu 10 Meter hohe Erdwälle aus Aushubmaterial erhalten geblieben.

#### Grafschaft von Lechsgemünd-Graisbach, Freie Reichsstadt Weißenburg, Deutschordensballei

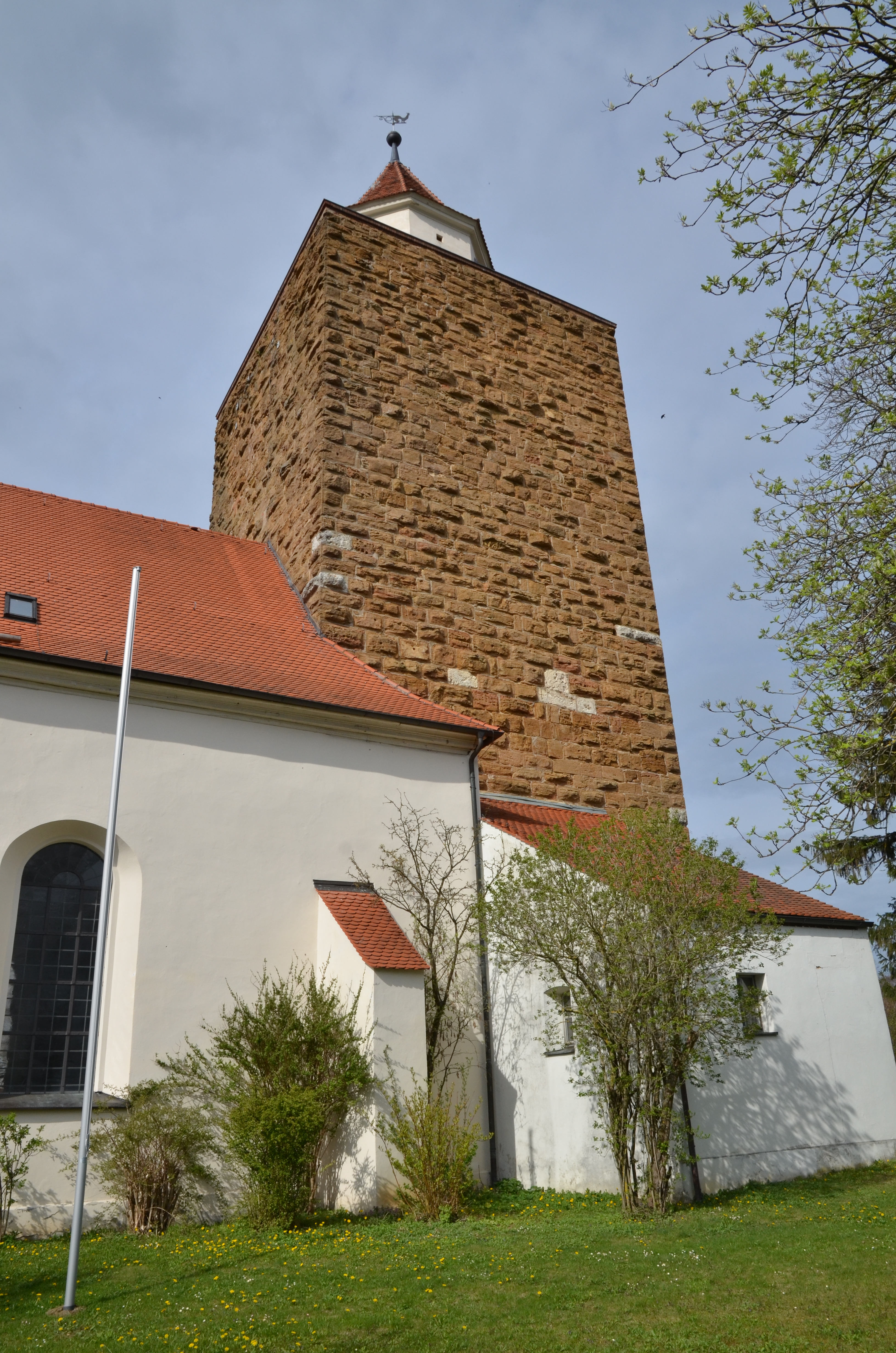
Die Burg Hohentrüdingen, einst die größte hochmittelalterliche Befestigungsanlage zwischen mittlerer Wörnitz und Altmühl, wurde Ende des 11. Jahrhunderts von den Reichsgrafen von Truhendingen erbaut. Der Burgfried dient heute als Kirchturm der Hohentrüdinger Dorfkirche.

Die Gemeinden gehörten im Hochmittelalter zu verschiedenen kirchlichen und weltlichen Herrschaften. Die Herrscher und ansässige Adelsfamilien prägten das Gebiet über viele Jahrhunderte mit ihren Burgen und Schlössern, von denen noch einige vollständig, andere als Ruine erhalten sind. Ab dem 9. Jahrhundert gehörte das Gebiet des Landkreises zum Einflussgebiet der Grafschaft von Lechsgemünd-Graisbach. Durch geschickte Erwerbungspolitik bauten die Hohenzollern das Herrschaftsgebiet der Burggrafschaft Nürnberg aus; aus ihrem Territorium ging in der Folgezeit das hohenzollernsche Markgraftum Brandenburg-Ansbach hervor.
Weißenburg entwickelte sich bereits ab 1150 und nach einer planmäßigen Erweiterung mit einer Ummauerung nach 1170 zu einer Stadt. Doch erst von 1241 datiert die erste Nennung von cives. 1302 sind consules belegt, um 1350 konnte sich der Stadtrat vom staufischen Amtsträger des königlichen Stadtherrn emanzipieren. Als cives wurden die Bewohner der Stadt bezeichnet, die aufgrund städtischen Besitzes Wahl- und Versammlungsrechte hatten; wenn in den Quellen consules erscheinen, gilt das als sicheres Anzeichen für das etablierte Recht der Gemeinde, sich zur Beratung der eigenen Angelegenheiten und zur Rechtsfindung zu versammeln und ein Gremium zu bilden (consulatum tenere). 1358 setzte die schriftliche Aufzeichnung der städtischen Rechte ein, 1377 entstand ein neues Ratsstatut. Nach Einbeziehung einer im Süden entstandenen Vorstadtsiedlung umfasste das Stadtgebiet nach 1370 insgesamt 26 Hektar mit etwa 2000 Einwohnern.
Ab 1296 wurde Weißenburg als Reichsstadt bezeichnet, diesen Status konnte es wahren, obwohl die Überlegenheit der Reichsstadt Nürnberg in wirtschaftlicher Hinsicht und die bloß regionale Handelsbedeutung Weißenburgs zum Bankrott der Stadt führte. Das geschah vor allem durch massive Ausgaben im Zusammenhang mit dem Rathausbau der Jahre 1470 bis 1476, des nie fertig gewordenen neuen Turms ab 1459, der neuen Mauer, des Spitals oder durch den Kauf des Dorfes Suffersheim im Jahr 1465. Nach dem Bankrott von 1481 wechselte Kaiser Friedrich III. den gesamten Stadtrat aus und verlieh Weißenburg 1481 ein neues Wappen in seiner heutigen Gestalt. Ein Jahrzehnt lang war die Reichsunmittelbarkeit durch diese Katastrophe bedroht, denn 1481 standen 3.900 Gulden jährlicher Einnahmen laufende Ausgaben von 12.000 und ein Schuldenberg von 120.000 Gulden gegenüber.

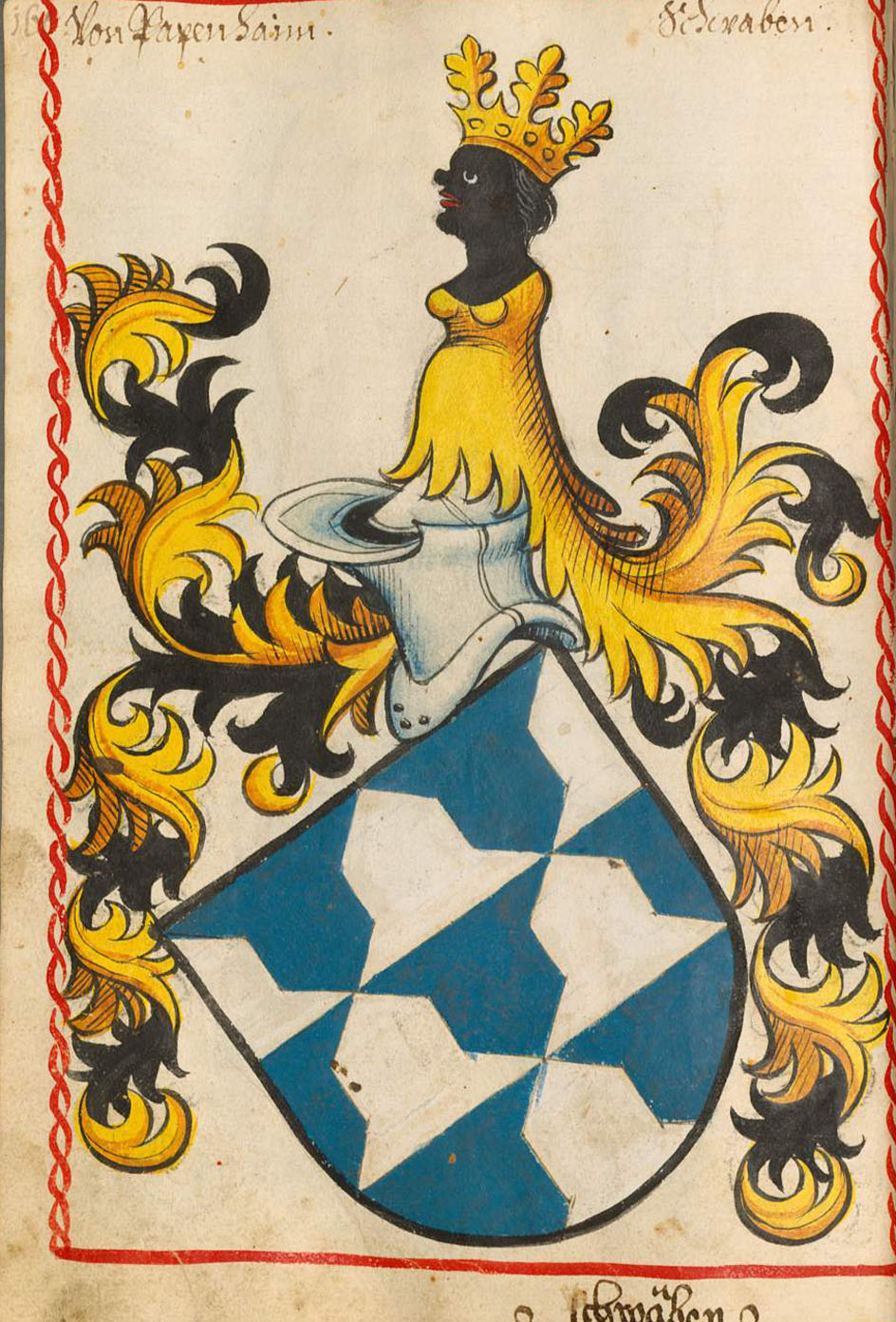
Stammwappen derer von Pappenheim, Scheiblersches Wappenbuch, 1450–1480

Ellingen, aus einer Spitalstiftung hervorgegangen, entwickelte sich zur Hauptstadt der Deutschordensballei Franken. Vielerorts erwarben Rittergeschlechter Güter, so etwa die Rieter von Kornburg in Kalbensteinberg, die Schenken von Geyern in Geyern, die Truhendinger im Hahnenkammgebiet, die Gundelsheimer in Gundelsheim, die Rechenberger in Ostheim und die Oettinger auf Schloss Spielberg. Das Ministerialengeschlecht der Pappenheimer, erstmals zu Anfang des 12. Jahrhunderts in Erscheinung getreten, führte ab 1420 den Titel Reichserbmarschall und schirmte Franken gegen das Herzogtum Bayern ab.
Das Hochstift Eichstätt erwarb ab 1302 das Schloss Sandsee und die Gegend um Pleinfeld. Das Kloster Peter und Paul, gegründet vermutlich im 11. Jahrhundert, erwarb in der Region, wie die Klöster Fulda, St. Gallen und Auhausen zahlreiche Güter. Freidörfer bestanden im heutigen Kreisgebiet Hechlingen, Auernheim und Nordstetten.
Die wirtschaftlich und politisch weniger bedeutende Region wurde in die Kriege der übergeordneten Mächte und der benachbarten Zentren hineingezogen. So zog der Bayerische Krieg von 1420 bis 1422, eine Auseinandersetzung zwischen Ludwig VII. von Bayern-Ingolstadt und Heinrich XVI. von Bayern-Landshut, das untere Altmühltal und den Hahnenkamm schwer in Mitleidenschaft. Dabei wurden Dettenheim, Oberhochstatt und Solnhofen niedergebrannt, Dornhausen wurde weitgehend zerstört. 1449 wurde die Reichsstadt Weißenburg durch die Bindung an Nürnberg in den Krieg gegen den Markgrafen von Ansbach hineingezogen. Albrecht Achilles, der eine Territorialherrschaft vor allem gegen den Widerstand Nürnbergs anstrebte und dessen Haus seit 1413 die Markgrafschaft Brandenburg innehatte, hatte 1440 Ansbach übernommen und sich 1445 dem Mergentheimer Fürstenbund angeschlossen. Um die fränkischen Reichsstädte entstand ein stellenweise 20 bis 30 Kilometer breiter Kreis der Zerstörung, so dass für Mittelfranken in den Jahren 1449 und 1450 von einer weitgehenden Verwüstung des Landes ausgegangen wird.
Ökonomisch zogen die Städte der Region begrenzt Vorteile aus den Fernhandelsstraßen, denn sie verbanden das Gebiet mit den wichtigsten Handelszentren. So zog sich der Weißenburger Steig, der spätere Rennweg, von Weißenburg nach Nürnberg. Martin Luther benutzte auf seiner Rückreise von Rom nach Nürnberg und seiner Hin- und Rückreise zum und vom Augsburger Reichstag diese Route. Weißenburg lag am Schnittpunkt der Nibelungenstraße von Frankreich nach Südosteuropa und der Bernsteinstraße, eine Bezeichnung, die erst im 18. Jahrhundert erschien, von Norddeutschland nach Italien. In den Gemeinden entstanden Gasthäuser und Zollstationen, die Landesherren errichteten Burgen und Wehranlagen, um die Handelsstraßen zu sichern.
Juden siedelten sich zu einem unbekannten Zeitpunkt im Landkreis an. Während des Rintfleisch-Pogroms von 1296 und der Pogrome von 1348/49 wurden Juden in Weißenburg ermordet. Um diese Zeit lebten in Gunzenhausen ebenfalls Juden. Der älteste Beleg stammt von 1334. Nach dem Pogrom lässt sich erst 1374 erstmals wieder ein Jude im Ort belegen. Im Verzeichnis der jüdischen Gemeinden im Bistum Eichstätt von 1480 heißt es, in Gunzenhausen seien viele jüdische Familien ansässig.

### Neuzeit

#### Fränkischer Reichskreis, Reformation, Hexenverfolgung

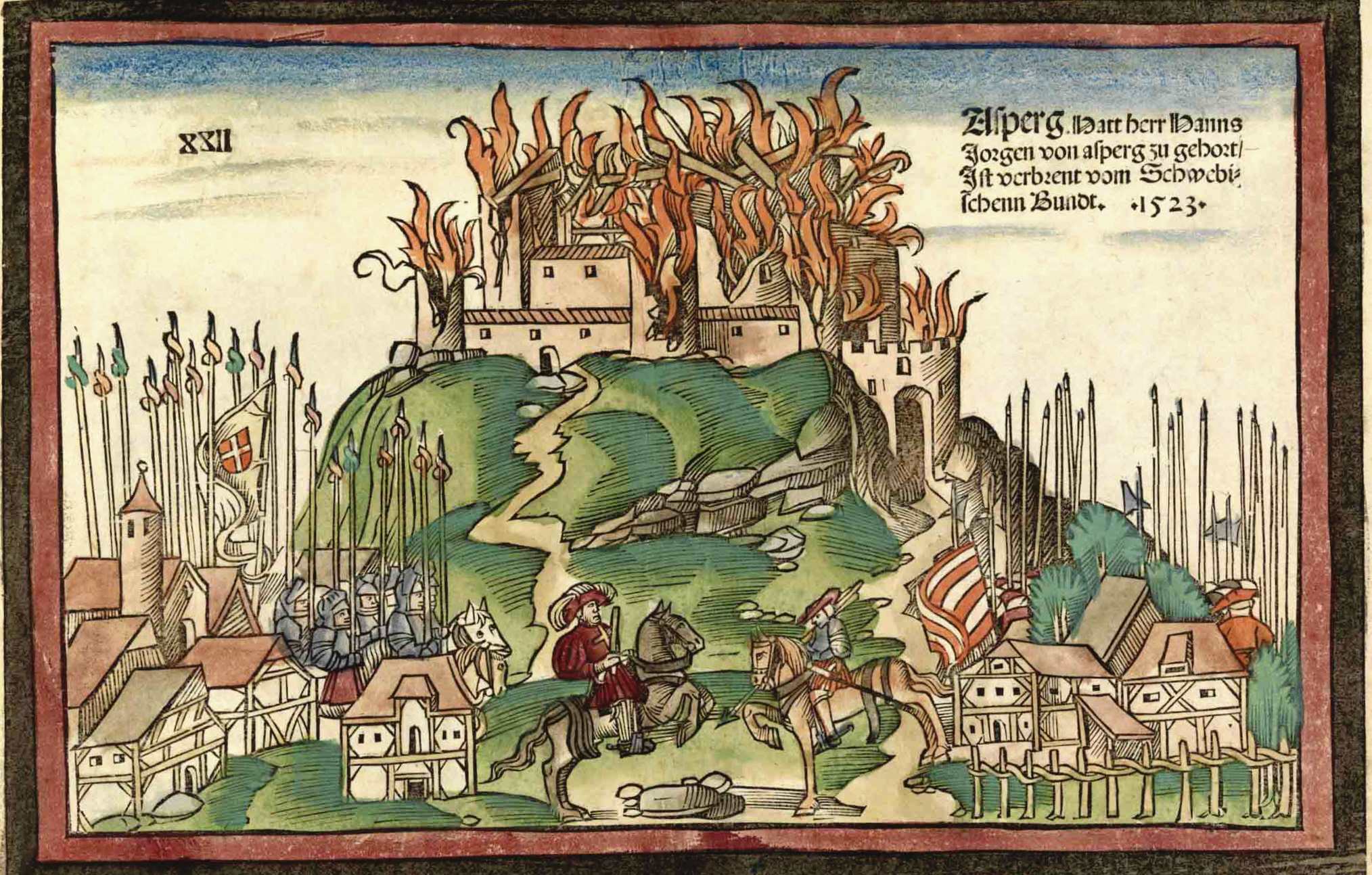
Zerstörung der Burg Absberg am 21. Juli 1523: „Herr Hanns Jorgen von asperg zu gehort / Ist verbrent vom Schwebischenn Bundt“, Darstellung in den Holzschnitten von Hans Wandereisen, 1523, Staatsbibliothek Bamberg

Der Fränkische Reichskreis wurde im Jahr 1500 von Maximilian I. geschaffen, um den Landfrieden im Heiligen Römischen Reich besser gewährleisten zu können. Zu den Mitgliedern zählten die Reichsstadt Weißenburg, das Hochstift Eichstätt und die Ansbacher Markgrafen. Pappenheim und andere Adelsgeschlechter waren im Gegenzug Mitglied im Fränkischen Ritterkreis; das heutige Kreisgebiet gehörte zum Territorium des Ritterkantons Altmühl. In der Absberger Fehde zerstörte der Schwäbische Bund 1523 mehrere Ritterburgen, deren Besitzer den Raubritter Hans Thomas aus dem Geschlecht der Absberger unterstützten. Auf dem Gebiet des heutigen Landkreises wurden die Burg Berolzheim und die Burg Absberg vollständig zerstört.

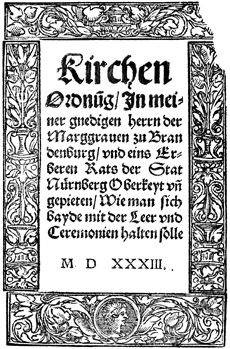
Der aus Gunzenhausen stammende Andreas Osiander verfasste 1533 die Kirchenordnung von Brandenburg und Nürnberg

Georg „der Fromme“ setzte im Markgraftum Ansbach 1528 die Reformation durch; die Reichsstadt Weißenburg folgte nach der Unterzeichnung der Confessio Augustana am 15. November 1530. Die Erbmarschälle von Pappenheim und der Schenk von Geyern führten ebenfalls die neue Lehre ein. So wurde die Reformation etwa in Wengen 1528, in Unterasbach 1529, in Laubenzedel 1532, in Mariabrunn um 1535, in Bergen 1543, in Wachstein 1545 und in Ehlheim 1559 eingeführt.

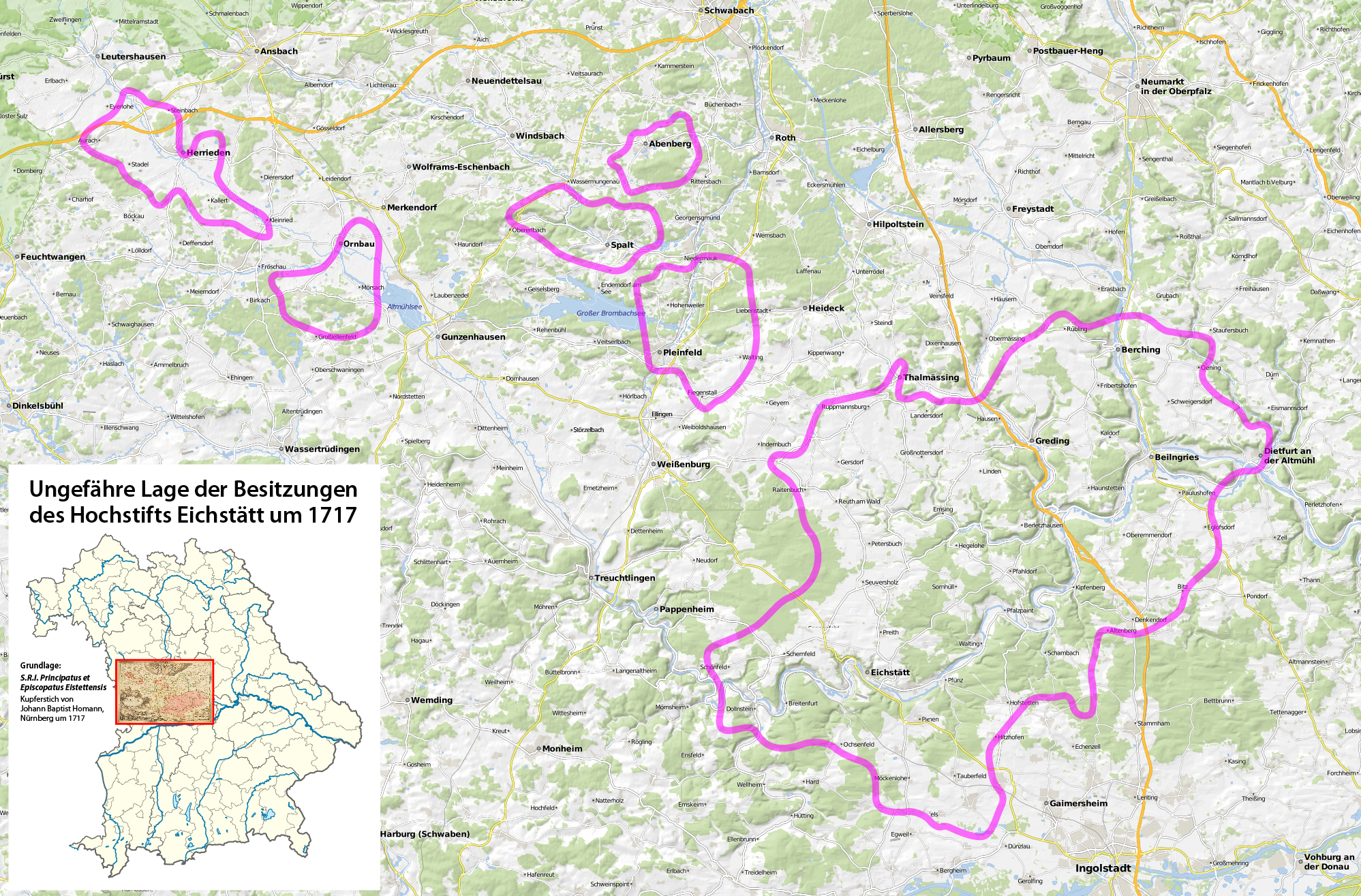
Besitzungen des Hochstifts Eichstätt, um 1717

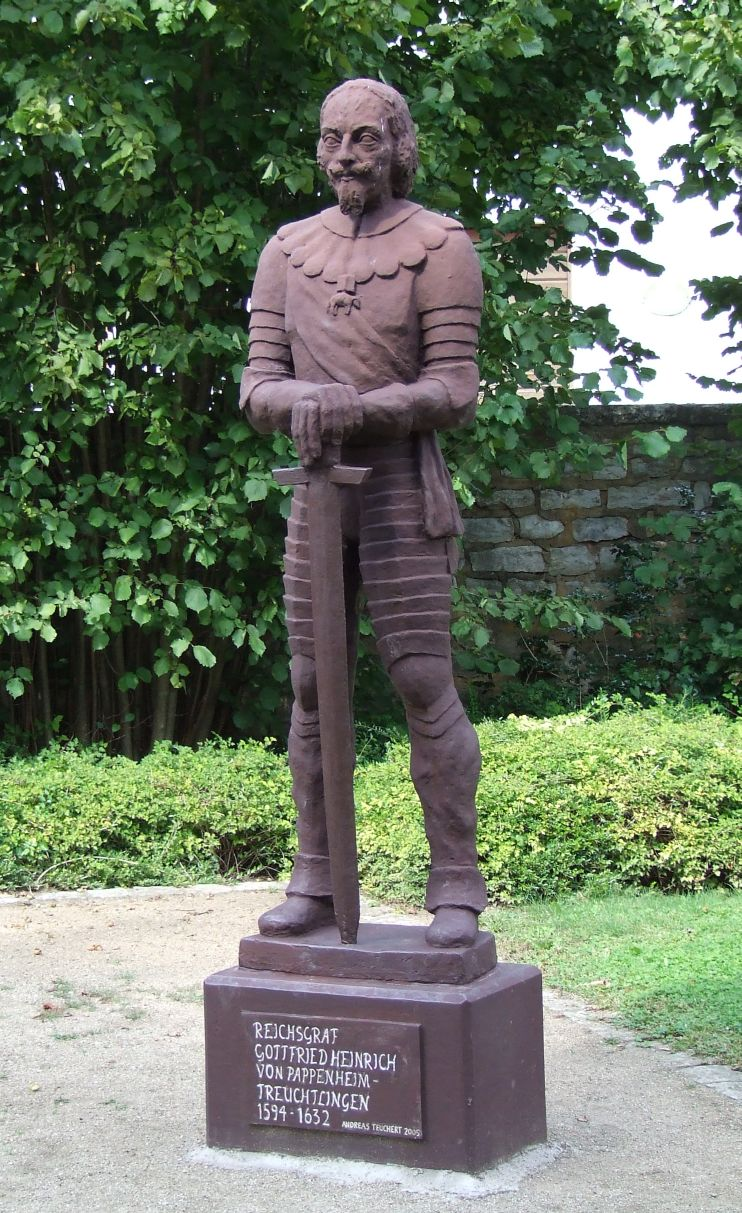
Statue von Gottfried Heinrich zu Pappenheim in Treuchtlingen

Als katholische Gebiete blieben lediglich die Besitztümer des Deutschen Ritterordens und des Hochstifts Eichstätt übrig. Gegenreformatorische Bemühungen scheiterten letztlich. Durch Gottfried Heinrich zu Pappenheim, General der Katholischen Liga, wurde der Ort Treuchtlingen zeitweise wieder katholisch. Konfessionswechsel der vorherrschenden Adelsgeschlechter wurden durch die Markgrafen von Ansbach vereitelt.
Im Bauernkrieg flohen 1525 die Adligen im Rezatbereich vor den Aufständischen nach Ansbach, wo sie sich den Streitkräften des Markgrafen Kasimir anschlossen. Jedoch kamen die dort Versammelten am 3. April zu keinem Ergebnis über ihr Vorgehen gegen die Unruhen, da nur Eichstätt den Ansbacher Führungsanspruch akzeptierte. Deren Hintersassen hatten sich ebenso den Aufständischen angeschlossen, wie diejenigen des Deutschen Ordens, und in Eichstätt forderten am 2. April etwa 200 Tuchergesellen die Wiederherstellung ihrer Fischereirechte. Das ist symptomatisch, denn vielfach hatten sich die Bauern erhoben, um ihre „alten Rechte“ wiederherzustellen. Aufständische Bauern forderten von Bischof Gabriel und dem Rat von Eichstätt die Öffnung der Tore am 24. April. Obwohl Kurbayern eingriff, während Eichstätt militärisch untätig bleiben musste, nutzten die Bayern das nicht zu einer Mediatisierung, obwohl Überlegungen dazu bestanden. Am 7. Mai 1525 erlitten die aufständischen Bauern eine schwere Niederlage am Rechenberg nahe Ostheim gegen die markgräflichen Truppen Kasimirs (siehe Bauernschlacht bei Ostheim). Doch unterlag der Markgraf am 29. Mai bei Windsheim den Bauern unter Führung von Gregor von Burgbernheim. Als die Bauern am 2. Juni endgültig gegen den Schwäbischen Bund unterlagen, folgte eine selbst für die seinerzeitigen Verhältnisse brutale Rache. Um die vom Eichstätter Bischof befürchteten Aufstände zu unterbinden, ging er mit zwei Mandaten 1528 gegen die Täufer vor, denn er betrachtete ihr Wirken als wesentliche Ursache für den Bauernkrieg.
Zwar begannen die ersten Hexenprozesse im Gebiet des Hochstifts Eichstätt wegen Hexerei und Zauberei bereits 1411, ihren Höhepunkt hatten die Verfolgungen jedoch erst um 1590. In Ellingen wurden in den Monaten vor 1590 bereits mindestens 70 angebliche Hexen hingerichtet. Im Januar 1590 wurden in Weißenburg auf Druck der Ordensherren und nach Ersuchen um Gutachten in Nürnberg, ebenfalls zwei Frauen verbrannt. Eine starb an den Folgen der Folter im Mai 1591. Eine Generalinstruktion „zur Ausrottung des hochsträflichen Lasters der Zauberei und des Hexenwerks“ wurde am 12. Oktober 1593 erlassen. Die Verfolgungen, denen im Hochstift Eichstätt mindestens 426 Menschen zum Opfer fielen, hielten bis zum Jahr 1637 an. Hexenmandate folgten bis 1696. Eine Aufarbeitung für die außerfachliche Öffentlichkeit besteht bisher nicht.

#### Konfessionskriege, Ansbach an Preußen, jüdische Gemeinden
Der Dreißigjährige Krieg, der 1618 begann, verschonte die Region bis 1631. In den folgenden Jahren wurden jedoch fast alle Dörfer gebrandschatzt oder zerstört; die Region wurde entvölkert und von Seuchen, wie der Pest, heimgesucht. Der Krieg und in dessen Gefolge Hunger und Epidemien hatte in Franken 40 bis 70 Prozent der Bevölkerung ausgelöscht. Im Laufe des Kriegs wurde beispielsweise die Heilig-Kreuz-Kapelle bei Pfofeld zerstört, der Amtssitz des Deutschordens-Landkomturs in Ellingen und die Burg Pappenheim wurden niedergebrannt. Besonders schwer traf es das Hahnenkammgebiet. Die Truppen Tillys nahmen 1631 die Festung Wülzburg ein, sie wurde kaiserlicher Hauptstützpunkt in der Region.
Beim Wiederaufbau nach dem Krieg halfen in großem Maße protestantische Glaubensflüchtlinge aus Österreich und Frankreich, die sich im Markgraftum Ansbach und anderen protestantischen Territorien und Städten niederließen. Aus Frankreich flohen zwischen 1680 und 1730 38.000 bis 44.000 Menschen, von denen sich etwa 4.000 im Markgraftum Ansbach und in Brandenburg-Bayreuth ansiedelten.

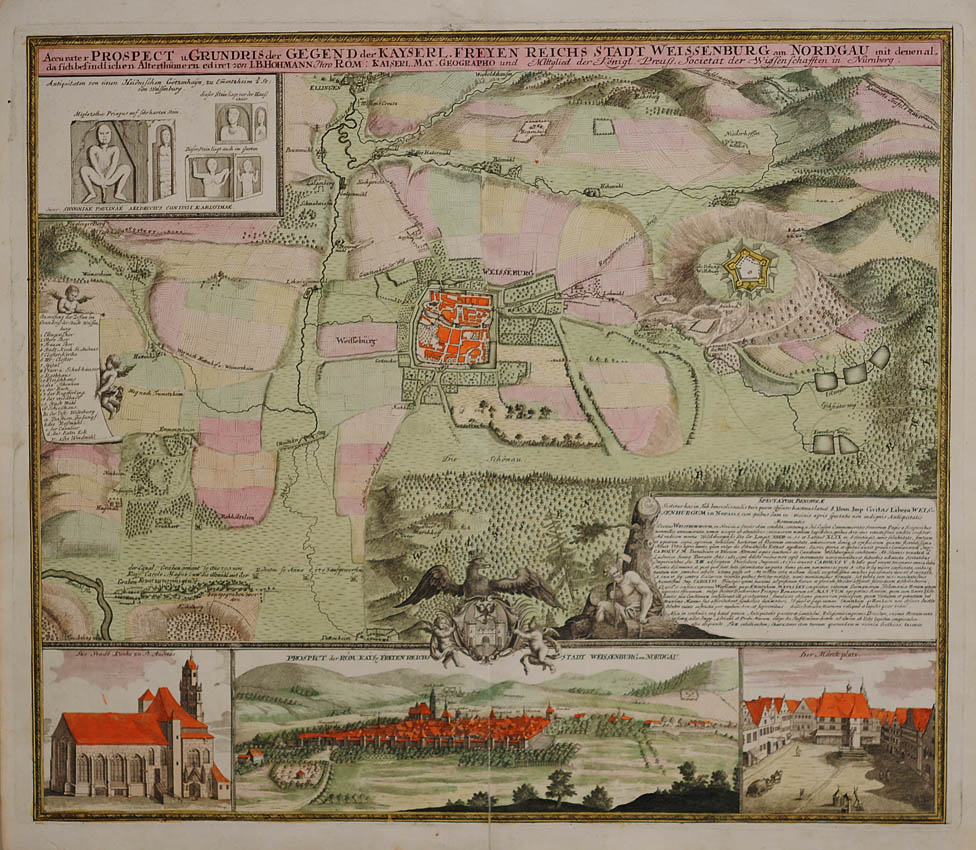
Kupferstich der Karte der Freyen Reichs Stadt Weissenburg am Nordgau bei Johann Baptist Homann Erben, um 1725

Während des Spanischen Erbfolgekriegs entstand zur Verteidigung der Region nach der Niederlage des Fränkischen Reichskreises bei Höchstädt ab dem 15. März 1704 die Weißenburger Linie, eine Landwehr mit 21 Schanzen. Sie sollte den Reichskreis, der auf Seiten der Österreicher stand, vor Kurbayern, das auf französischer Seite kämpfte, schützen. Die französischen Truppen hielten zu dieser Zeit Pappenheim, dessen Burg beschädigt wurde, und Treuchtlingen. Fertiggestellt wurde die Linie nicht, da die Franzosen in einer zweiten Schlacht unterlagen. Gut erhalten ist die Sternschanze im Wald bei Dettenheim, die in der Diagonalen 60 Meter misst. Die übrigen, quadratischen, Schanzen haben Seitenlängen von rund 22 Metern.
Nach dem Verzicht des letzten Ansbacher Markgrafen Karl Alexander auf seine Herrschaft wurde das ehemalige Markgraftum Ansbach 1792 in Preußen eingegliedert. Das bedeutete zugleich die Mediatisierung der Reichsritterschaft, die dem preußischen König unterstellt wurde. Dieser mitunter gewaltsame Prozess umfassender Veränderung und Vereinheitlichung von personalen und kleinregionalen Rechten zog sich bis 1798 hin.
Ende des 18. Jahrhunderts berichtete Johann Kaspar Bundschuh, dass das Altmühltal für seine Wohlhabenheit bekannt sei, während die Bewohner weiter entfernter Orte wie Langlau, Brombach oder des Hahnenkammgebiets arm seien und in kleineren, mit Stroh gedeckten Häusern wohnten.

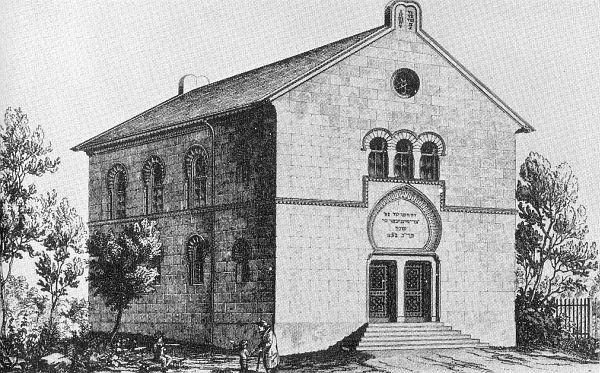
Historische Zeichnung der Synagoge Heidenheim

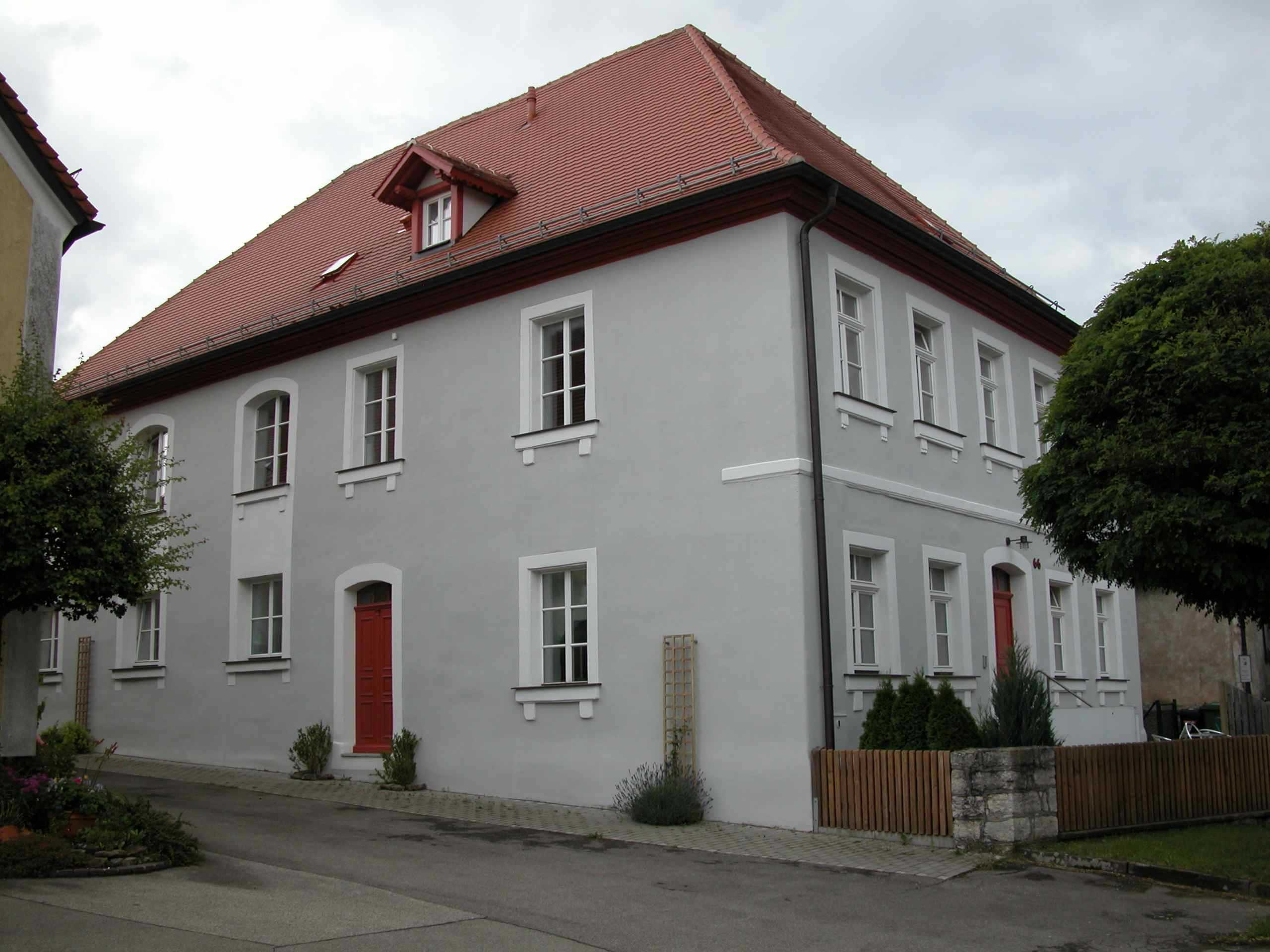
Ehemalige Synagoge in Cronheim

Im Gebiet des Hochstifts Eichstätt durften sich ab 1658 nur im Ort Cronheim Juden ansiedeln. In Treuchtlingen entstand eine der bedeutendsten jüdischen Gemeinden der Region. Großen Zuwachs erhielten die Gemeinden, nachdem 1741 sämtliche Juden aus dem Herzogtum Pfalz-Neuburg vertrieben worden waren. Jüdische Gemeinden bestanden in Altenmuhr (ab der ersten Hälfte des 18. Jahrhunderts), Ellingen (ab 1540), Cronheim (Anfang 17. Jahrhundert bis 1630, 1650–1938), Treuchtlingen (um 1348 und ab 1540), Weimersheim (vor 1770, bis Ende 19. Jahrhundert), Dittenheim (vor 1773 bis um 1880), Pappenheim (vor 1314 bis 1935), Markt Berolzheim (vor 1631 bis 1938/42) und Heidenheim (vor 1714 bis 1938). Die jüdische Gemeinde Gunzenhausen, die bis ins 14. Jahrhundert zurückreichte, wurde 1539 und 1560 weitgehend aufgelöst. 1583 bestand wieder eine kleine Synagoge. In der ersten Hälfte des 17. Jahrhunderts war Gunzenhausen eine der bedeutenderen Gemeinden im Fürstentum Ansbach und bis 1693 Sitz des Landrabbiners. Nach der Vertreibung der Juden aus Herrieden (1681) ließen sich einige von ihnen in Gunzenhausen nieder. 1714 lebten in Gunzenhausen 28 steuerpflichtige Familien, 1755 waren es 55. Einige Bewohner beschwerten sich über die neue wirtschaftliche Konkurrenz, die die Leipziger Messe besuchte. Ab Mitte des 19. Jahrhunderts ging die Zahl der Juden infolge des Bayerischen Judenedikts von 1813 zurück, das eine Höchstzahl von Juden je Ort vorschrieb. In Mittelfranken existierten 1840 55 jüdische Schulen, wie die 1831 in Altenmuhr gegründete Schule.

#### Anschluss an Bayern (ab 1803), moderne Verwaltung
Während der Napoleonischen Kriege wurde die Gegend wiederholt von preußischen, russischen, österreichischen und bayerischen Truppen besetzt. Ab 1803 erhielt das spätere Königreich Bayern mit dem Reichsdeputationshauptschluss auf Druck Napoleons durch Säkularisation und Mediatisierung große Teile des heutigen Landkreises. Weißenburg verlor seine Reichsfreiheit und kam zunächst zu Preußen. Im sogenannten Rittersturm besetzte Bayern ab 1803 die oftmals nur wenige Dörfer umfassenden Kleinstterritorien der Reichsritter. 1806 musste Preußen sein 1792 erworbenes Ansbacher Territorium gleichfalls an Bayern abgeben. Raitenbuch kam 1803 zum Fürstentum Eichstätt des Erzherzogs Ferdinand von Toskana und fiel 1806 an Bayern.

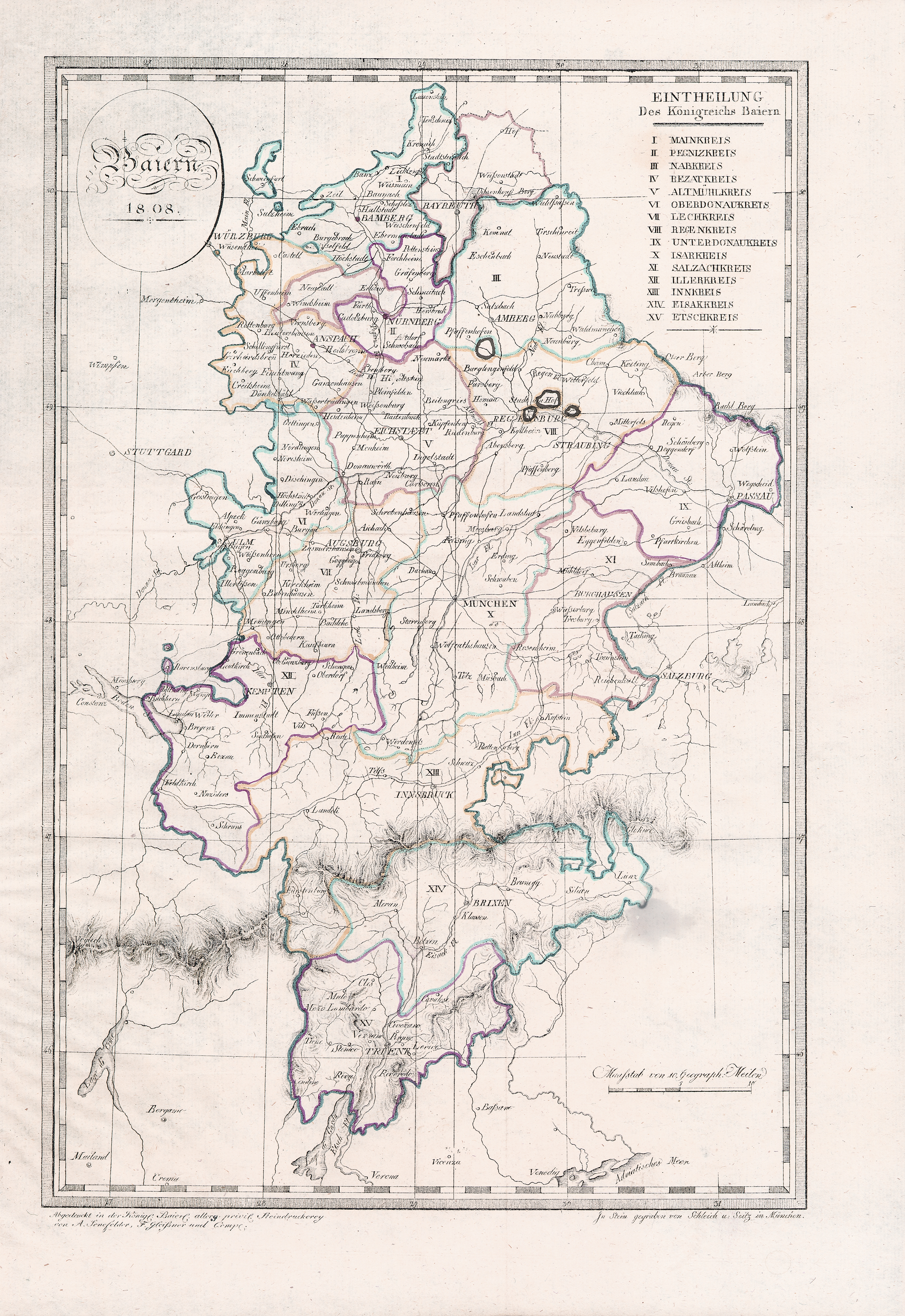
Bayerns Einteilung in Kreise im Jahr 1808

Vielfach nach französischem Vorbild wurden die Staatsverwaltung stärker rationalisiert, der Zugriff des Staates auf jeden einzelnen „Bürger“ durchgesetzt und Sonderrechte weitgehend beseitigt. 1808 wurden die Landgerichte Weißenburg, Gunzenhausen, Pleinfeld und Heidenheim eingerichtet, die zunächst zum Altmühlkreis, ab 1810 zum Oberdonaukreis und ab 1817 zum Rezatkreis gehörten, der 1838 in Mittelfranken umbenannt wurde. Mit dem Gemeindeedikt von 1808/1811 entstanden die heutigen Gemeinden. 1852 wurden aus den ehemaligen Herrschaftsgerichten Ellingen und Pappenheim die Landgerichte Ellingen und Pappenheim, die ab 1862 mit dem Landgericht Weißenburg das Bezirksamt Weißenburg bildeten. Die Landgerichte Gunzenhausen und Heidenheim wurden zum Bezirksamt Gunzenhausen zusammengefasst. Die Stadt Weißenburg schied am 16. Juli 1863 aus dem Bezirksamt Weißenburg aus und wurde eine kreisunmittelbare Stadt. 1880 wurde das Bezirksamt Gunzenhausen mit vier Gemeinden des aufgelösten Bezirksamts Heilsbronn vergrößert. Aus den Bezirksämtern wurden die Landkreise.

#### Industrialisierung und Eisenbahnanschluss
Im 19. Jahrhundert siedelten sich in Weißenburg zahlreiche Produzenten Leonischer Waren an. Die staatliche Ludwigs-Süd-Nord-Bahn eröffnete im heutigen Kreisgebiet 1849 das Teilstück Pleinfeld–Gunzenhausen–Cronheim–Nördlingen der Bahnstrecke Nürnberg–Augsburg. Die Stadt Ansbach baute 1859 auf eigene Kosten eine Anschlussbahn nach Gunzenhausen, die von den Bayerischen Staatseisenbahnen 1869 bis Treuchtlingen verlängert wurde. Gleichzeitig kam die direkte Verbindung von Pleinfeld über Weißenburg nach Treuchtlingen zustande, die 1870 durch das Altmühltal nach Eichstätt und Ingolstadt weitergeführt wurde. Die Strecke von Treuchtlingen in Richtung Donauwörth–Augsburg über die Fränkische Alb konnte erst 1906 in Betrieb genommen werden.

#### Weltkriege, Zeit des Nationalsozialismus (bis 1945) und Judenpogrome

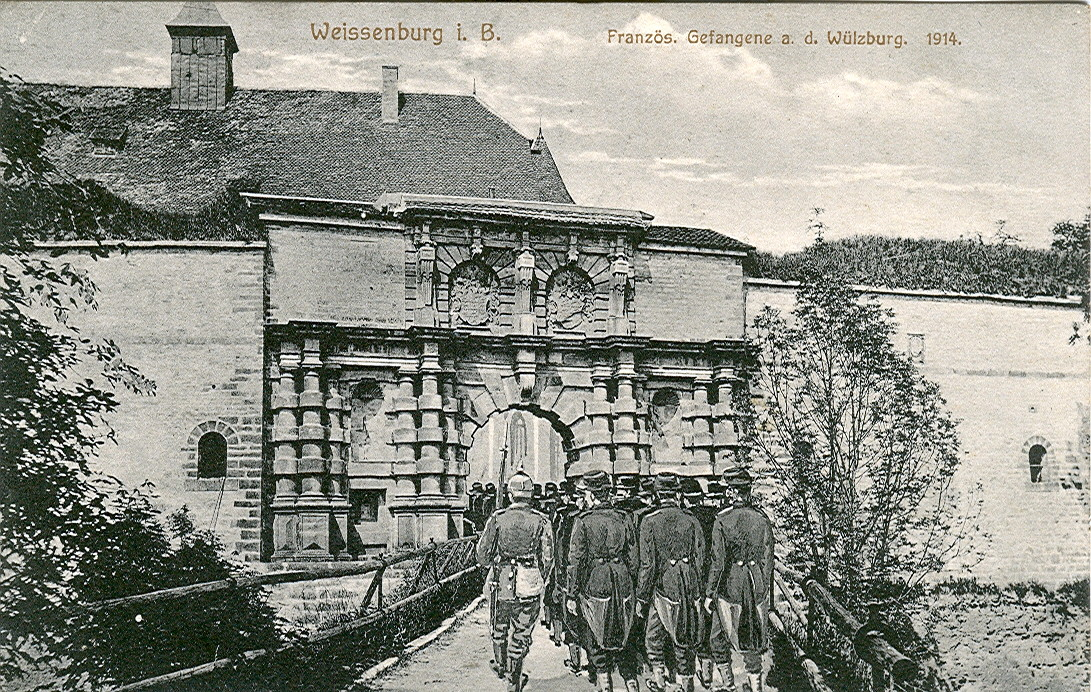
Postkarte: Französische Kriegsgefangene auf der Wülzburg 1914

Im Ersten Weltkrieg wurde die Festung Wülzburg als Kriegsgefangenenlager genutzt. 1918 war dort der spätere französische Präsident Charles de Gaulle bis zum Kriegsende im November 1918, unterbrochen durch einen Fluchtversuch, inhaftiert. Die Gesamtzahl der im Ersten Weltkrieg Gefallenen beläuft sich auf 2372.

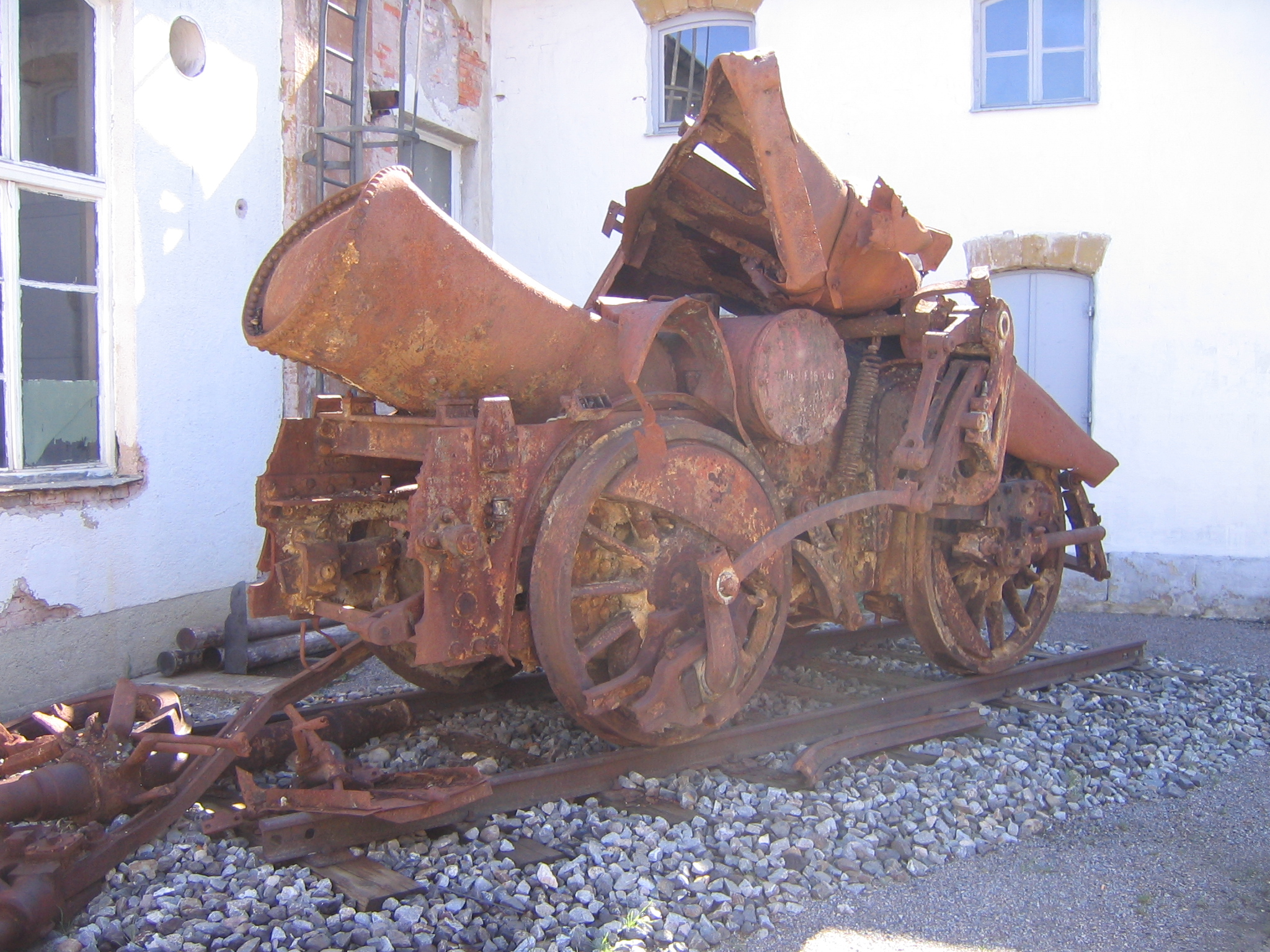
Wrackteile einer Dampflokomotive, die während der Bombardierung in Treuchtlingen zerstört wurde

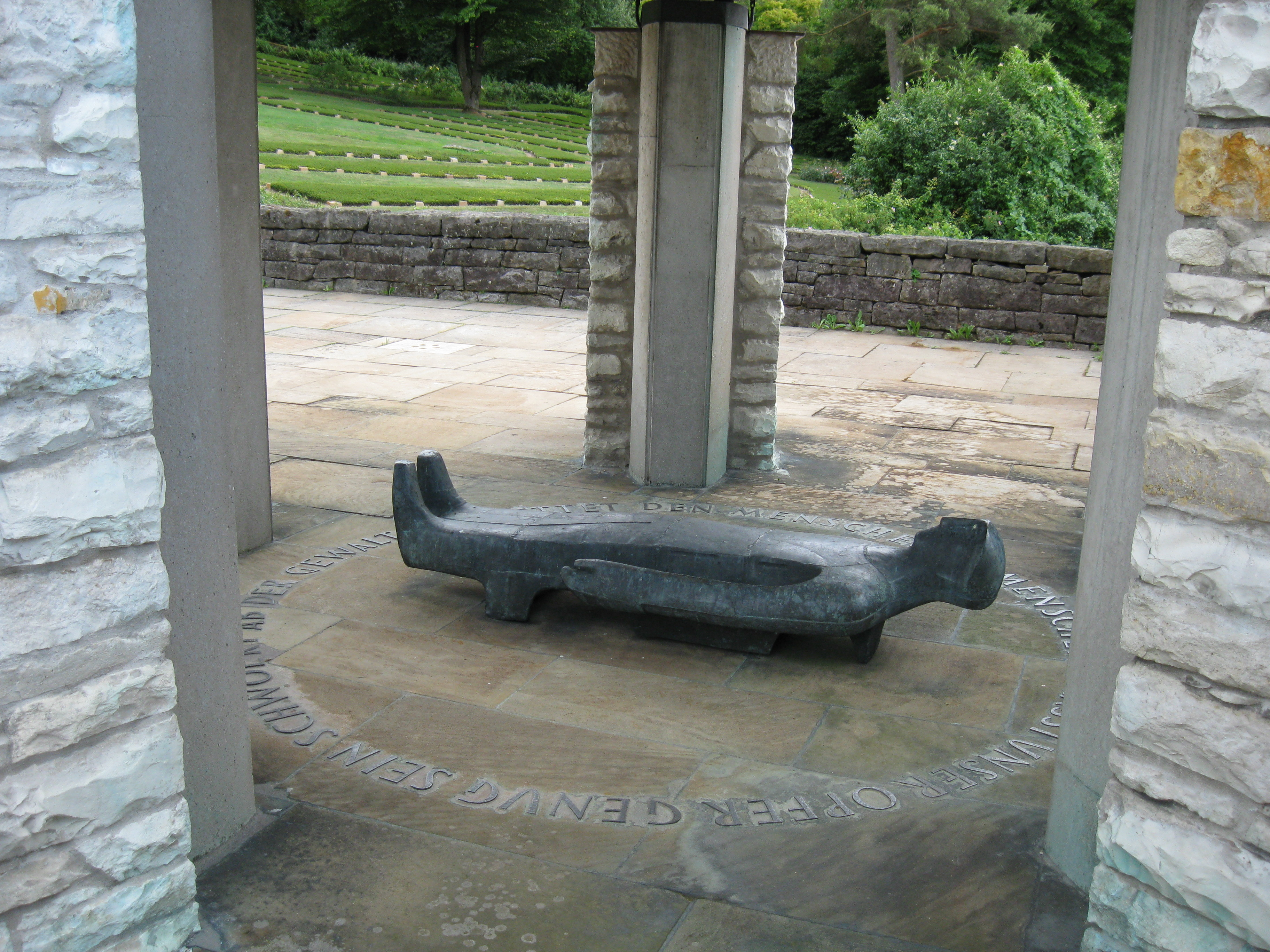
Kriegsgräberstätte am Nagelberg: Grabmal des unbekannten Soldaten

Der mittelfränkische Protestantismus hatte eine große Nähe zum Nationalsozialismus. Die NSDAP war in Mittelfranken unter ihrem Gauleiter Julius Streicher gegen Ende der 1920er Jahre sehr stark geworden. Als eine der ersten Städte im Reichsgebiet tat sich Gunzenhausen mit der Diskriminierung der jüdischen Bevölkerung hervor. Im April 1933 wurde dort das erste Hitler-Denkmal im Deutschen Reich errichtet, in Gunzenhausen wurde schon im März der Sohn eines jüdischen Metzgers schwer verletzt. Am 25. März 1934 kam es in Gunzenhausen zu einem der ersten Judenpogrome in Deutschland nach der Machtergreifung, dem „Palmsonntagspogrom“, auch „Blutpalmsonntag“ genannt. Angeführt von der örtlichen SA unter Obersturmführer Kurt Bär drang der Mob – insgesamt waren 1000 bis 1500 von 5600 Einwohnern beteiligt, – in die Häuser der Juden ein und verschleppte etwa 30, nach anderen Angaben 35 von ihnen in das örtliche Gefängnis. Dabei kam es zu Gewaltakten, an denen Max Rosenau und Jakob Rosenfelder starben. Von dem Übergriff wurde weltweit in der Presse berichtet: New York Times, Manchester Guardian und das Neue Wiener Journal schrieben über die Gewaltakte, welche die Ansbacher Richter im Prozess als „reinigendes Gewitter“ verharmlosten. Während die meisten der Inhaftierten in den nächsten Tagen freigelassen wurden, blieb Leonhard Baumgärtner in Weißenburg monatelang in „Schutzhaft“, der Gastwirt Simon Strauß wurde am 15. Juli 1934 von Kurt Bär ermordet. In der Reichspogromnacht vom November 1938 wurden zahlreiche jüdische Gemeinden im Landkreis gewaltsam aufgelöst.
Im Zweiten Weltkrieg war die Festung Wülzburg ein Internierungslager für sowjetische Kriegsgefangene. Am Fallgarten befindet sich der Russische Friedhof, in dem sich neben den Gräbern von 40 russischen Handelsmatrosen das Grab des Prager Komponisten Erwin Schulhoff befindet.
Im Rahmen der Operation Clarion erfolgten am 23. Februar 1945 Luftangriffe der Alliierten, unter anderem auf den Bahnhof Treuchtlingen. Insgesamt wurden im Bahnhof und in seiner Umgebung fast 600 Menschen getötet. Ein weiterer Angriff am 8. April zerstörte zwar weite Teile der Stadt, getötet wurde aber niemand. Die meisten der Bombenopfer sind in der Gedenkstätte der Kriegsgräberfürsorge auf dem Nagelberg beigesetzt. In Ellingen starben während der Operation Clarion 94 Personen, dabei gab es große Schäden im Bereich der barocken Innenstadt; abgeworfen wurden rund 70 Tonnen Bomben. In Weißenburg wurden 22 Menschen getötet. Auch Pleinfeld, Solnhofen und Gunzenhausen wurden 1945 angegriffen. Der Einmarsch der amerikanischen Truppen beendete in Weißenburg am 23. April 1945 den Krieg.

#### Von der amerikanischen Besatzung bis zum Zusammenschluss der beiden Landkreise
Nach dem Zweiten Weltkrieg gehörte das Landkreisgebiet zur amerikanischen Besatzungszone. Die Wülzburg war ein Flüchtlingslager für Heimatvertriebene aus dem Sudetenland und Schlesien, etwa 25.000 von ihnen ließen sich in der Region nieder. Im Weißenburger Pogromprozess, dem bis dahin größten in der Amerikanischen Besatzungszone, wurden 1946 bis 1947 die Verantwortlichen des Pogroms von 1938 gegen die jüdische Bevölkerung der Stadt Treuchtlingen verurteilt. Im Mai 1949 wurde den Teilnehmern an den Pogromen von 1938 vor dem Kreisgericht in Ansbach der Prozess gemacht; fünf von ihnen wurden freigesprochen und fünf zu Gefängnisstrafen von drei bis acht Monaten verurteilt.
Ab den 1960er Jahren fanden in vielen Gemeinden Flurbereinigungen und Dorferneuerungen statt. Auf Initiative von Ernst Lechner beschloss der Bayerische Landtag am 16. Juli 1970 im südlichen Mittelfranken das Fränkische Seenland einzurichten, um die Wasserregulierung des Main-Donau-Kanals zu sichern und die Versorgung des wasserarmen Nordbayern zu verbessern. Am 13. Oktober 1973 streifte ein US-Kampfflugzeug vom Typ F-4 Phantom II im Tiefstflug einen Transportpanzer vom Typ M113 und stürzte zwischen Trommetsheim und Kattenhochstatt ab. Die beiden Piloten und zwei Soldaten des Panzers wurden getötet.

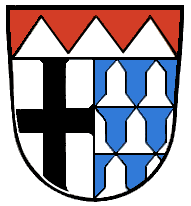
Wappen des Landkreises Weißenburg in Bayern
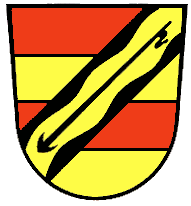
Wappen des Landkreises Gunzenhausen

Im Rahmen der Gebietsreform in Bayern wurde am 1. Juli 1972 aus den folgenden Bestandteilen ein neuer Landkreis Weißenburg in Bayern gebildet:
- Die bis dahin kreisfreie Stadt Weißenburg in Bayern, die den Status einer Großen Kreisstadt erhielt
- Alle Gemeinden des alten Landkreises Weißenburg in Bayern mit Ausnahme der Gemeinde Mühlstetten, die zum Landkreis Roth kam
- Die Gemeinden des aufgelösten Landkreises Gunzenhausen mit Ausnahme von zwölf Gemeinden, die zu den Landkreisen Ansbach, Donau-Ries und Roth kamen
- Die Gemeinden Gundelsheim und Möhren aus dem aufgelösten Landkreis Donauwörth, der zum Regierungsbezirk Schwaben gehörte
- Die Gemeinden Biburg und Wengen aus dem aufgelösten Landkreis Hilpoltstein

Am 1. Mai 1973 erhielt der neue Landkreis seinen heutigen Namen Landkreis Weißenburg-Gunzenhausen. Bei der Gemeindereform verlor Stopfenheim sein 1349 verliehenes Marktrecht. 1976 schlossen sich die beiden Orte Altenmuhr und Neuenmuhr zur Einheitsgemeinde Muhr am See zusammen.
Die beiden früheren Landkreise Gunzenhausen und Weißenburg hatten bis zum Beginn der Gebietsreform am Anfang der 1970er Jahre zusammen 131 Gemeinden, davon blieben 30 übrig, von denen drei dem Landkreis Ansbach zugeschlagen wurden.

## Sehenswertes, Kunst und Kultur

### Sehenswürdigkeiten und Architektur

#### Burgen, Schlösser und Festungen

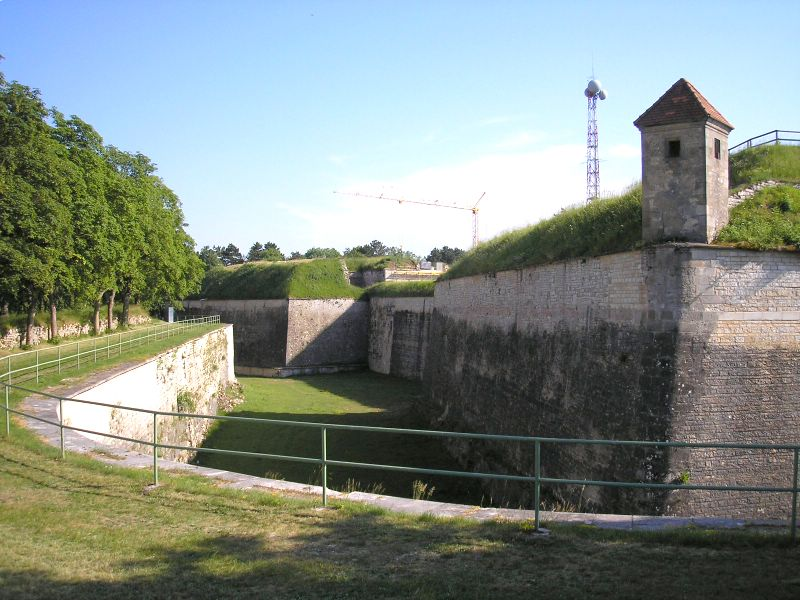
Gedeckter Weg, Graben und Festungswälle der Festung Wülzburg

Zahlreiche Schlösser, Burgen und Burgruinen sind über den Landkreis verteilt. Besonders bekannt ist das Schloss Ellingen. Die Residenz des Landkomturs der Ballei Franken des Deutschen Ordens wurde von 1708 bis etwa 1760 im barocken Stil errichtet. Der große Schlossgarten und die barocke Fassade des Schlosses symbolisieren den Reichtum des Deutschen Ordens. Die Burg Pappenheim war einst Sitz der Marschälle von Pappenheim und entstand vermutlich um 1030. Die zweiteilige Anlage gehört zu den größten Adelsburgen Frankens und zu den bedeutendsten Burgruinen der Region. Weitere Burgruinen im Kreisgebiet sind beispielsweise die Obere Veste in Treuchtlingen und die Burg Bechthal oberhalb des gleichnamigen Dorfes. Die im Stil der Renaissance errichtete Festung Wülzburg oberhalb der Kreisstadt Weißenburg ist eine von wenigen erhaltenen Festungen im deutschsprachigen Raum mit dem zeittypischen Wehrbau der Renaissance. Sie ist seit 1969 als national bedeutendes Baudenkmal eingetragen. Im Drama Die Räuber verewigte Friedrich Schiller das Schloss Altenmuhr.

#### Kirchen und Klöster

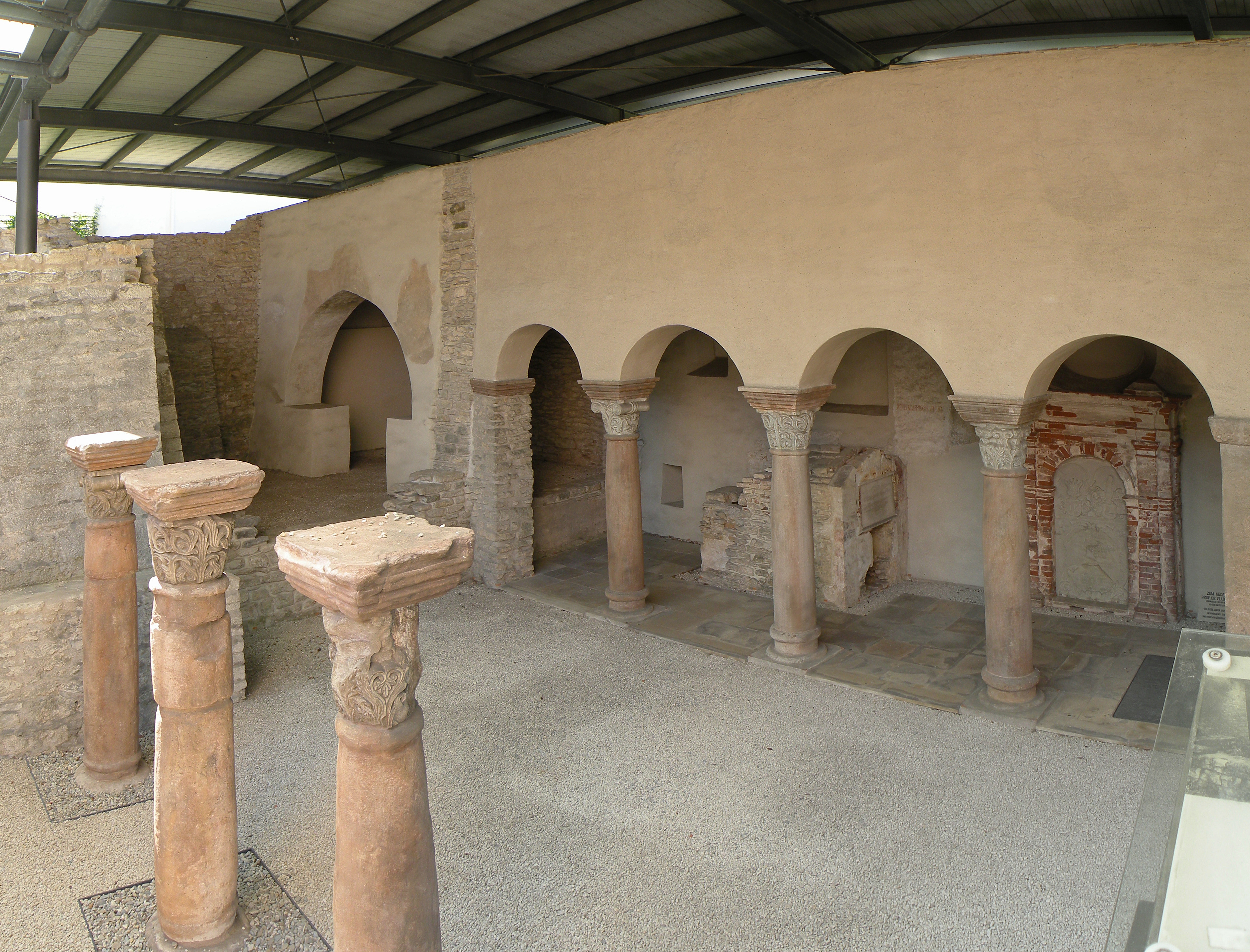
Säulen der Solnhofener Sola-Basilika

Der Landkreis ist besonders reich an Kirchen mit unterschiedlichen Baustilen. Romanik, Barock, Renaissance, Markgrafenstil oder Historismus wechseln sich ab oder sind manchmal in einem Bauwerk verbunden. Insgesamt gibt es im Landkreis 154 Kirchengebäude mit regelmäßig stattfindenden Gottesdiensten. Der überwiegende Bautyp der Dorfkirchen ist die Chorturmkirche, gefolgt von der Saalkirche. Wallfahrtskirchen sind die Blasiuskirche in Raitenbuch und die Gunthildiskapelle nahe Suffersheim. Zu den Kirchenpatronen gehören neben den für den süddeutschen Raum typischen Heiligen die speziell im Bistum Eichstätt verehrten Willibald, Walburga, Gunthildis und Sola. Für die Region eher ungewöhnlich sind die Kirchenpatrone der St.-Hieronymus-Kirche in Wachenhofen und der Kirche St. Gallus in Pappenheim. Die Galluskirche stammt aus dem 9. Jahrhundert und ist damit das älteste Kirchenbauwerk karolingischen Ursprungs in Franken sowie eine der ältesten Kirchen im süddeutschen Raum. Ebenfalls zu den ältesten Kirchenbauten Deutschlands gehören die Überreste der Solnhofener Sola-Basilika, die mit ihren Säulen aus karolingischer Zeit zu den größten kunstgeschichtlichen Sehenswürdigkeiten Mittelfrankens zählt.
Bedeutend ist die Rieterkirche in Kalbensteinberg. Die im 15. Jahrhundert errichtete Kirche diente als Gruftkirche der Rieter von Kornburg; sie statteten sie mit vielen Kunstschätzen aus, deshalb wird sie als „Fränkisches Schatzkästchen“ bezeichnet. Vom Inventar haben etwa eine gotische Prozessionsfigur und eine russische Ikone große Bedeutung. Im 8. Jahrhundert entstand als eines der ersten Klöster der Region das Kloster Heidenheim. Mit seiner dreischiffigen Pfeilerbasilika aus dem 12. Jahrhundert gehört es zu den bekanntesten und am besten erhaltenen Klosterensembles der Region. Der Deutsche Orden errichtete die prächtige Kirche St. Augustinus in Stopfenheim im Barockstil. Weitere touristisch erwähnenswerte Barockkirchen sind die Deutschordenskirche St. Vitus in Sankt Veit und die St.-Ottilien-Kirche in Absberg. Im Kreisgebiet befinden sich zahlreiche Wehrkirchen, die im Mittelalter der Bevölkerung Schutz boten.
Siehe auch: 
- Liste von Pfarrhäusern im Landkreis Weißenburg-Gunzenhausen
- Liste von Sakralbauten im Landkreis Weißenburg-Gunzenhausen

#### Römische Bauwerke

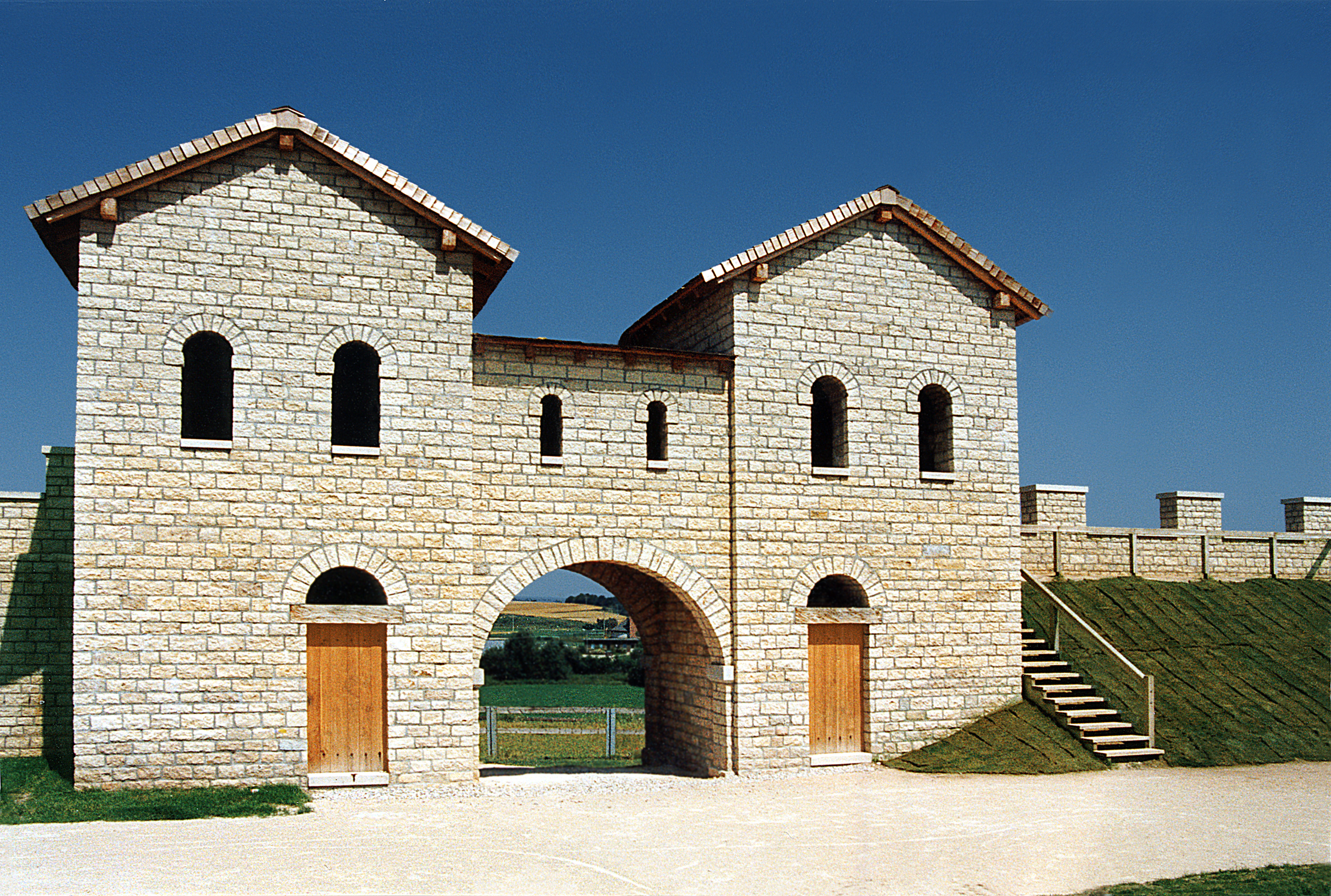
Biriciana: 1990 fertiggestellter Nachbau der Porta decumana

Mit dem Vorstoß der Römer in die Provinz Raetia siedelten sie sich im Gebiet des heutigen Landkreises an. Sie hinterließen mehrere Bauwerke, zu denen die 1977 entdeckten Großen Thermen in Weißenburg gehören. Dieses bemerkenswerte Relikt zählt zu den wenigen auf germanischem Boden erhalten gebliebenen Thermen. Es befindet sich auf der Anlage des römischen Kastells und Vicus Biriciana, das mit seinem rekonstruierten Nordtor zu den Sehenswürdigkeiten des Landkreises zählt. Die gesamte Anlage ist seit 2005, wie auch der nahe Limes, UNESCO-Weltkulturerbe. Bei Burgsalach entstand mit dem dortigen Kleinkastell „In der Harlach“ eines der außergewöhnlichsten Bauwerke am Limes. Dessen Bauweise ist in Mitteleuropa einzigartig und es gibt sie nur noch in Nordafrika. Weitere Römerkastelle auf dem heutigen Kreisgebiet sind Iciniacum nahe Theilenhofen, Mediana nahe Gnotzheim und Sablonetum nahe Ellingen.

#### Historische Stadtkerne

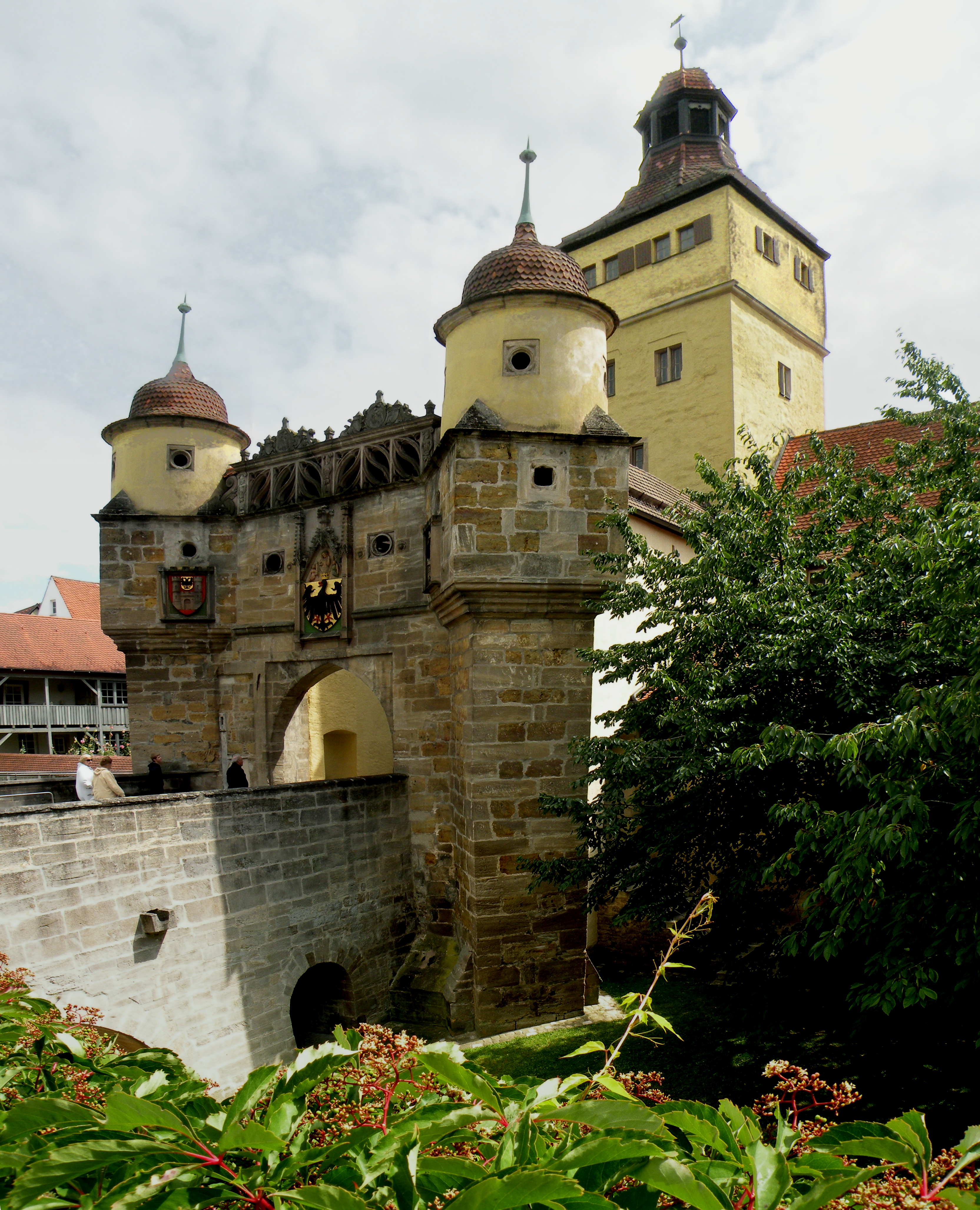
Das Ellinger Tor in Weißenburg

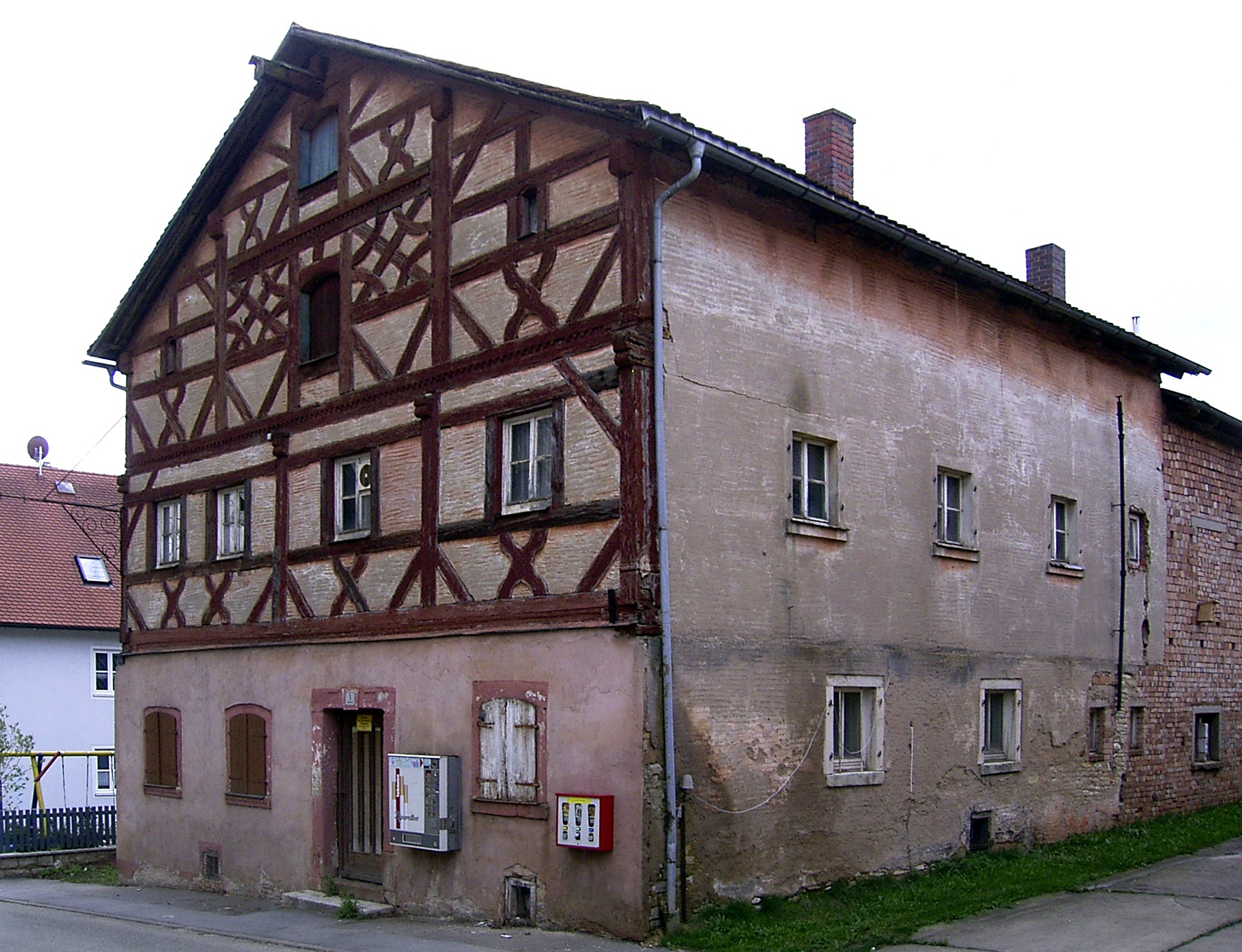
Ehemaliges Gasthaus Lamm in Bergen, Jurahaus mit fränkischem Fachwerk, errichtet im 17. Jahrhundert

Zu den beeindruckendsten Stadtkernen und Denkmalensembles im Landkreis zählt die Altstadt der Kreisstadt Weißenburg. Weißenburg, 867 erstmals urkundlich erwähnt, entstand um einen karolingischen Königshof und erhielt im frühen 14. Jahrhundert den Status einer Freien Reichsstadt, den es bis 1802 behaupten konnte. 1376 wurde die Stadt nach Süden hin erweitert. Dadurch entstand eine jüngere südliche und eine ältere, dichter bebaute nördliche Altstadt. Im Zentrum der nördlichen Altstadt steht das Alte Rathaus, im gotischen Stil von 1470 bis 1476 errichtet. An seiner Südseite beginnt der rechteckige Marktplatz, der sich bis zum Spitaltor hinzieht; an der Westseite erstreckt sich die Luitpoldstraße, der ehemalige Holzmarkt, die mit ihrer Größe bemerkenswert ist. An der Ostseite schließen sich die Rosenstraße und der Platz Am Hof an. Entlang dieser Hauptstraßen reihen sich prächtige Bürgerhäuser und Fachwerkgebäude aus mittelalterlicher Zeit, etwa das Lebküchnerhaus und das Blaue Haus. Östlich des Rathauses steht die große, im gotischen Stil von 1294 bis 1327 errichtete Stadtkirche St. Andreas, deren hoher, im 15. Jahrhundert hinzugefügter Hallenchor als Werk der süddeutschen Spätgotik gilt. Umrahmt wird die Altstadt vom fast vollständig erhalten gebliebenen Mauerring des 14. und 15. Jahrhunderts. Bekanntestes Bauwerk der Stadtmauer ist das Ellinger Tor.

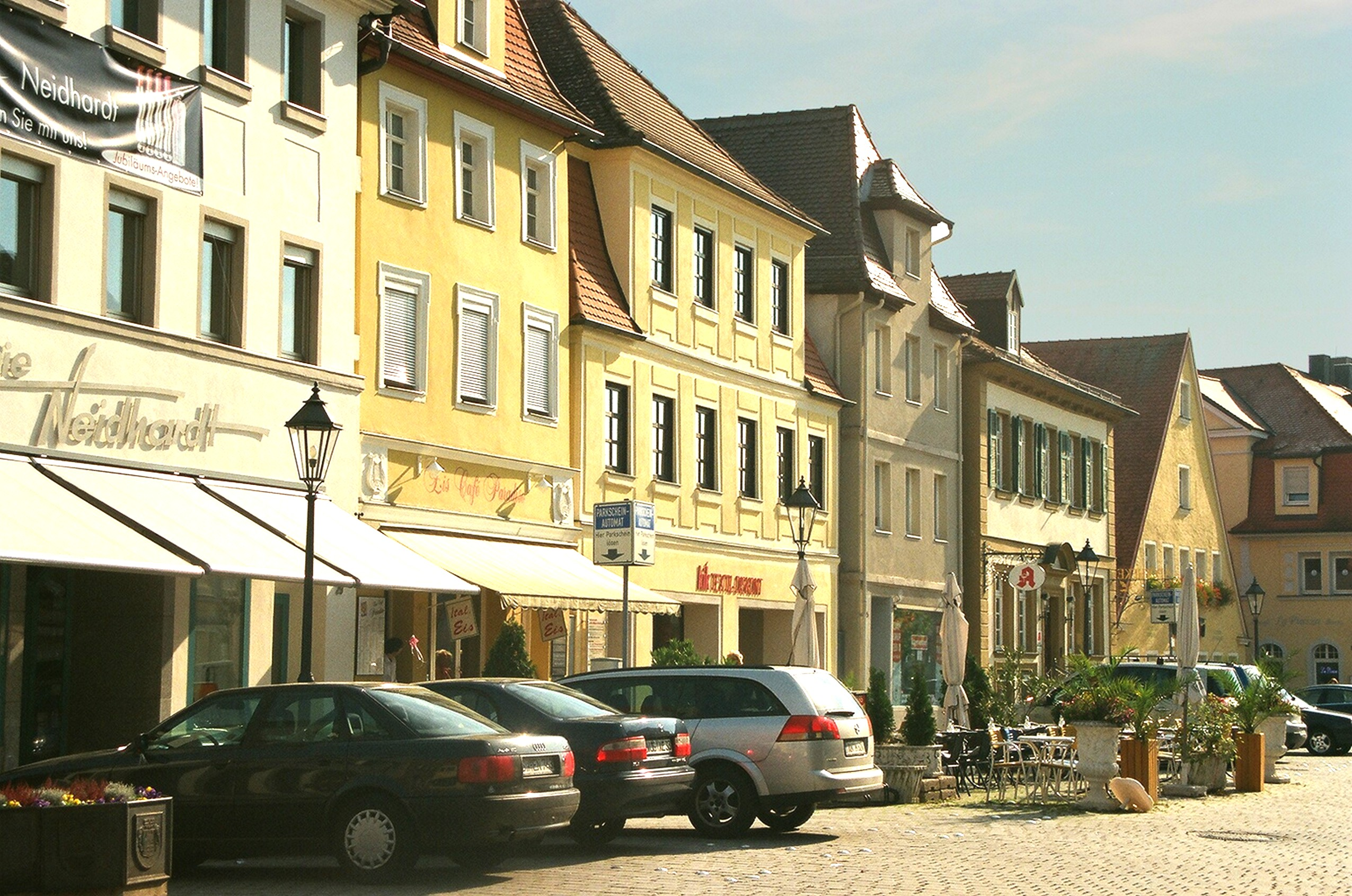
Häuserzeile in Gunzenhausen

Der staatlich anerkannte Erholungsort Gunzenhausen wurde 823 ersturkundlich erwähnt und von den Ansbacher Markgrafen zu einer Residenz im barocken Stil ausgebaut. Den historischen Marktplatz prägen bedeutende Bauten, die in der Regierungszeit des „Wilden Markgrafen“ Karl Wilhelm Friedrich (1729–1757) entweder entstanden oder ihr heutiges Aussehen erhielten, wie beispielsweise das heutige Rathaus, das einst seine Residenz war, sowie mehrere Stadtpalais. Einzelne Fachwerkstadel sind im Stadtbild verteilt. Von der mittelalterlichen Stadtbefestigung sind ein Stück des Wehrgangs sowie drei Türme erhalten: der Blasturm aus dem 15. Jahrhundert, der Färberturm (um 1300) und der Storchenturm (um 1450). Im Südteil der Altstadt ragt die stadtbildprägende Stadtkirche St. Maria heraus, von 1448 bis 1461 im gotischen Stil errichtet.

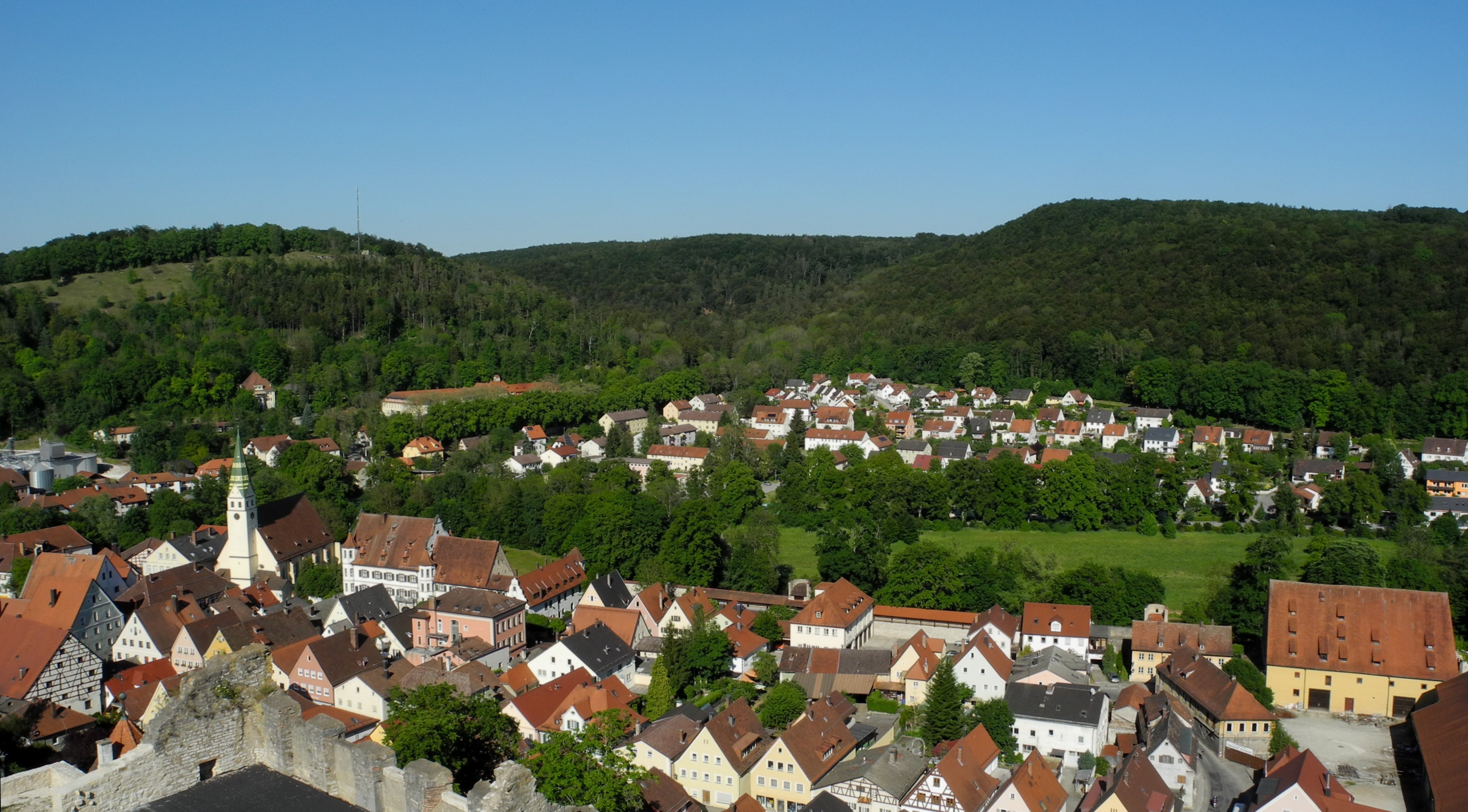
Pappenheim, Sicht von der Burg auf die Altstadt

Pappenheim, an einer Altmühlschleife gelegen und bekannt aus Schillers Drama Wallensteins Tod („Ich kenne meine Pappenheimer“), ist eng mit dem Adelsgeschlecht der Pappenheimer verbunden, das in der Burg oberhalb der Stadt residierte. Im Hochmittelalter wurde Pappenheim planmäßig zu einer städtischen Siedlung ausgebaut. Bürgerhäuser, die aus dem 15. Jahrhundert stammende Stadtkirche St. Marien sowie einige Palais prägen das Stadtbild. Einige Fachwerkbauten in Jura-Bauweise sind erhalten geblieben.

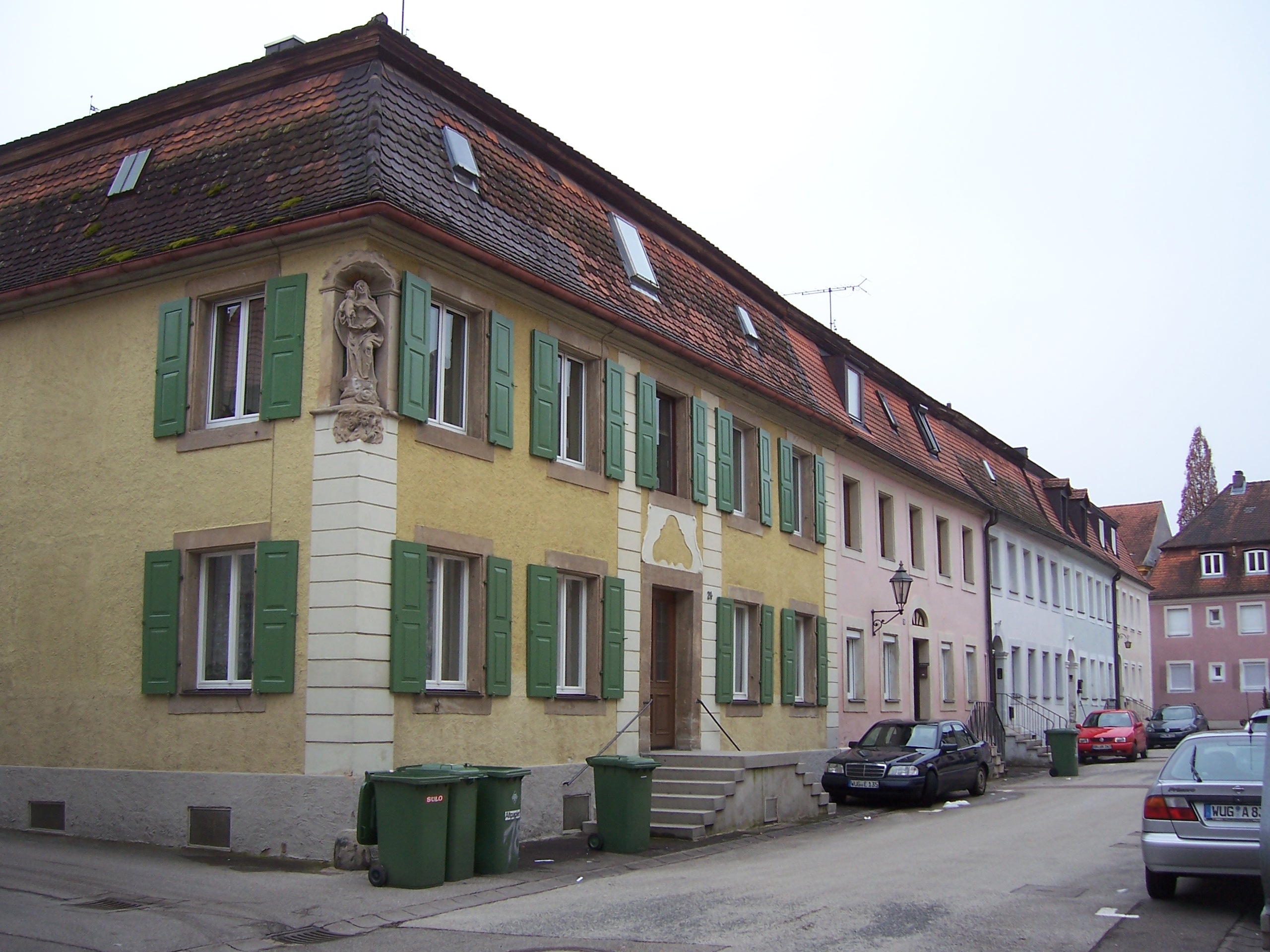
Straßenzug in Ellingen

Ellingen wurde stark vom Deutschen Orden geprägt. Östlich der Residenz des Landkomturs, ab dem 18. Jahrhundert in Form der heutigen Schlossanlage errichtet, entstand Ellingen im Bereich der heutigen Hinteren Gasse und wurde planmäßig zur Stadt im barocken Stil erweitert. Neben dem Schloss setzen das Rathaus und die Pfarrkirche St. Georg Akzente. Der Barockstil findet seinen Widerklang in den Bürgerhäusern, ganz besonders in der Neuen Gasse, die ab 1749 unter der Leitung von Matthias Binder angelegt wurde. Im 18. Jahrhundert entstanden die Orangerie und die Maria-Hilf-Kapelle. Aufgrund der vielen Barockbauten bezeichnet sich die Stadt aus touristischen Gründen als „Perle des fränkischen Barocks“.

#### Hausformen
Das Jurahaus ist eine Häuserform des Altmühltals, die beispielsweise in Nennslingen, Bieswang, Burgsalach, Bergen, Dettenheim, Pappenheim und Langenaltheim zu finden ist. Charakteristisch für diese Bauart sind relativ flach geneigte und mit mehreren Schichten dünner Kalkplatten aus Solnhofener Plattenkalk, den sogenannten „Legschieferplatten“, gedeckte Dächer. In der nördlichen Kreishälfte gibt es das fränkische Sandsteinhaus und hochgiebelige Hopfenspeicher.

### Steinkreuze
Im Landkreis befinden sich zahlreiche Steinkreuze, die zum größten Teil auch als Baudenkmal ausgewiesen sind.

### Sport und Vereinswesen
Im Landkreis gibt es viele Möglichkeiten, sich sportlich zu betätigen. So bieten die Sportvereine in ihren Sparten Sportarten von Basketball und Volleyball über Leichtathletik bis hin zu Schach und Tischtennis an. Zu den beliebtesten Sportarten gehört der Fußball. Die Fußballsparte des 1860 gegründeten TSV 1860 Weißenburg spielte 1974/75 in der Hauptrunde des DFB-Pokals. Im Zuge der touristischen Erschließung entstanden zahlreiche Wanderwege, die für Jogging und Nordic Walking benutzt werden können. Auf den Seen des Fränkischen Seenlands und entlang der Altmühl können Wassersportarten wie Segeln und Kanufahren betrieben werden. In Muhr am See wird der Segel-Katamaran Eagle hergestellt. Er erlangte auf der Langstrecken-Regatta auf dem Balaton einen neuen Geschwindigkeitsrekord. Die neueste Variante des Typs ist ein Katamaran-Foiler, der ebenfalls einen Geschwindigkeitsrekord erzielte. Die Gebäude des Ellinger Ortsteils Zollmühle liegen mitten in einer 18-Loch-Golfanlage. In Weißenburg hat die German Golf Teachers Federation ihren Sitz. Sportliche Höhepunkte in der Region sind der Altmühlseelauf und der Seenlandmarathon. Bekannte Sportler aus der Region sind die Fußballer Sebastian Glasner und Markus Steinhöfer sowie die Olympia-Silbermedaillen-Gewinnerin Antonia Katheder.
Das Wassersportzentrum der Friedrich-Alexander-Universität Erlangen-Nürnberg, das im Juli 2003 in Betrieb genommen wurde, befindet sich am südlichen Ende des Damms am Großen Brombachsee und bietet für Universitätsangehörige Segelkurse mit Jollen oder Katamaranen, Kajakfahren und Triathlon an.
Für den Schwimmsport bieten sich neben den Seen und Weihern auch drei Thermen und sieben Freibäder im Landkreis an.
Außerhalb des Sports sind die Bewohner des Landkreises in zahlreichen Schützenvereinen, Naturschutzorganisationen, Kirchenvereinigungen, Parteien und Jugendorganisationen aktiv. Viele organisieren sich in den Feuerwehren. Im Kreisgebiet gibt es 127 Freiwillige Feuerwehren mit insgesamt rund 5500 aktiven Einsatzkräften. Zu den ältesten gehören die 1865 gegründete Feuerwehr Gunzenhausen und die 1867 gegründete Feuerwehr Weißenburg. In Gunzenhausen und in Treuchtlingen gibt es einen Ortsverband des Technischen Hilfswerks.
Insgesamt gibt es im Landkreis rund 1200 Vereine und Verbände. Größter Sportverein im Landkreis ist der TV 1860 Gunzenhausen mit 2441 Mitgliedern (Stand: 2019).

### Museen

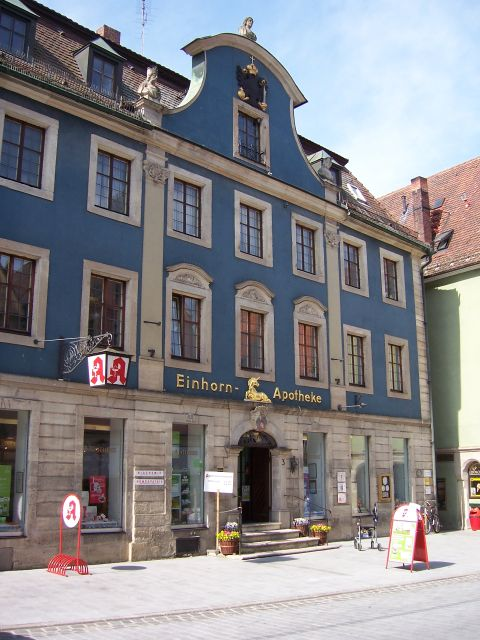
Das Apothekenmuseum in Weißenburg befindet sich im Kellergewölbe des Blauen Hauses

Das Museumsportal des Freistaats Bayern führt im Landkreis 24 Museen auf. Die meisten davon behandeln regionale Themen, oft vor einem historischen Hintergrund. Dazu gehört das Pleinfelder Heimatmuseum, dem das erste, die Geschichte der Braukultur zeigende Brauereimuseum Mittelfrankens angeschlossen ist. Daneben existieren verschiedene Kunstmuseen und private Galerien. Heimatmuseum der Stadt Weißenburg ist das Reichsstadtmuseum Weißenburg, das die mittelalterliche Geschichte der Reichsstadt und ihrer Einwohner sowie im angeschlossenen Haus Kaaden die Geschichte der Vertreibung der Deutschen aus der Tschechoslowakei zeigt.
Im Westflügel des Ellinger Schlosses ist seit 1981 das Kulturzentrum Ostpreußen beheimatet. Es dient der Bewahrung und Pflege des ostpreußischen Kulturerbes mit Ausstellungen, Archiven, einer Galerie und einem Museum.
Im Museum für Vor- und Frühgeschichte Gunzenhausen werden Funde von der Jungsteinzeit bis in das frühe Mittelalter gezeigt; besondere Objekte sind Grabbeigaben aus dem Gräberfeld von Westheim sowie römische, hallstattzeitliche und latènezeitliche Funde. Die Burg Pappenheim ist als Museum öffentlich begehbar und zeigt die Geschichte des ritterlichen Lebens und der Stadt Pappenheim; angeschlossen ist ein kleines Jagdmuseum.

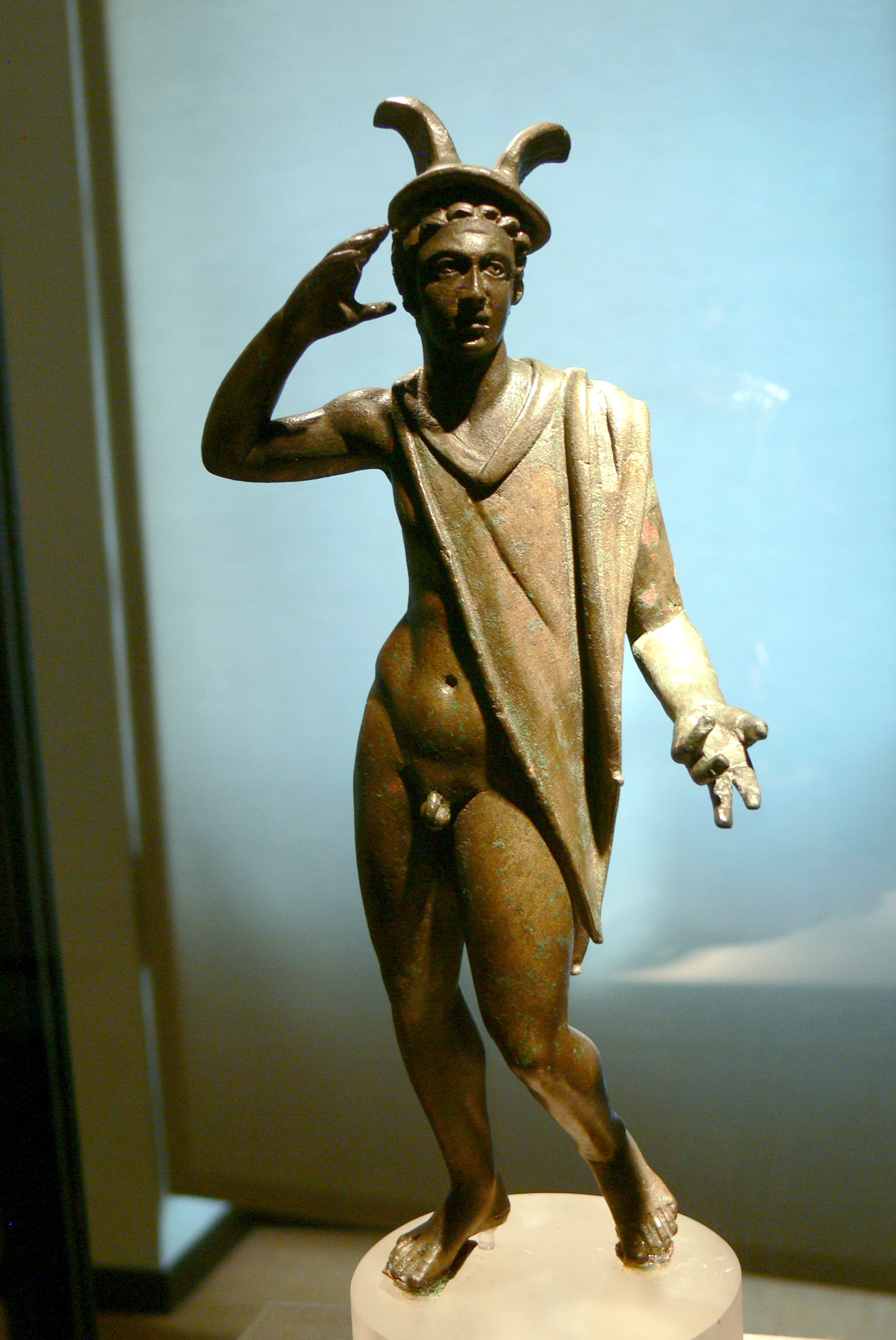
Merkurstatuette aus dem Weißenburger Schatzfund, ausgestellt im dortigen Römermuseum

In Weißenburg befindet sich das am 15. März 2017 wiedereröffnete Römermuseum, ein Zweigmuseum der Archäologischen Staatssammlung München. Schwerpunkte der Ausstellung sind die vor- und frühgeschichtlichen Kulturen der Region. Es zeigt bedeutende archäologische Funde, etwa den römischen Schatz von Weißenburg. Angeschlossen ist das Bayerische Limes-Informationszentrum. Das Weißenburger Apothekenmuseum zeigt eine historische Apothekeneinrichtung aus der Zeit des Apothekers und Limes-Forschers Wilhelm Kohl.
Die von Josef Lidl aufgebaute Sammlung des Museums Treuchtlingen zeigt Fundstücke von Ausgrabungen in der Burg Treuchtlingen und Möbel aus dem 17. bis zum 20. Jahrhundert. Es gehört mit über 30.000 Objekten zu den größten volkskundlichen Museen in Bayern. In Solnhofen steht das Bürgermeister-Müller-Museum. Neben zahlreichen Fossilfunden und einer lithografischen Sammlung genießt es erhebliche Bekanntheit durch den Besitz zweier Exemplare des in der Region gefundenen Urvogels Archaeopteryx. Erwähnenswert ist in Thalmannsfeld eine neu errichtete, historisch nachempfundene Schmiede in einem um 1820/30 neu erbauten, erstmals um 1740 erwähnten Wohnstallhaus. In diesem Museum sind unter anderem transmissionsgetriebene Bohr-, Dreh- und Fräsmaschinen sowie ein Federfallhammer aus den Jahren 1895 bis 1920 zu sehen.

### Kunst, Theater und Literatur

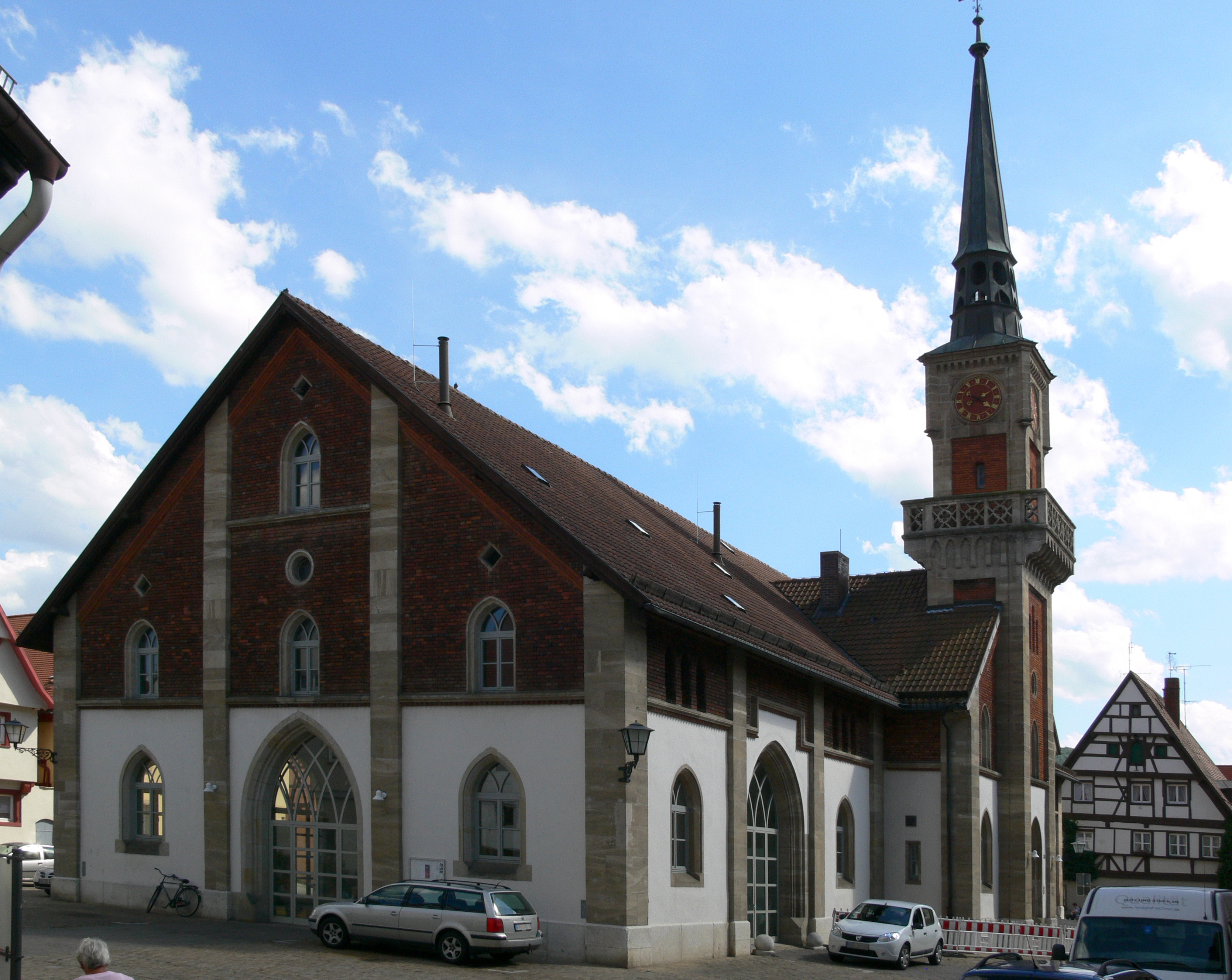
Die „Kunstschranne“

Neben Konzerten, Theateraufführungen und Sportveranstaltungen, die die Kreisverwaltung, die Städte, Märkte und Gemeinden sowie die zahlreichen Vereine und Gruppierungen in Hallen, Museen und Bühnen wie dem Bergwaldtheater Weißenburg oder während der Altmühlsee Festspiele organisieren, ist im Landkreis Weißenburg-Gunzenhausen auch die Kunstszene aktiv. Immer wieder veranstalten Privatpersonen und Kunstvereine Vernissagen, Ausstellungen und Veranstaltungen, beispielsweise in der Weißenburger Schranne. Mit Carpe Diem existiert in der Region ein lokales Kulturmagazin. Seit 2009 wird der Treuchtlinger Literaturpreis der Wilhelm und Christine Hirschmann-Stiftung im Bereich der Literatur ausgelobt. Seit 2015 wird jährlich der auf Tausend Euro dotierte Jugendliteraturpreis Altmühlfranken verliehen. Insgesamt gibt es im Landkreis drei Kinos und fünf Theater.

### Veranstaltungen und Brauchtum

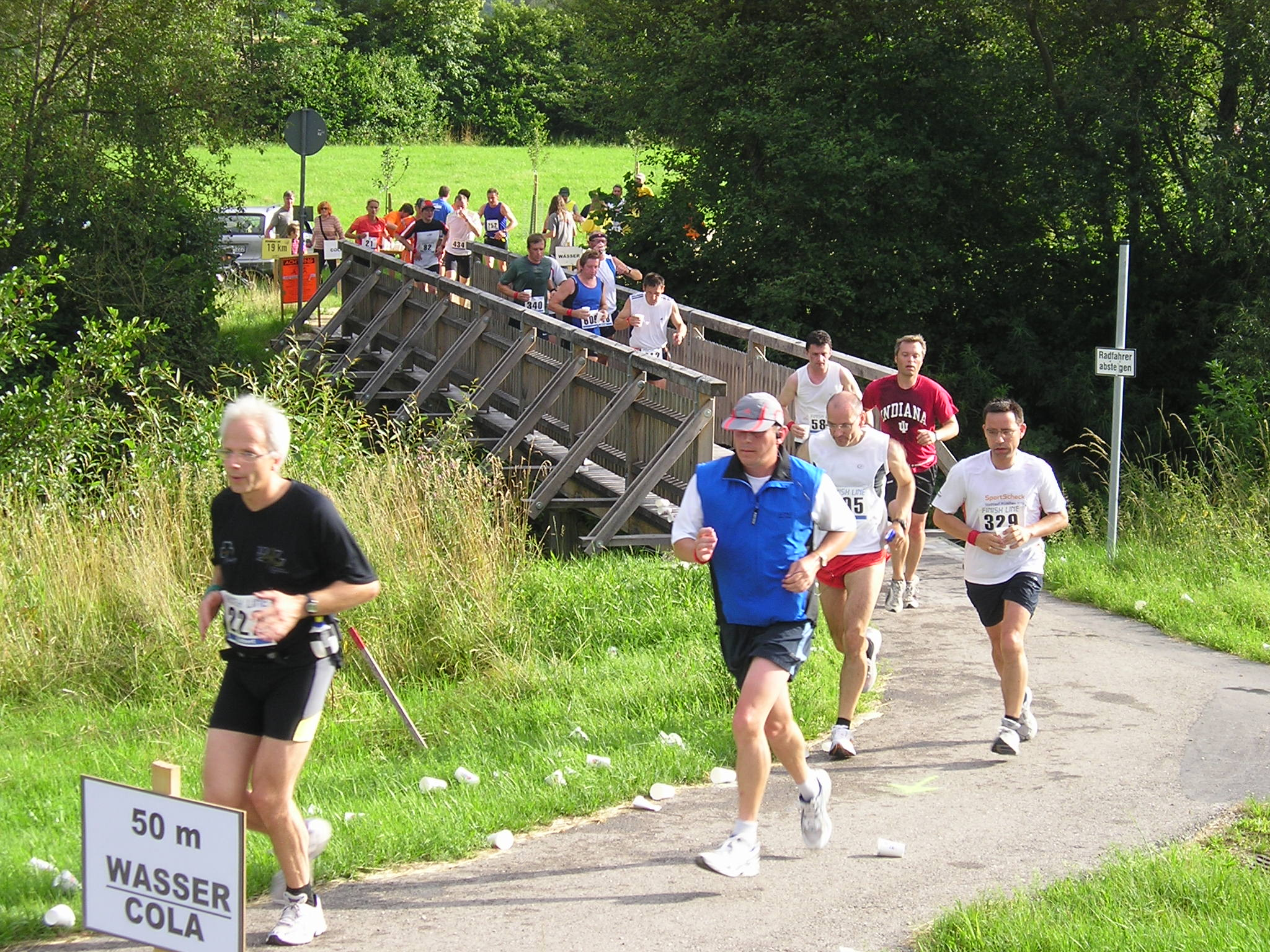
Altmühlsee-Halbmarathon 2008 am Zugang zum Altmühlsee

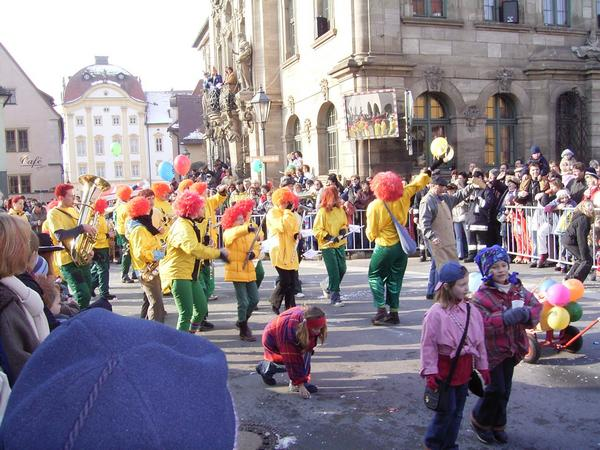
Faschingsumzug am Faschingsdienstag 2005 in Ellingen

Im ganzen Jahr locken im Landkreis zahlreiche Veranstaltungen, Feste und Festivals viele Besucher an. So gibt es in jeder größeren Ortschaft eine Kirchweih (insgesamt 120), im örtlichen Dialekt „Kerwa“, „Kärwa“, „Kirwa“ oder „Körwa“ genannt. Die Kirchweih wird seit dem Mittelalter als religiöses Fest anlässlich der Kirchweihe eines christlichen Kirchengebäudes gefeiert, heute spielt der religiöse Kontext meist eine untergeordnete Rolle. Vielerorts wird Kirchweihbier gebraut und Kirchweihbäume werden aufgestellt. Zum Abschluss der Solnhofener Kirchweih wird die „Kirchweihsau“ verbrannt. In Dittenheim wird bei einer Nach-Kirchweih der „Huhnerbaum“ (Hühnerbaum) aufgestellt, um den getanzt wird. Außer den Kirchweihen finden Dorffeste oder Volksfeste nach eigenen Traditionen statt. Das Volksfest in Treuchtlingen wird in der heutigen Form seit 1928 begangen. Eröffnet wird es traditionell von „Gambrinus“, dem mit einer Hopfenkrone geschmückten König des Bieres.
Zu den bekanntesten, größten und ältesten Festen in der Region gehört die Weißenburger Kirchweih, ein Treffpunkt der Weißenburger aus der ganzen Welt. Das erstmals 1455 erwähnte Volksfest ist mit etwa 70.000 Besuchern das größte im südlichen Franken. Die Auswanderer nach Amerika feierten im 19. Jahrhundert die Weißenburger Kirchweih in New York City.
Zu den sportlichen Höhepunkten im Landkreis zählen mehrere Laufveranstaltungen, zu den kulturellen gehören die Sommerfestspiele des Bergwaldtheaters in Weißenburg. Von Juni bis August werden dort seit 1929, mit Unterbrechung allein während des Zweiten Weltkriegs, Opern und Theaterstücke aufgeführt. An Mariä Lichtmess finden in der Region vielerorts die Lichtmessmärkte mit verkaufsoffenem Sonntag statt, in Weißenburg und Gunzenhausen am ersten, in Treuchtlingen am zweiten Februarsonntag. Zu den großen Weihnachtsmärkten der Region zählen der St.-Andreas-Weihnachtsmarkt auf dem Vorplatz der Stadtkirche in Weißenburg und der Gunzenhäuser Weihnachtsmarkt. Weißenburg begeht im Juli das Altstadtfest.
Die Gemeinden des Landkreises feiern den eher der schwäbisch-alemannischen Fastnacht ähnelnden Fasching, mit Hochburgen in Ellingen und Pleinfeld, der sich merklich vom rheinischen Karneval unterscheidet.

### Küche
Die Küche des Landkreises Weißenburg-Gunzenhausen hat traditionell eine fränkische, aufgrund der Nähe zu anderen Regionen auch eine schwäbische und bayerische Prägung. Neben den für den fränkischen Raum typischen Speisen wie Schneebällen und Schäufele gibt es in der Küche der Region die sehr grobe altmühlfränkische Bratwurst, die meist als Merkendorfer, Gunzenhäuser, Spalter, Pfofelder, Weißenburger oder Treuchtlinger Bratwurst bezeichnet wird.

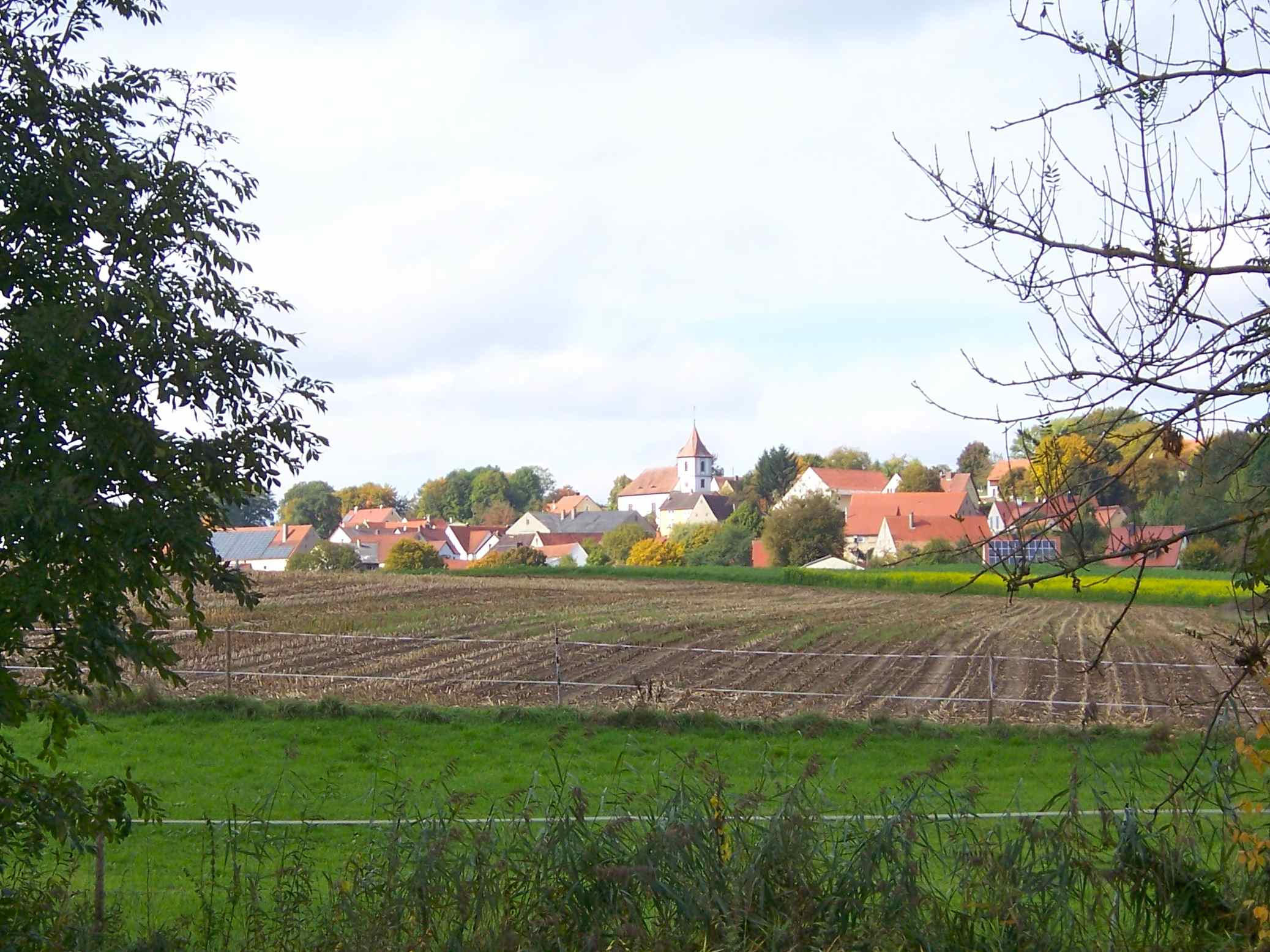
Der Polsinger Ortsteil Trendel, Gewinner von 1965

### Bundeswettbewerb
Zahlreiche Dörfer aus dem Landkreis haben am Bundeswettbewerb Unser Dorf soll schöner werden – Unser Dorf hat Zukunft teilgenommen und kämpfen mit Dorfverschönerungen gegen die Landflucht an. Als „Golddorf“ prämiert wurden Gundelsheim an der Altmühl (1971), Kattenhochstatt (1967), Laubenzedel (1961), Meinheim (2015, 2023), Polsingen (1967), Sammenheim (1983), Thannhausen (1977), Trendel (1965), Wachstein (2001) und Windsfeld (1963 und 1998).

### Sprache
Der Landkreis Weißenburg-Gunzenhausen liegt in einem Gebiet, in dem sich ostfränkische, schwäbische und bairische Dialektmerkmale mischen. Während die fränkischen Dialekte der Osthälfte bairisch geprägt sind und der äußerste Osten im nordbairischen Dialektraum liegt, dominiert in der Westhälfte das Oberostfränkische. Grenzorte des alemannischen Dialektraums auf dem Gebiet des Landkreises sind Westheim, Hohentrüdingen, Roßmeiersdorf, Hüssingen, Oberappenberg, Ursheim und Polsingen.
Bedingt durch seine abgeschiedene Lage hat sich im Ort Auernheim ein in der Region einmaliger, eigener Dialekt entwickelt, der sich stark von der Mundart benachbarter Orte unterscheidet. Mit Hilfe des Lokalforschers Arthur Rosenbauer entstand ab 2014 ein Sprachatlas für den Dorfdialekt.

### Jüdische Kultur

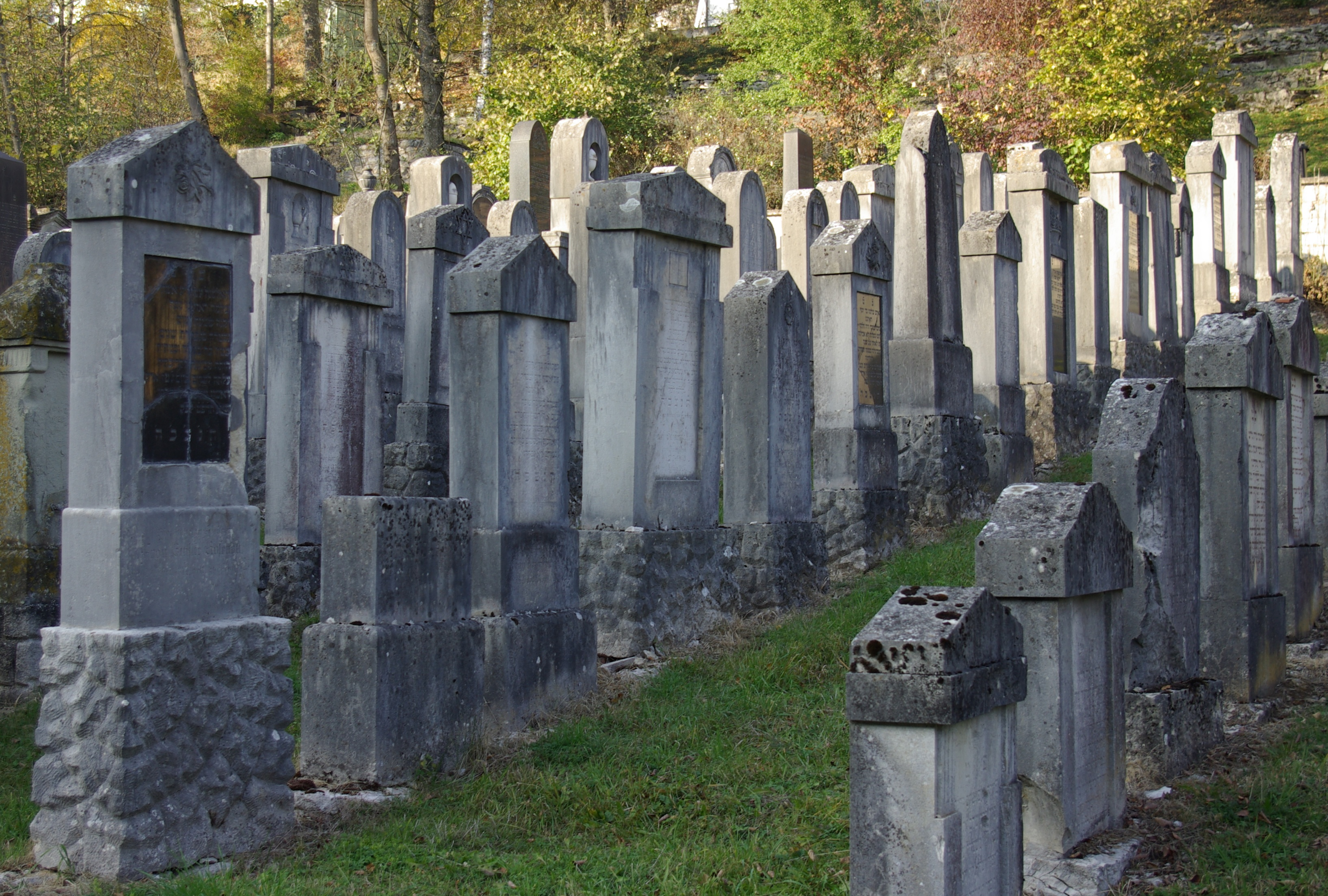
Grabsteine des Jüdischen Friedhofs in Treuchtlingen

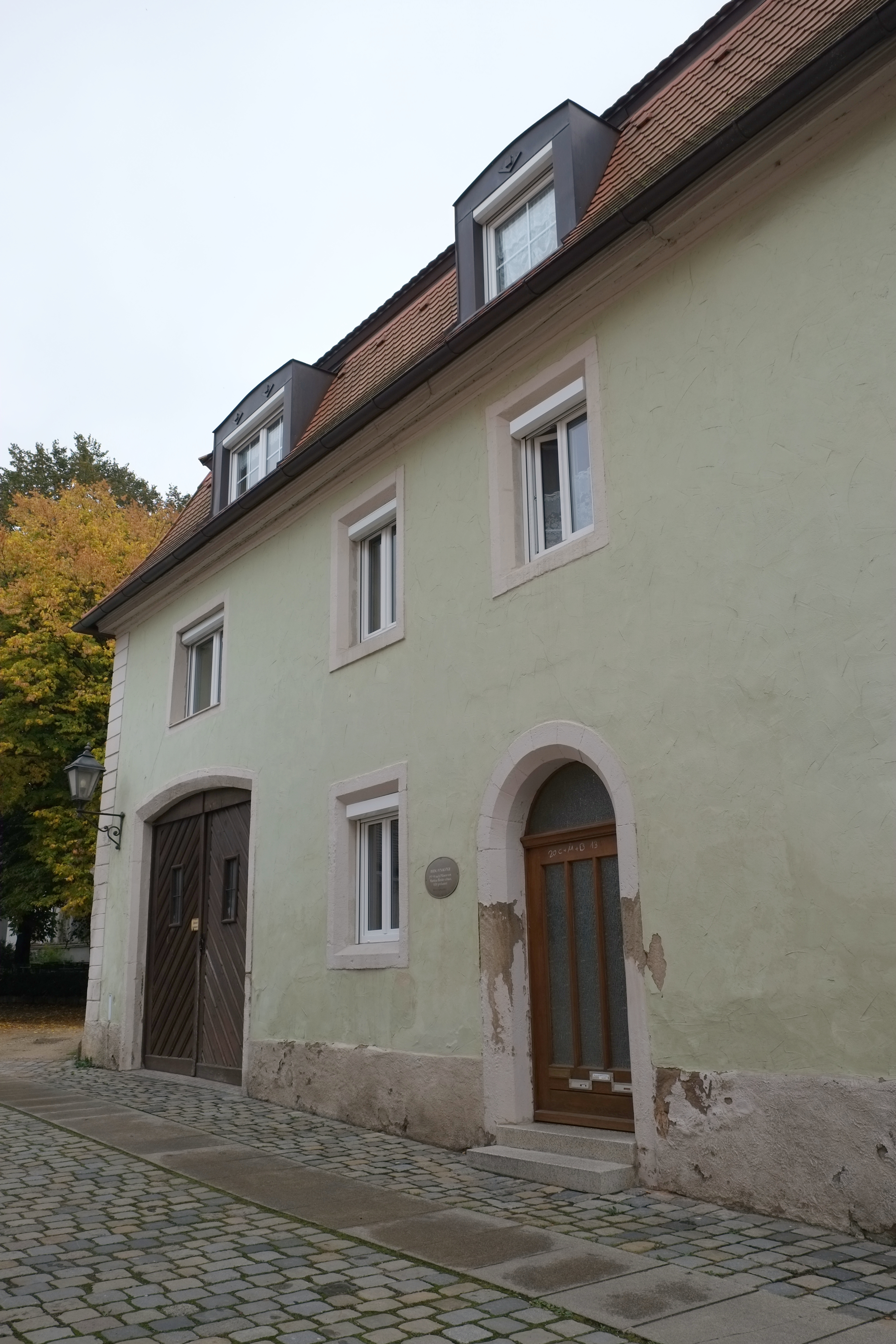
Die ehemalige Synagoge in Ellingen im Jahr 2013

Im Gebiet des heutigen Landkreises siedelten sich im Mittelalter erstmals Juden an. In manchen Orten stellten sie zeitweise bis zu ein Drittel der Bevölkerung. Während des Rintfleisch-Pogroms und der Pestpogrome 1348/49 wurden viele Juden in Weißenburg ermordet. In der Stadt Weißenburg lebten die Juden vermutlich bis zu ihrer Vertreibung 1520 entlang der heutigen Judengasse. Es gründeten sich zahlreiche jüdische Gemeinden, beispielsweise in Altenmuhr, Ellingen, Cronheim, Treuchtlingen, Weimersheim, Dittenheim, Pappenheim, Markt Berolzheim und Heidenheim. Im gesamten Gebiet des Hochstifts Eichstätt durften sich ab 1658 nur im Ort Cronheim Juden ansiedeln. In Altenmuhr lebten die Juden ghettoähnlich. In Treuchtlingen entstand eine der bedeutendsten jüdischen Gemeinden in der Region. Großen Zuwachs erhielten die Gemeinden, nachdem 1741 sämtliche Juden aus dem Herzogtum Pfalz-Neuburg vertrieben worden waren, von denen sich viele hier niederließen. 1813 entstanden die Distriktsrabbinate Dittenheim und Gunzenhausen. Im 18. und 19. Jahrhundert wurden zahlreiche neue Synagogen erbaut, beispielsweise in Pappenheim, Ellingen und Heidenheim. Ab Mitte des 19. Jahrhunderts ging die Zahl der Juden durch Abwanderung infolge des Bayerischen Judenedikts von 1813 zurück. Dennoch prägten mehrere jüdische Vereine das Gemeindeleben. Den jüdischen Familien gehörten zahlreiche Handels- und Gewerbebetriebe.
Durch die zunehmende Entrechtung nach 1933 und zahlreiche gewaltsame und entwürdigende Aktionen gegen die Juden verzogen immer mehr in andere Städte oder wanderten aus. Zu einem der ersten Judenpogrome der NS-Zeit kam es 1934 in Gunzenhausen, was der Stadt weltweit negative Presseberichte einbrachte. Im Zuge der Novemberpogrome 1938 wurden zahlreiche jüdische Besitztümer geschändet und zerstört. Viele der Juden des Landkreises wurden nach der Deportation ermordet. Verantwortliche des Treuchtlinger Pogroms wurden beim Weißenburger Pogromprozess verurteilt. Im Landkreis gibt es noch drei jüdische Friedhöfe, in Pappenheim, Treuchtlingen und Gunzenhausen. Der Friedhof in Pappenheim ist der älteste und größte. Vielerorts erinnern Gedenksteine und Mahnmale an die jüdische Vergangenheit der Region, so in Treuchtlingen und Gunzenhausen.

## Politik

### Landrat
Der Landrat ist gesetzlicher Vertreter und Repräsentant des Landkreises sowie Vorsitzender des Kreistags und der meisten seiner Ausschüsse. Er leitet das Landratsamt und ist Beamter des Kreises. Daneben erledigt er in eigener Zuständigkeit laufende Angelegenheiten der Landkreisverwaltung. Landrat ist seit 2020 Manuel Westphal (CSU), der stellvertretende Landrat ist Günter Obermeyer (CSU).
- 1972–1996: Karl Friedrich Zink (zunächst parteilos, ab 1975 CSU), war zuvor Landrat des Landkreises Gunzenhausen, dienstältester Landrat Mittelfrankens
- 1996–2008: Georg Rosenbauer (CSU), zuvor Bürgermeister von Ostheim und Mitglied des Bayerischen Landtags
- 2008–2011: Franz Xaver Uhl (CSU), verstarb im Amt am 22. August 2011
- 2011: Robert Westphal (CSU), amtierte als stellvertretender Landrat in Vertretung des verstorbenen Landrats
- 2011–2020: Gerhard Wägemann (CSU), gewählt am 20. November 2011,[154] zuvor Mitglied des Bayerischen Landtags, wiedergewählt am 24. September 2017
- ab 2020: Manuel Westphal (CSU), gewählt am 15. März 2020, zuvor Mitglied des Bayerischen Landtags

### Kreistag
- DIE LINKE.: 1
- GRÜNE: 9
- SPD: 10
- ÖDP: 1
- FREIE WÄHLER: 9
- FDP: 2
- CSU: 26

Der Kreistag wird von den Wahlberechtigten im Landkreis auf sechs Jahre gewählt. Er ist die beschlussfassende Bürgervertretung. Nach der Landkreisordnung für den Freistaat Bayern entscheidet er grundsätzlich über alle wichtigen Angelegenheiten des Landkreises im eigenen und übertragenen Wirkungskreis. Der Kreistag bildet Ausschüsse, die im Rahmen der Geschäftsordnung selbst entscheiden oder zumindest vorberaten. Im Landkreis Weißenburg-Gunzenhausen hat der Kreistag 60 Mitglieder.
Die letzten Kommunalwahlen führten zur folgenden Sitzverteilung im Kreistag:
| Partei / Liste    | 1996 | 2002 | 2008 | 2014 | 2020 |
| ----------------- | ---- | ---- | ---- | ---- | ---- |
| CSU               | 29   | 30   | 28   | 27   | 26   |
| SPD               | 15   | 15   | 15   | 15   | 10   |
| Freie Wähler      | 8    | 8    | 8    | 7    | 9    |
| Grüne             | 4    | 4    | 4    | 6    | 9    |
| ÖDP               | 1    | 1    | 1    | 2    | 3    |
| FDP               | 2    | 2    | 3    | 2    | 2    |
| Die Linke         | -    | -    | 1    | -    | 1    |
| Die Republikaner  | 1    | -    | -    | -    | -    |
| Die Linke/Piraten | -    | -    | -    | 1    | -    |
| Gesamt            | 60   | 60   | 60   | 60   | 60   |

### Landratsamt

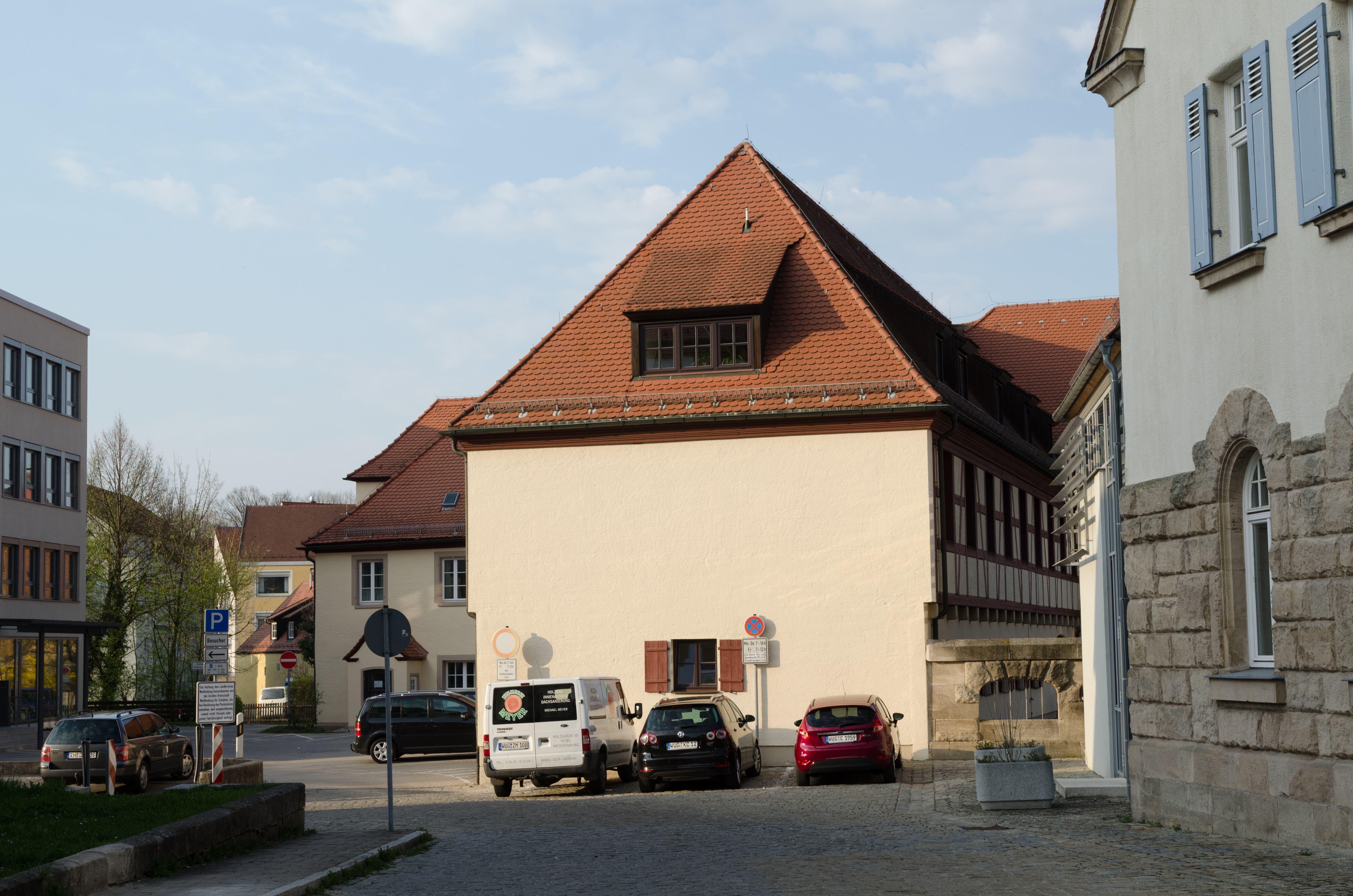
Gebäude im Landratsamtkomplex (Bahnhofstraße)

Das Landratsamt besteht aus mehreren Dienststellen und hat 269 Mitarbeiter. Die Hauptdienststelle liegt in der Altstadt von Weißenburg unweit der Stadtbibliothek und hat die Adresse Bahnhofstraße 2. Sie erstreckt sich über mehrere Gebäude, darunter das denkmalgeschützte Alte Amtsgericht und das ehemalige Augustinerkloster Weißenburg. Einige Einrichtungen des Landratsamtes befinden sich auch in der Niederhofener Straße 3 und in der Schwärzgasse 1. Eine Nebendienststelle befindet sich ferner in Gunzenhausen (Sonnenstraße 37b). Das Landratsamt ist Mitglied von 11 Zweckverbänden.

### Wahlen
Der Landkreis Weißenburg-Gunzenhausen liegt im „Stimmkreis Ansbach-Süd, Weißenburg-Gunzenhausen“ (für Landtagswahlen) und im „Bundestagswahlkreis Ansbach“ (für Bundestagswahlen). Der Bundestagswahlkreis Weißenburg wurde 1976 aufgelöst. In seinem 27-jährigen Bestehen gewann das Direktmandat des Bundestagswahlkreises Weißenburg immer der spätere Bundestagspräsident Richard Stücklen (CSU). Landtagsabgeordneter der Region ist seit der Landtagswahl in Bayern 2018 Alfons Brandl (CSU) und Wolfgang Hauber (Freie Wähler), Bundestagsabgeordneter der Region ist seit der Bundestagswahl 2017 Artur Auernhammer (CSU), Bezirksrat der Region sind Hans Popp (CSU) und Christa Naaß (SPD). Bei Bundes- und Landtagswahlen gingen die Direktmandate der Region bisher immer an die CSU. Sowohl bei Landtags-, als auch bei Bundestags- und Europawahlen ist die CSU bisher stärkste Kraft, gefolgt von der SPD. Die CSU wird etwa von der Hälfte der Wahlkreisbevölkerung gewählt, selten erreicht sie Werte von über 60 Prozent. Die SPD erreicht meist zwischen einem Fünftel und einem Drittel der Wählerschaft. Die CSU hatte ihr bestes Ergebnis zur Europawahl 1999 mit 66,1 Prozent der Stimmen; die SPD erreichte mit 35,5 Prozent aller Stimmen zur Landtagswahl 1998 ihr bestes Ergebnis. Andere Parteien liegen meist bei unter 10 Prozent. Bei den Landtagswahlen erstarken die Freien Wähler deutlich. Wie in ganz Deutschland ist ein stetiges Absinken der Wahlbeteiligung zu beobachten. Bei den Wahlen der 2010er Jahre lag die Wahlbeteiligung im Kreis bei über 60 Prozent, bei der Bundestagswahl 2002 wurden noch 80,6 Prozent erreicht.

### Finanzen

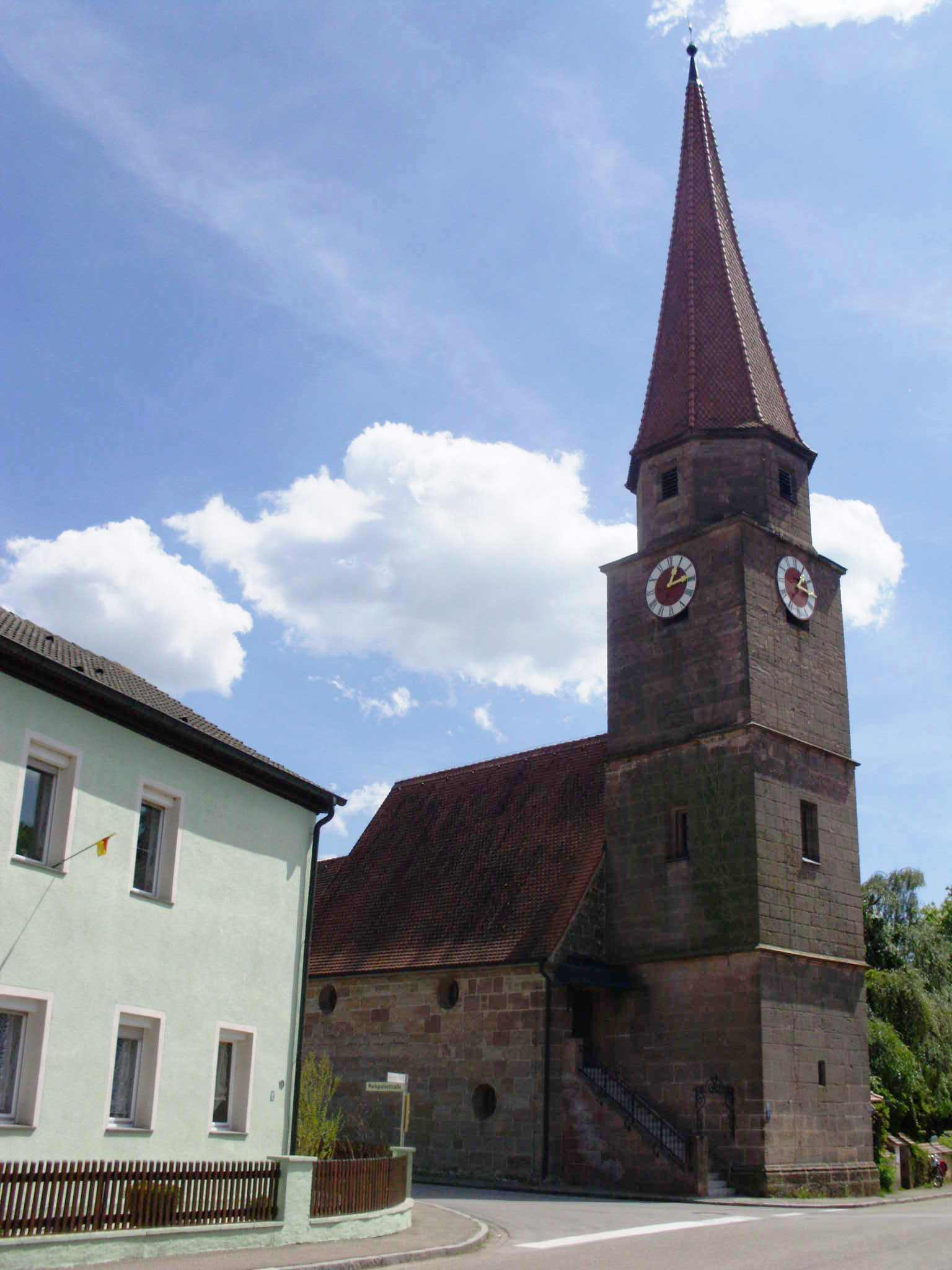
Der Ortskern der schuldenfreien Gemeinde Haundorf

Der Landkreis Weißenburg-Gunzenhausen war zum Stichtag 31. Dezember 2012 mit 15,4 Millionen Euro (inklusive Nebenhaushalte) verschuldet. Damit hat er die zehntniedrigste Verschuldung innerhalb Bayerns und gehört zu den deutschlandweit 40 am geringsten verschuldeten Kommunen (Stand 2012). Die Pro-Kopf-Verschuldung liegt bei 167 Euro und liegt damit weit unter dem bayerischen Durchschnitt von 374 Euro.
Die Kreisumlage lag 2019 bei 44,0 Prozent, damit hat der Landkreis den achtniedrigste Nettokreisumlagehebesatz in Bayern. Das Gesamthaushaltsvolumen lag 2019 bei rund 120 Millionen Euro.
Zwischen 1994 und 2004 schrumpfte die Verschuldung des Landkreises um durchschnittlich 1,68 Prozent pro Jahr, zugleich stieg das Bruttoinlandsprodukt des Landkreises im gleichen Zeitraum um durchschnittlich 2,79 Prozent pro Jahr. Die Verschuldung der Gemeinden ist bei etwa der Hälfte aller Orte rückläufig, das ist ein Spitzenwert in Mittelfranken. So bauten Pfofeld, Weißenburg, Nennslingen, Absberg und Theilenhofen zwischen 1978 und 2005 zwischen rund 92 und 82 Prozent ihrer Schulden ab. Im Jahr 2013 waren gemäß dem Bayerischen Landesamt für Statistik folgende Gemeinden schuldenfrei: Absberg, Bergen, Haundorf, Nennslingen, Pfofeld, Polsingen und Raitenbuch.
Die Gemeinden im Landkreis Weißenburg-Gunzenhausen hatten 2013 Steuereinnahmen in Höhe von 67.500.000 Euro, im Jahr 2015 waren es 76.311.000 Euro, 2018 waren es bereits knapp 100.000.000 Euro, was einem Plus von 23 Prozent gegenüber 2015 entspricht. Je Einwohner sind das 1057,96 Euro; das liegt unter dem bayerischen Durchschnitt. Das Grundsteuer-B-Aufkommen lag 2016 bei 9.555.000 Euro (Hebesatz im Schnitt 469 Prozent), das Gewerbesteueraufkommen bei 35.610.000 Euro (Hebesatz im Schnitt 331 Prozent).

### Wappen, Flagge
| Wappen von Landkreis Weißenburg-Gunzenhausen | Blasonierung: „Über Schildfuß, darin Eisenhutfeh von Silber und Blau, gespalten; vorne dreimal geteilt von Rot und Gold, hinten in Gold ein halber, rot bewehrter schwarzer Adler am Spalt.“ |
| Wappen von Landkreis Weißenburg-Gunzenhausen | Wappenbegründung: Das seit 1976 geführte Wappen des Landkreises Weißenburg-Gunzenhausen weist auf die Geschichte des Landkreises hin und enthält Elemente der Wappen der Landkreise Weißenburg und Gunzenhausen sowie der Stadt Weißenburg. Das Stammwappen der Grafen von Truhendingen mit Rot-Gold-Teilung steht für das frühere Oberamt Hohentrüdingen der Markgrafschaft Brandenburg-Ansbach und war Bestandteil des Wappens des Landkreises Gunzenhausen. Der halbe Reichsadler auf goldenem Grund weist auf die Reichsstadt Weißenburg hin und ist auf deren Stadtwappen zu sehen. Die silber-blauen Reihen von Eisenhütlein beziehen sich auf die Grafen von Pappenheim und waren auf dem Wappen des Landkreises Weißenburg in Bayern zu sehen. |

Die Flagge des Landkreises besteht aus zwei gleich großen, horizontalen Streifen: oben gold und unten schwarz. In der Mitte der Flagge ist das Wappen des Landkreises abgebildet.

### Partner- und Patenschaft
Nachdem Millionen von Heimatvertriebenen nach Deutschland und in den heutigen Landkreis Weißenburg-Gunzenhausen gezogen sind, haben viele Gemeinden des Landkreises Patenschaften mit Orten in ehemals deutschen Gebieten übernommen, so Weißenburg mit dem Landkreis Kaaden (Kadaň), Gunzenhausen mit Weipert (Vejprty), Pappenheim mit Buchau (Bochov), Dittenheim mit Oberwildgrub und Niederwildgrub und Ellingen mit Tellnitz (Telnice). Darüber hinaus wurden Städtepartnerschaften mit Städten und Regionen in unterschiedlichen Ländern geschlossen.
Der Landkreis selbst hat seit 1962 eine Partnerschaft mit der finnischen Kleinstadt Orimattila.

## Altmühlfranken

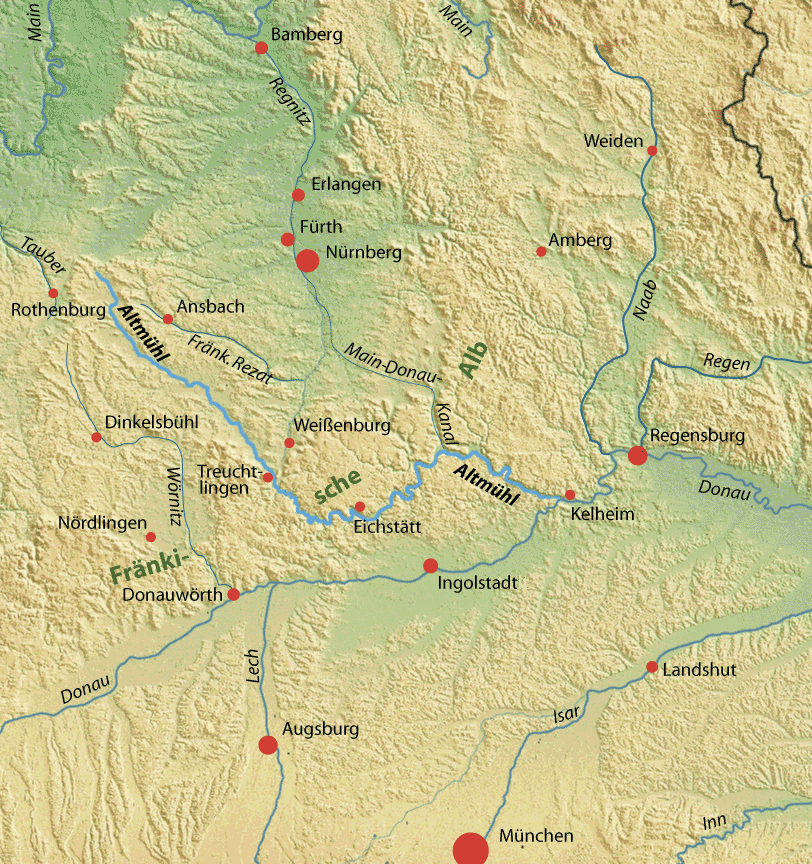
Verlauf der Altmühl: Die Region Altmühlfranken liegt entlang des Flusses etwa zwischen der Quelle und Eichstätt

Seit 2010 wirbt der Landkreis Weißenburg-Gunzenhausen verstärkt mit dem Markennamen „Altmühlfranken“ und dem Slogan „Altmühlfranken – der starke Süden“. Da die Vereinigung der beiden früheren Landkreise und der Stadt Weißenburg 1972 von Spannungen und Diskussionen in der Bevölkerung begleitet wurde, die sich teilweise bis in die Gegenwart auswirken, soll mit dem Begriff Altmühlfranken den Bewohnern des Landkreises die Möglichkeit gegeben werden, sich stärker mit der Region zu identifizieren. Die sogenannte Zukunftsinitiative altmühlfranken kümmert sich beispielsweise um Wirtschaftsförderung und Standortmarketing. Der Vorschlag des Landrats Gerhard Wägemann, den Landkreis in Landkreis Altmühlfranken umzubenennen, führte in der Bevölkerung zu gespaltenen Meinungen. Bei einer nicht-repräsentativen Online-Umfrage stimmten 83 Prozent für die Beibehaltung von WUG als Kennzeichen und Weißenburg-Gunzenhausen als Landkreisname, nur 17 Prozent votierten für Altmühlfranken.
Als Altmühlfranken wird ursprünglich der Landstrich entlang der Altmühl bezeichnet, zu dem auch Teile des Landkreises Ansbach gehören. Der Begriff wurde von dem Nürnberger Kunsthistoriker Ernst Eichhorn geprägt.

## Wirtschaft und Infrastruktur
Die Wirtschaft der Region hat den Standortvorteil der zentralen Lage zwischen den Großräumen Nürnberg, Stuttgart und München. Von großer Bedeutung für den Landkreis sind der Tourismus, die kunststoffverarbeitende Industrie, die Automobilzulieferindustrie sowie der Steinabbau. Ebenfalls bedeutend sind Bereiche wie Kesselbau, regenerative Energien und Sozialwirtschaft. 2019 waren insgesamt 4.594 Betriebe auf dem Kreisgebiet angesiedelt, die Betriebsdichte liegt nur leicht unter dem bayerischen Durchschnitt von 519,2. 2019 gab es insgesamt 33.128 sozialversicherungspflichtige Arbeitsplätze. Die Unternehmen im Landkreis sind mittelständisch geprägt. Eine Schlüsselfunktion nimmt die Kunststoffindustrie ein. 2010 wurde das k-messwerk als mess- und labortechnische Plattform der Kunststoffindustrie im Landkreis gestartet.
Das Bruttoinlandsprodukt (BIP) des Landkreises Weißenburg-Gunzenhausen betrug 2019 über 3 Milliarden Euro. Im Jahr 2015 stieg es um 6,29 Prozent, das entspricht dem höchsten Wert Mittelfrankens. Etwa zwei Prozent des BIP wurden im landwirtschaftlichen Sektor erwirtschaftet, 36 Prozent im produzierenden Gewerbe, über 60 Prozent im Dienstleistungssektor. Das BIP des Landkreises wuchs zwischen 1994 und 2004 um durchschnittlich 2,79 Prozent pro Jahr; es betrug 1991 noch rund 1,6 Milliarden Euro, 2004 rund 2,3 Milliarden Euro. Das verfügbare Einkommen lag 2019 bei 23.988 Euro je Einwohner, das Primäreinkommen bei 28.695 Euro, die Kaufkraft bei 23.514 Euro. Die Beschäftigungsquote lag bei 64,0 Prozent und damit exakt im bayerischen Durchschnitt.
Die Arbeitslosenquote im Landkreis liegt seit Mitte 2010 durchgehend unter 5 Prozent und lag im November 2014 bei 3,6 Prozent, im Juni 2018 bei 2,5 Prozent, und im November 2021 bei 3,0 Prozent. Größte Messe der Region ist die Messe „Wir in Altmühlfranken“ (ehemals Messe Altmühlfranken), die alle zwei Jahre abwechselnd in Gunzenhausen und Weißenburg stattfindet. Sie ersetzt seit 2013 die beiden Messen WUG und Altmühlschau. Die zur Stärkung der Wirtschaft des Hahnenkamms in den 1970er Jahren gebaute Hahnenkamm-Kaserne wurde im Zuge der Bundeswehrreform 2003 geschlossen. Bis Ende 2007 beherbergte die ehemalige Lufthauptmunitionsanstalt Langlau die Munitionsanstalt der Bundeswehr und bis 1992 das Corps Depot der US Army.
Die Nähe zu Nürnberg beeinflusst die Pendlerströme: Die Quote der Einpendler liegt bei 21,1 Prozent, die der Auspendler bei 34,7 Prozent (Stand 2020). Der Landkreis ist wirtschaftlich hauptsächlich nach Nürnberg orientiert.

### Ansässige Unternehmen

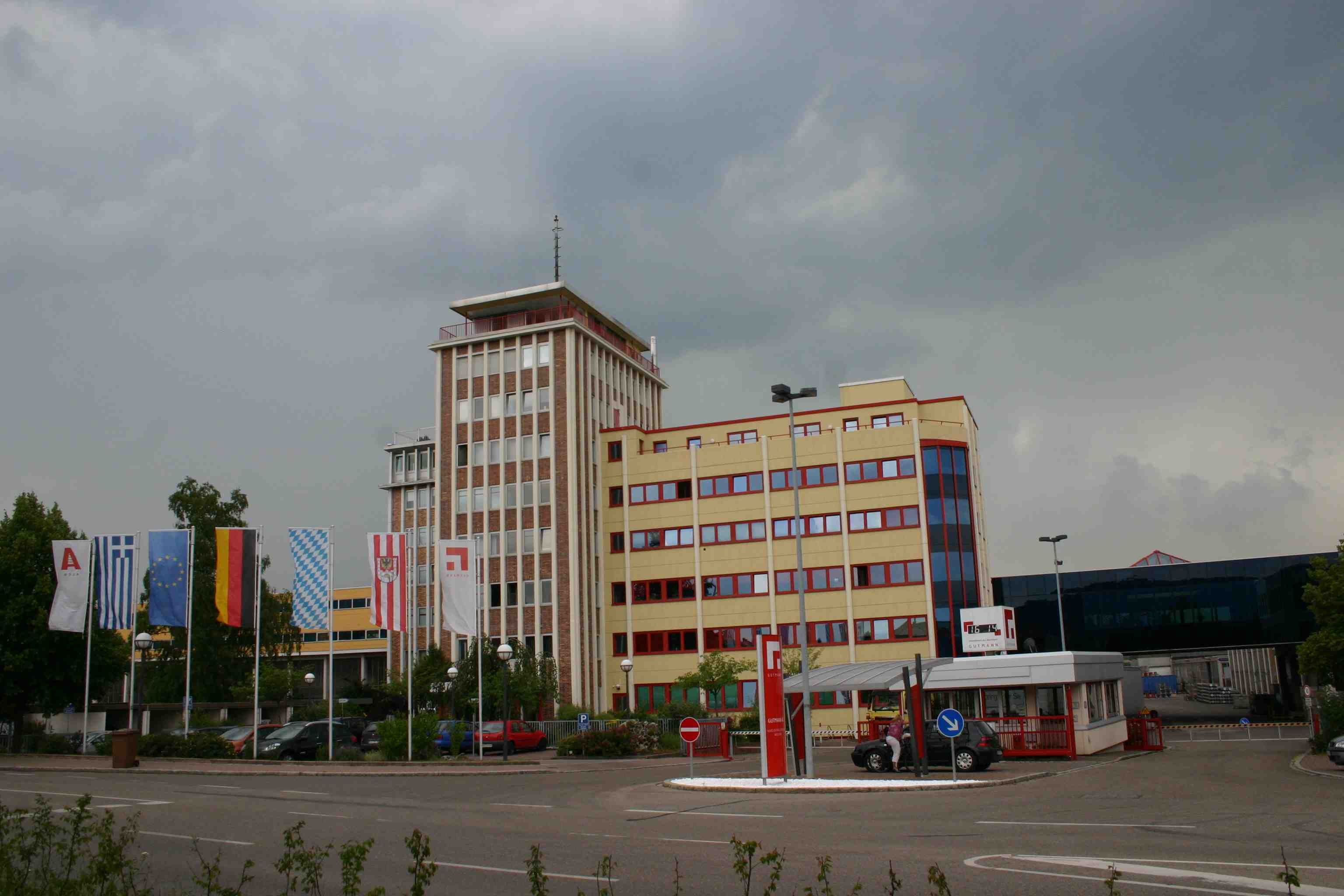
Hauptgebäude von Gutmann in Weißenburg
Werk von Loos International, jetzt Bosch Industriekessel, in Schlungenhof

Größter Arbeitgeber des Landkreises Weißenburg-Gunzenhausen ist der französische Automobilzulieferer Plastic Omnium mit 1230 Mitarbeitern in Pappenheim und Weißenburg, das aus den beiden lokalen Faurecia-Werken sowie aus den Werken von Dynamit Nobel hervorgegangen ist. In Gunzenhausen sitzt Bosch Industriekessel, ein Hersteller von Dampf- und Heizkesseln für gewerbliche und industrielle Anwendungen, der bis 2012 unter dem Namen Loos International firmierte.
Das Weißenburger Unternehmen Gutmann, früher als Hermann-Gutmann-Werke bekannt, stellt Profile und Drähte aus Aluminium her und hat nach eigenen Angaben 600 Arbeitsplätze in Weißenburg. Der Heroldsberger Schreibgeräte-Produzent Schwan-Stabilo, der Ansbacher Kunststoffverarbeiter Oechsler und das Nürnberger börsennotierte Unternehmen Leoni haben jeweils ein großes Werk in der Stadt. In Weißenburg befindet sich die Zentrale, in Treuchtlingen der Stammsitz der kunststoffverarbeitenden Alfmeier-Gruppe. Gunzenhausen ist der Firmensitz des Webhosters und Rechenzentrum-Betreibers Hetzner Online, der zu den größten Hosting-Unternehmen Europas gehört.
Die Raiffeisenbank Weißenburg-Gunzenhausen ist die größte Genossenschaftsbank, die Vereinigte Sparkassen Gunzenhausen und die Sparkasse Mittelfranken-Süd sind die größten öffentlich-rechtlichen Sparkassen des Landkreises. In Pleinfeld befindet sich ein Werk des US-amerikanischen PTFE-verarbeitenden Unternehmens Gore, in Treuchtlingen ein Werk des Münchner Maschinenbauers Krauss-Maffei. Der Landkreis ist Standort mehrerer Unternehmen, die Drahtgestrick-Tropfenabscheider, Apparate zur Abscheidung von Flüssigkeitstropfen aus Luft oder Gasen, herstellen.
Vier im Landkreis ansässige Firmen sind Weltmarktführer in ihrer Kategorie.

### Tourismus

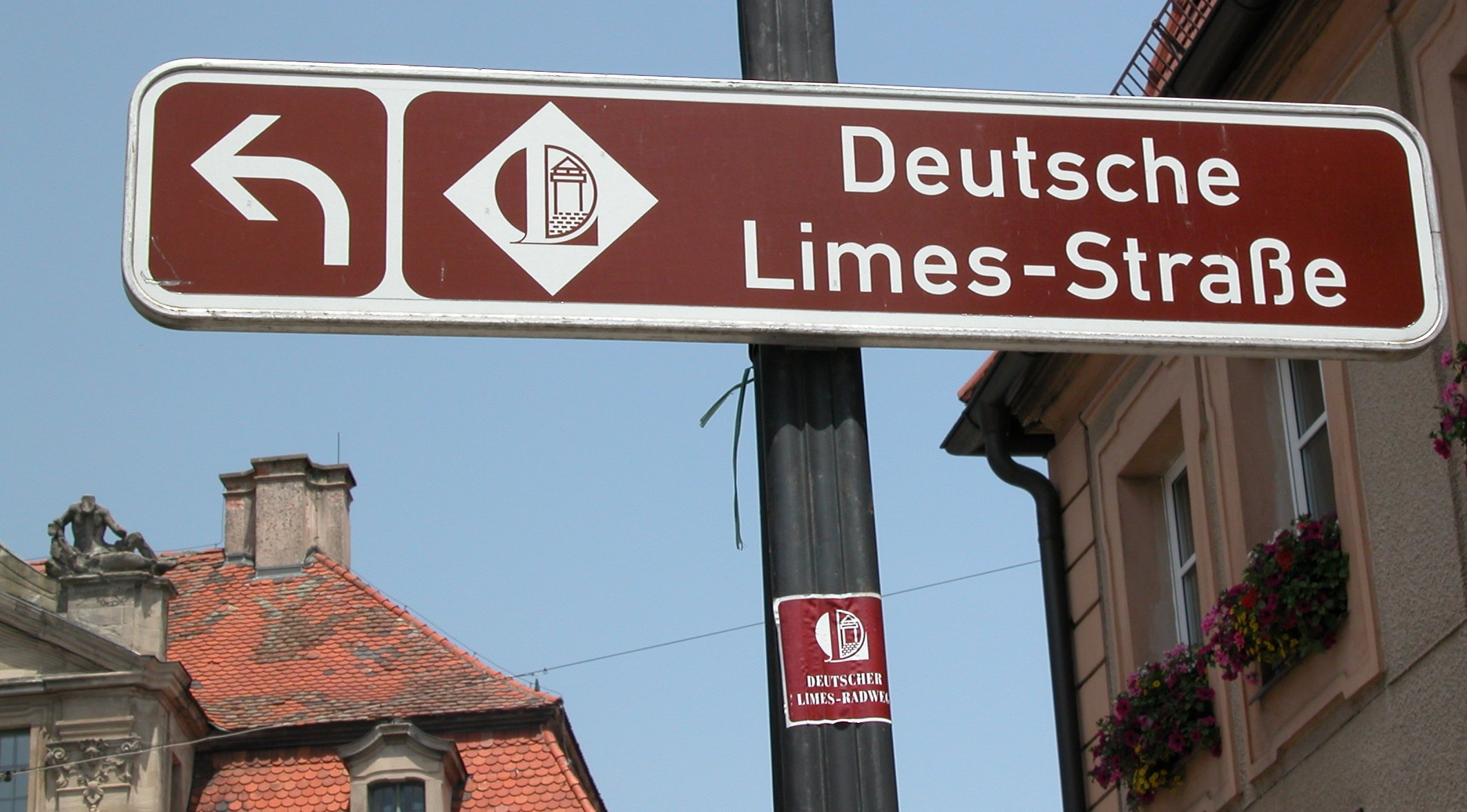
Ein Wegweiser der Deutschen Limes-Straße in Ellingen

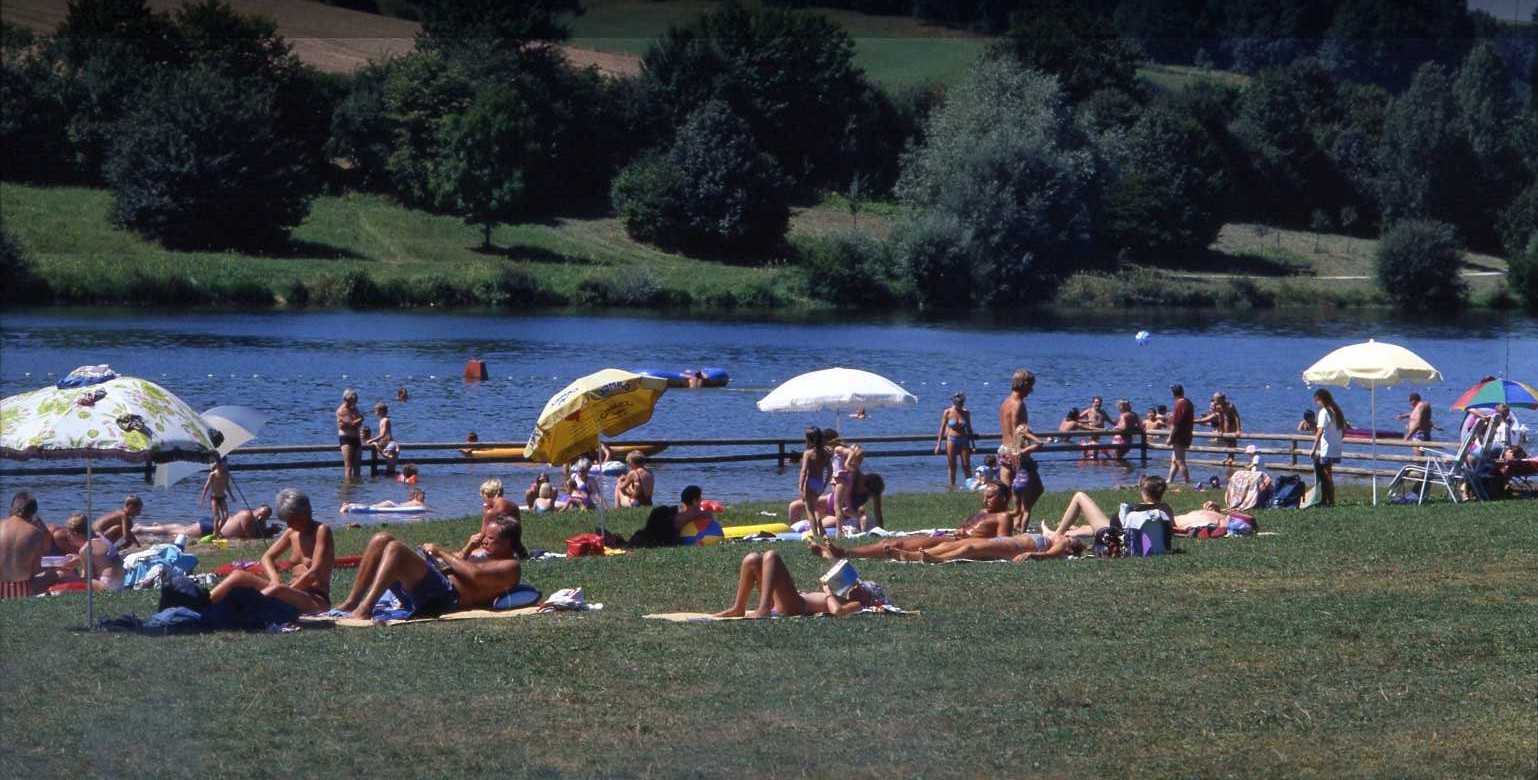
Touristen am Ufer des Hahnenkammsees

Seit Mitte der 1990er entwickelte sich der Landkreis Weißenburg-Gunzenhausen zu einem beliebten Tourismusgebiet. Durch den Bau der Fränkischen Seen ab den 1970er Jahren entstand dort ein völlig neues Urlaubs- und Erholungsgebiet; der Tourismus zählt seitdem zu den größten Wirtschaftszweigen des Landkreises. Der größte See ist der Große Brombachsee, der die Ausmaße des Tegernsees besitzt. Dort befinden sich der größte Binnensegelhafen Deutschlands und der größte Trimaran Europas, die MS Brombachsee. Der nahe Altmühlsee mit den Ausmaßen des Königssees wird vom größten Staudamm Deutschlands angestaut und ist bei Surfern sehr beliebt. An den vielen Seen und Weihern werden Wassersportarten wie Tauchen, Angeln, Segeln, Wind- und Kitesurfen betrieben. Eine weitere Erholungslandschaft ist der Naturpark Altmühltal. In den Tälern und Wäldern kann gewandert und geklettert werden. Im Kurort Treuchtlingen befindet sich das einzige Thermalbad des Naturparks Altmühltal, die Altmühltherme. Die zahlreichen Hinterlassenschaften der Römer tragen zudem zum Bekanntheitsgrad der Region bei. Die Städte und Gemeinden profitieren von den ständig wachsenden Besucherzahlen, zahlreiche Orte wurden zum staatlich anerkannten Erholungsort erklärt. Der Ort mit den meisten Übernachtungen im Landkreis ist Gunzenhausen. Die historischen Altstädte, Burgen und Häuser ziehen Touristen an.
Die Ferienstraße Deutsche Limes-Straße führt aus Richtung Aalen kommend über Gunzenhausen, Weißenburg und Ellingen nach Regensburg, die Deutsche Ferienroute Alpen–Ostsee, Deutschlands längste Touristenroute, verläuft entlang der Altmühl durch den südlichen und westlichen Teil des Landkreises. Mehrere regionale und überregionale Rad- und Wanderwege, zum Beispiel der Europäische Fernwanderweg E8, der Frankenweg, der Altmühltal-Panoramaweg, Der Seenländer, der Main-Donau-Weg und der Deutsche Limes-Radweg führen durch den Landkreis.
Im Sommerhalbjahr 2017 gab es im Kreisgebiet 693.223 Übernachtungen, die durchschnittliche Auslastung lag bei 50,6 Prozent. Die meisten Gäste stammen aus Deutschland, vor allem aus den umliegenden Großstädten, eine leicht steigende Anzahl von Touristen aus dem Ausland ist ebenfalls zu beobachten.

### Landwirtschaft
Die Landwirtschaft spielt im Landkreis Weißenburg-Gunzenhausen traditionsbedingt eine wichtige Rolle, wobei ihr Anteil nur drei Prozent des Bruttoinlandsprodukts ausmacht. 2010 waren im Kreisgebiet 1.432 landwirtschaftliche Betriebe ansässig, darunter 1.349 mit Ackerland, 35 mit Dauerkulturen und 1.342 mit Dauergrünland. Etwa 500 Betriebe arbeiten im Haupterwerb, der Rest im Nebenerwerb. Die landwirtschaftliche Fläche umfasst 48.508 Hektar, das sind 37,78 Prozent der Kreisfläche. Wichtigste Anbaukulturen sind Winterweizen, Wintergerste und Mais. Ein erheblicher Anteil des Maises dient energetischen Zwecken in Biogasanlagen. 2010 wurden im Landkreis 53.541 Rinder, 67.815 Schweine, 15.898 Schafe, 807 Pferde und 22.861 Hühner gehalten. Der Landkreis hat Anteil am Spalter Hopfenland mit der Sonderkultur Hopfen, in der frühen Neuzeit ist Weinanbau in der Region bezeugt.

### Energie
Der Anteil erneuerbarer Energie (EEG) am Gesamtverbrauch ist seitdem im Landkreis stark gewachsen. Der EEG-Stromanteil betrug 2019 etwa 115,0 Prozent, was weit über dem bayerischen Durchschnitt von 49,9 Prozent liegt. 2011 machte Biomassestrom 48,4 Prozent, Solarstrom 34,3 Prozent, Windkraft 16,6 Prozent, Klärgas 0,3 Prozent sowie Wasserkraft, produziert etwa im Damm des Großen Brombachsees, 0,4 Prozent der erneuerbaren Energien aus. Bei Degersheim befindet sich mit dem Windpark Hahnenkamm einer der größten Windparks Bayerns mit zwölf Windkraftanlagen. Insgesamt gibt es auf dem Kreisgebiet 62 Windkraftanlagen, 95 Biogasanlagen sowie mehrere Dutzend Nahwärmenetze. Ab 2016 entsteht im Raitenbucher Forst Bayerns größter Waldwindpark. Der Staudamm des Großen Brombachsees erzeugt im Mittel 1,6 Millionen Kilowattstunden Strom pro Jahr. Die Energieagentur Nordbayern beziffert den jährlichen Stromverbrauch im Landkreis auf rund 450.000 Megawattstunden, Energymap.info auf rund 700.000 Megawattstunden.

### Stein- und Sandabbau, Rohstoffe

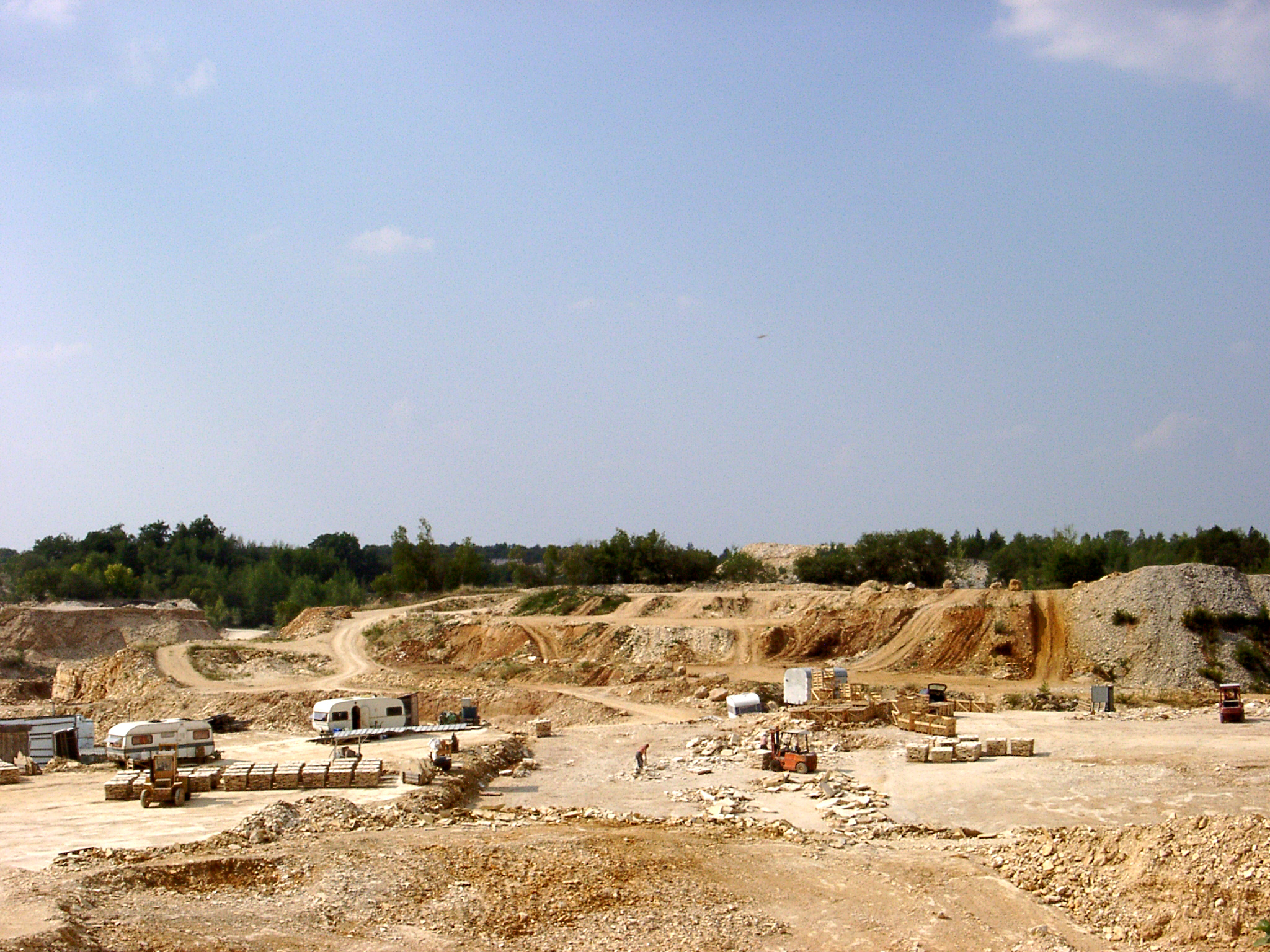
Steinbruch in Langenaltheim
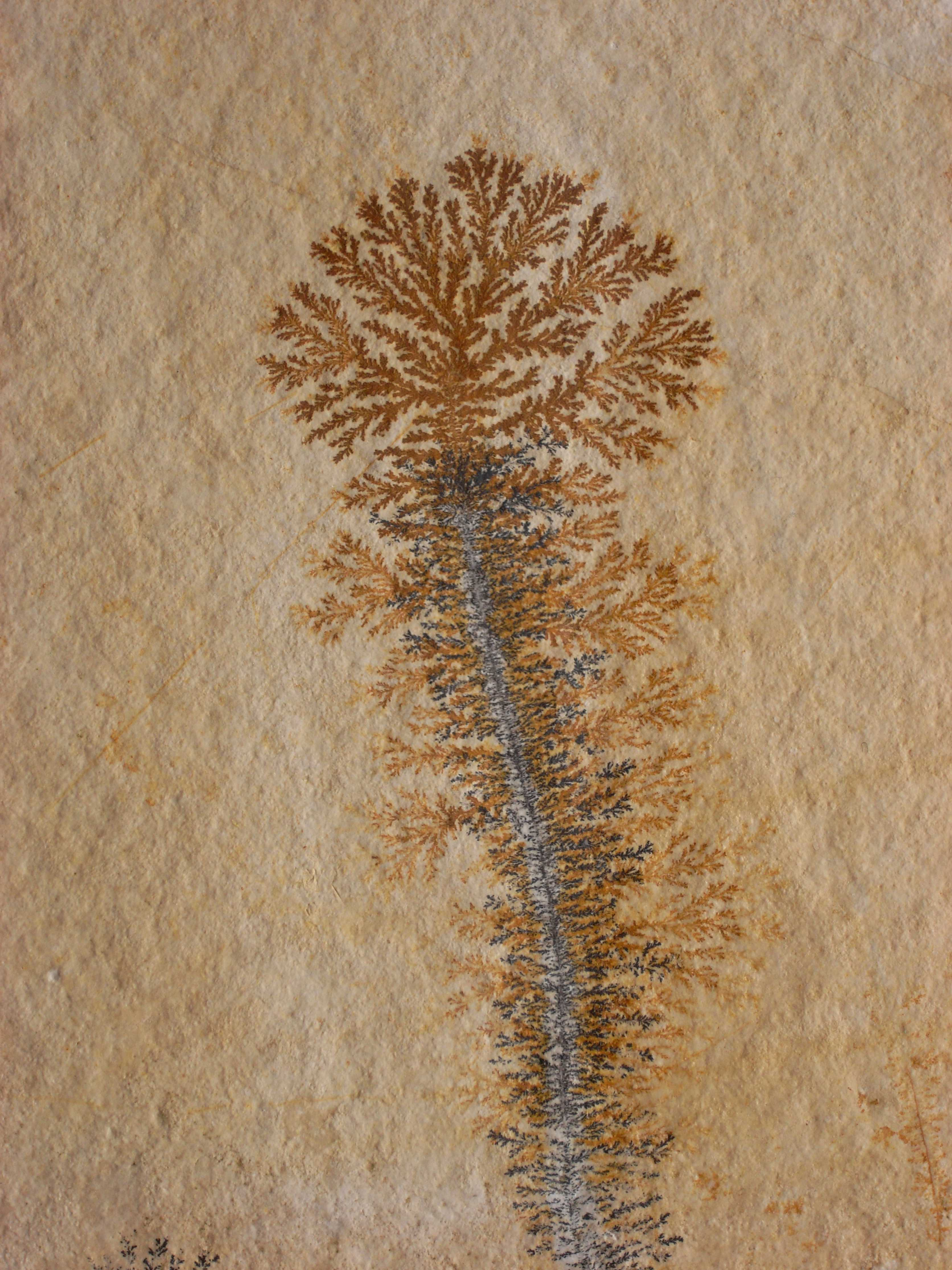
Dendrit im Solnhofener Kalkstein
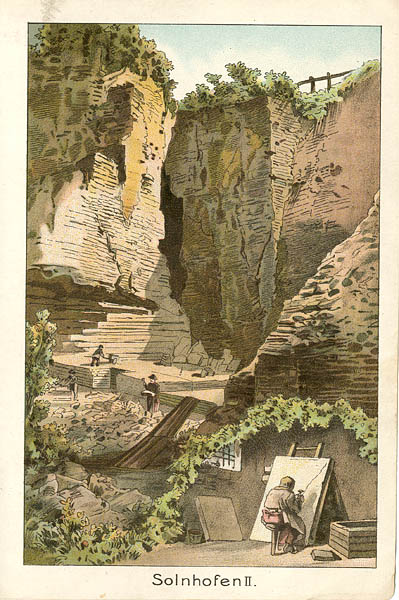
Vorbereitung der Rohplatten im Steinbruch von Solnhofen
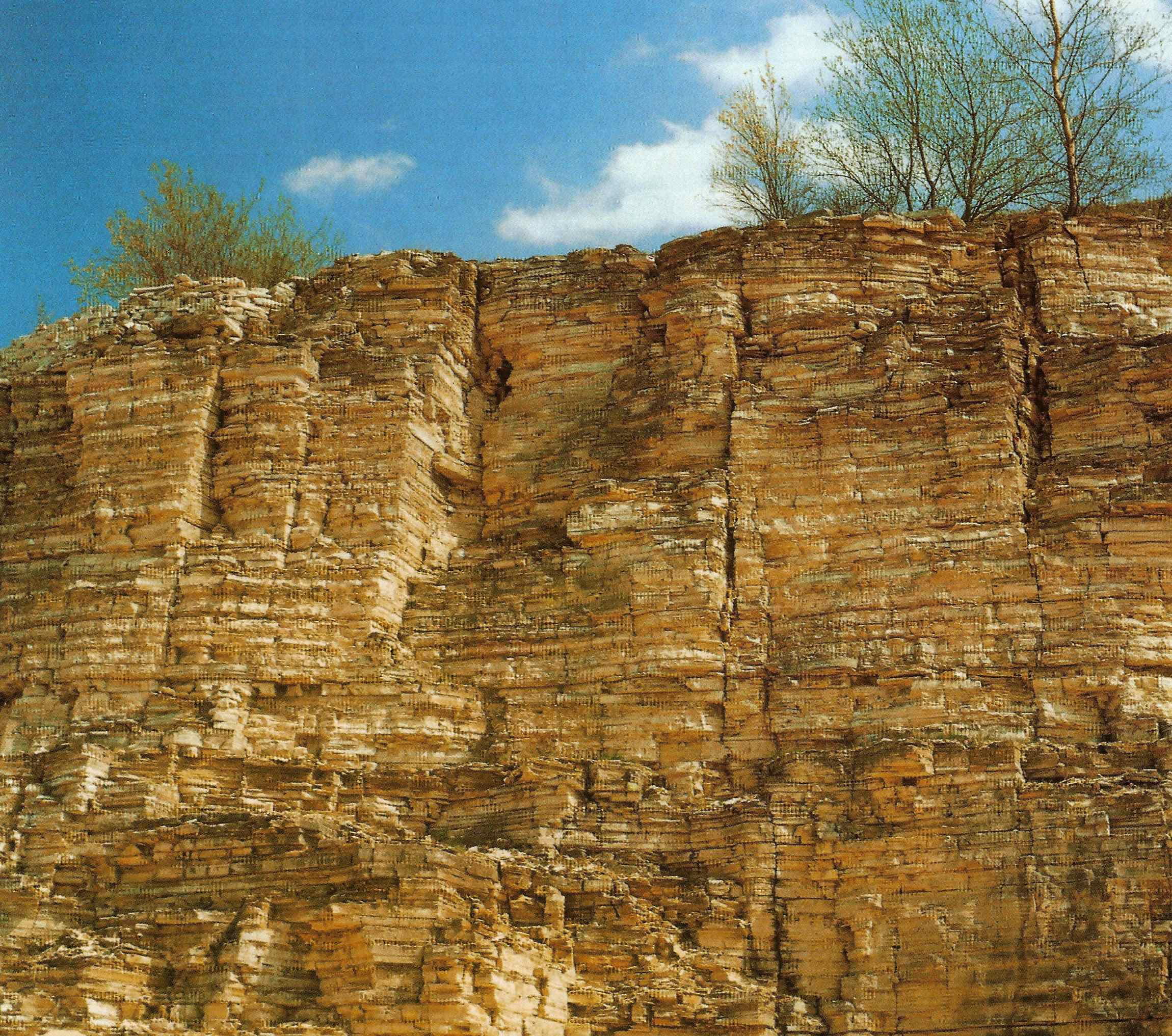
Solnhofener Steinbruch, Obere Haardt

Ein Alleinstellungsmerkmal des Landkreises Weißenburg-Gunzenhausen in der Region bildet die Steinindustrie. Der Landkreis hat Anteil am größten Abbaugebiet für Naturstein in Deutschland. So werden der Jura-Marmor, ein feinkörniger Kalkstein, und der Solnhofener Plattenkalk, das weltbeste Gestein für Lithografie, aus einer der bedeutendsten Fossillagerstätten der Welt abgebaut. Jurakalkstein gilt als wichtigster Kalkstein der deutschen Bauwirtschaft. Steinbrüche gibt es bei Weißenburg, Rothenstein, Treuchtlingen, Solnhofen und Langenaltheim. Bereits die Römer verwendeten im 2. Jahrhundert Solnhofener Plattenkalk. In den Steinbrüchen arbeiten sogenannte Hackstockmeister, mittlerweile selten gewordene und nur in dieser Region eingesetzte selbstständige Steinbrucharbeiter. Durch die Finanzkrise ab 2007 und das Aufkommen von billigeren Gesteinen aus China gehen die Verkaufszahlen für Gesteine aus dem Landkreis zurück. Die „Steinreichen 5“ sind eine Vereinigung der Gemeinden Langenaltheim, Solnhofen, Pappenheim und Treuchtlingen sowie Mörnsheim im Landkreis Eichstätt, dem Hauptabbaugebiet der Gesteine.
In Pleinfeld sind mehrere Unternehmen im Sandabbau tätig. Der dort abgebaute Quarzsand ist wegen seiner roten Farbe und seiner Zusammensetzung bekannt. Unter anderem wird der Bayerische Volleyball-Verband mit Sand für Beachvolleyballfelder beliefert. Sandfelder gibt es vor allem entlang der Schwäbischen Rezat.
Weiterhin gibt es Vorkommen von Ölschiefer, vor allem im Gebiet westlich von Weißenburg und nördlich von Treuchtlingen, sowie am Südwestrand des Hahnenkamms und im Nordosten des Landkreises nördlich von Ettenstatt.

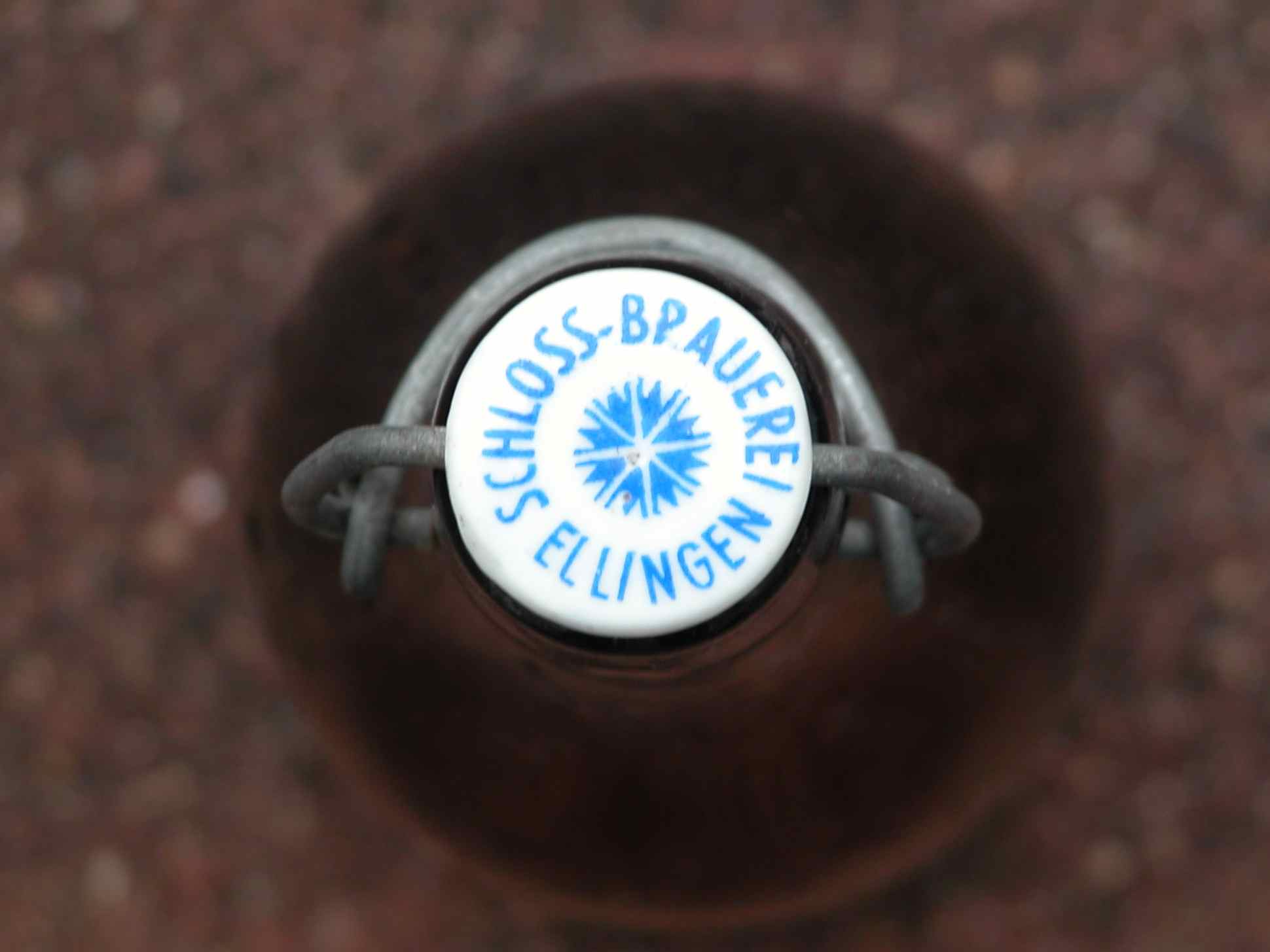
Bierflaschenverschluss der Schlossbrauerei Ellingen

### Brauereien und Gastronomie
Die Braukunst hat im Landkreis Weißenburg-Gunzenhausen eine lange Tradition, weswegen die Region zu Bierfranken gehört. Die seit dem Jahr 1135 existierende Brauerei Wurm in Bieswang ist die zweitälteste Brauerei Frankens. Mit der Schlossbrauerei Ellingen befindet sich das einzige verbliebene fürstliche Brauhaus Frankens auf dem Landkreisgebiet. Daneben gibt es viele kleinere und jüngere Brauereien, wie Brauerei Sigwart in Weißenburg, Ritterbräu in Nennslingen, Felsenbräu in Thalmannsfeld, Brauerei Strauß in Wettelsheim und Schorsch-Bräu in Gunzenhausen. Ferner gibt es im Landkreis rund 200 Gastronomiebetriebe.

### Behörden und Gerichte

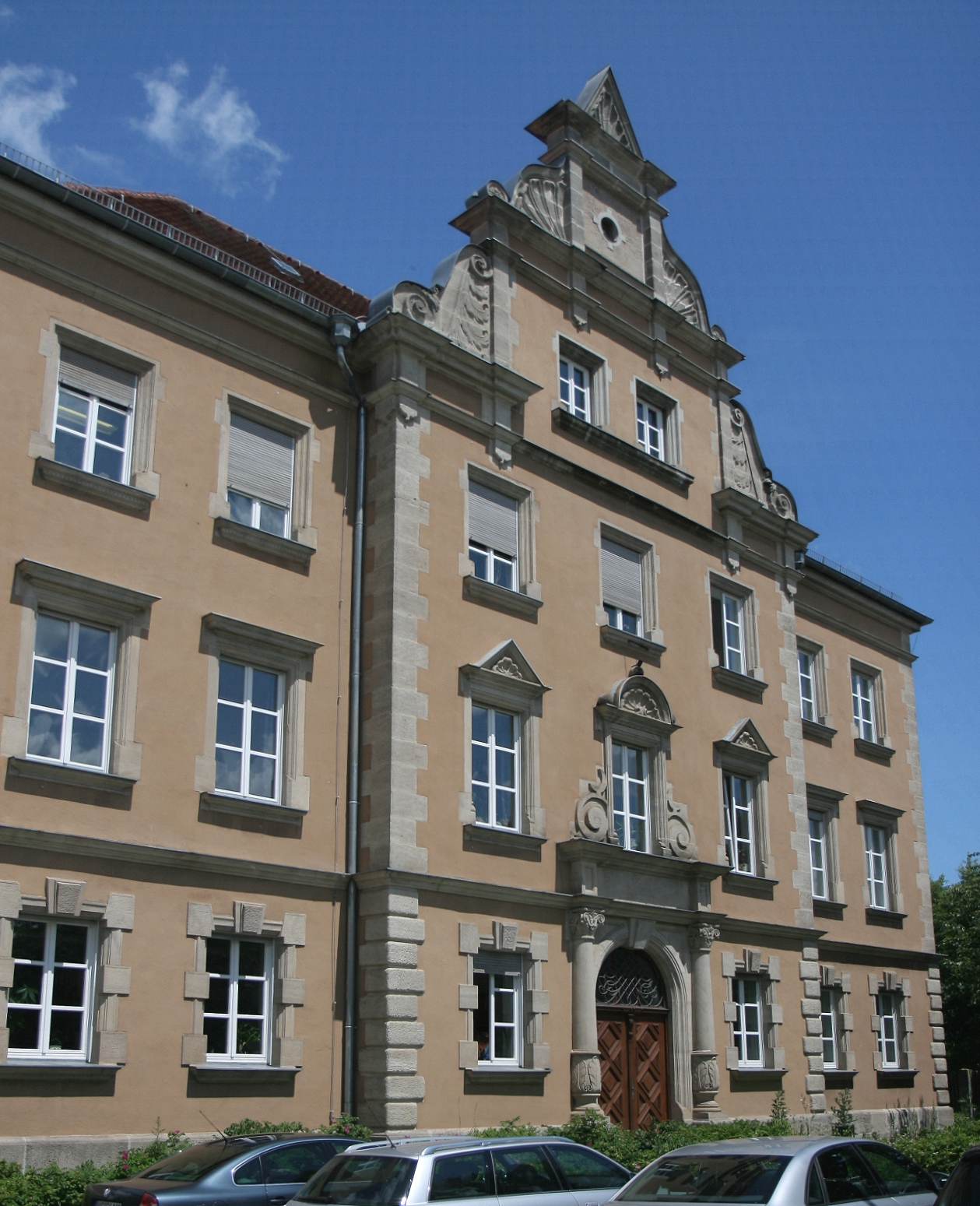
Gerichtsgebäude des Weißenburger Amtsgerichts

Die meisten Behörden der Landkreisverwaltung haben ihren Sitz in Weißenburg. Die Kfz-Zulassungsbehörde hat als eine der wenigen Landkreisbehörden eine Nebendienststelle in Gunzenhausen. Die Arbeitsagentur Weißenburg ist für den gesamten Landkreis und den Landkreis Roth zuständig und hat Geschäftsstellen in Weißenburg und Gunzenhausen. Das Finanzamt befindet sich in Gunzenhausen. Die Polizei im Landkreis ist der Polizeidirektion Ansbach zugeordnet, Polizeiinspektionen existieren in Weißenburg, Treuchtlingen und Gunzenhausen. Die Polizeiinspektion Gunzenhausen ist zusätzlich für die Wahrnehmung wasserschutzpolizeilicher Aufgaben in der Region verantwortlich.
2015 beschloss die Bayerische Staatsregierung im Rahmen der Behördenverlagerungen zur Stärkung des ländlichen Raums die Gründung eines Landesamts für Schule, das ab 2016 in Gunzenhausen mit einer Zweigstelle in Weißenburg eingerichtet werden soll, die Anfang 2017 ihren Betrieb aufnahm. Mit angeschlossen ist das Prüfungsamt des Bayerischen Staatsministeriums für Bildung und Kultus, Wissenschaft und Kunst, dessen Außenstelle seit 2017 Gunzenhausen darstellt. Ferner sind die Landesstelle für die nichtstaatlichen Museen in Bayern und der Bayerische Limeskoordinator im Rahmen der Behördenverlagerungen in Weißenburg eingerichtet worden. Insgesamt entstanden dadurch 150 Arbeitsplätze.
Das Amtsgericht Weißenburg i. Bay. hat den Landkreis als Zuständigkeitsbereich. Das zuständige Landgericht befindet sich in Ansbach, das Oberlandesgericht in Nürnberg. Zuständiges Arbeitsgericht ist das Arbeitsgericht Nürnberg, zuständiges Verwaltungsgericht das Verwaltungsgericht Ansbach, zuständiges Finanzgericht das Finanzgericht Nürnberg und zuständiges Sozialgericht das Sozialgericht Nürnberg. Der Landkreis gehört zum Gebiet der Staatsanwaltschaft Ansbach.

### Bildung und Kinderbetreuung
| Schulart                              | Anzahl | Schüler | Lehrer | Klassen |
| ------------------------------------- | ------ | ------- | ------ | ------- |
| Grundschule                           | 17     | 3122    | 202    | 149     |
| Mittelschule                          | 9      | 1727    | 135    | 87      |
| Förderzentrum                         | 2      | 366     | 45     | 33      |
| Realschule                            | 3      | 1728    | 112    | 67      |
| Gymnasium                             | 3      | 2158    | 156    | 63      |
| Wirtschaftsschule                     | 1      | 272     | 21     | 11      |
| Berufsschule                          | 2      | 1461    | 56     | 73      |
| Berufsschule zur sonderpäd. Förderung | 1      | 54      | 5      | 5       |
| Berufsfachschule                      | 5      | 293     | 24     | 15      |
| Fachoberschule                        | 1      | 631     | 39     | 25      |
| Berufsoberschule                      | 1      | 93      | 5      | 5       |
| Fachakademie                          | 1      | 107     | 17     | 5       |
| Fachschule                            | 3      | 106     | 0      | 5       |

Seit dem 15. November 2013 verfügt der Landkreis Weißenburg-Gunzenhausen das Qualitätssiegel Bildungsregion in Bayern und darf sich damit als Bildungsregion bezeichnen. Größte Schule im Landkreis ist die Senefelder-Schule in Treuchtlingen mit 1213 Schülern im Schuljahr 2014/2015.

#### Schulen, Bibliotheken, Kindergärten
In allen Gemeinden existieren Grundschulen, teilweise Mittelschulen, die zum Teil in Schulverbänden kooperieren. Neben dem Werner-von-Siemens-Gymnasium in Weißenburg und dem Simon-Marius-Gymnasium in Gunzenhausen gibt es die Kooperative Gesamtschule Senefelder-Schule in Treuchtlingen mit Mittel-, Realschul- und Gymnasialzweig. Sie ist die einzige staatliche kooperative Gesamtschule in Bayern. In Gunzenhausen und Weißenburg gibt es jeweils eine Berufsschule, eine Realschule und mehrere Förderschulen. Weißenburg hat eine Berufliche Oberschule mit Berufs- und Fachoberschule. Im Beruflichen Schulzentrum Gunzenhausen sind eine Berufsschule, eine Wirtschaftsschule und eine Meisterschule für Schreinerei vereinigt. Daneben gibt es in Gunzenhausen eine Landwirtschaftsschule, mehrere Berufsfachschulen und eine Fachakademie für Sozialpädagogik.
Die Volkshochschulen in Gunzenhausen und Weißenburg sowie mehrere Bibliotheken übernehmen den Bildungsauftrag gegenüber der Bevölkerung. Zu den größten Bibliotheken im Landkreis gehören die Stadtbibliothek Weißenburg und die Stadt- und Schulbücherei Gunzenhausen, einen bedeutenden Bestand frühneuzeitlicher wie mittelalterlicher Werke besitzt die Weißenburger Ratsbibliothek. Zu den 79 Kindergärten und Kindertagesstätten mit insgesamt 3855 Plätzen gehört ein Montessori-Kindergarten in Weimersheim. Eine Grundschule in Weiboldshausen und die Mittelschule in Pleinfeld bieten ebenfalls Montessori-Pädagogik an. Das Europäische Haus in Pappenheim war von 2012 bis 2016 eine europabezogene Forschungs- und Bildungseinrichtung für Politik, Kulturen und Sprachen.

#### Hochschulen und Universitäten
In Treuchtlingen befindet sich seit 2010 die Fachhochschule für angewandtes Management, eine private, staatlich anerkannte Hochschule mit einem wirtschaftlichen Schwerpunkt. Mit angeschlossen ist das Adventure Campus Treuchtlingen als Freizeiteinrichtung für Studenten. In Weißenburg wurde 2015 der Kunststoffcampus Bayern mit seinem Technologie- und Studienzentrum für Kunststofftechnologie als zweiter Hochschulstandort im Landkreis eröffnet. Er wird gemeinschaftlich von den Hochschulen Ansbach und Deggendorf geleitet.
Die nächsten Universitäten befinden sich in Erlangen-Nürnberg, Eichstätt-Ingolstadt und Bamberg. Am Großen Brombachsee bei Pleinfeld liegt das Wassersportzentrum der Universität Erlangen.

### Gesundheit und Soziales

#### Kliniken
Das Kommunalunternehmen „Kliniken des Landkreises Weißenburg-Gunzenhausen“ entstand 2002 als Anstalt des öffentlichen Rechts und firmiert seit März 2013 unter dem Namen Klinikum Altmühlfranken. Mit seinen beiden Standorten in Weißenburg und Gunzenhausen übernimmt es die Grund- und Regelversorgung in der Region. Das Klinikum Altmühlfranken hat an beiden Standorten insgesamt 800 Mitarbeiter und 380 Betten; jährlich werden 34.000 Patienten behandelt, je zur Hälfte stationär und ambulant. Außerdem betreibt das Klinikum ein Facharztzentrum mit sechs Praxen und eine Tagesklinik für Psychiatrie.
Daneben gibt es in Treuchtlingen ein städtisches Krankenhaus, das sogenannte Gesundheitszentrum Treuchtlingen. November 2016 wurde beschlossen, das Gesundheitszentrum in eine Fachklinik für Psychosomatik der Bezirkskliniken Mittelfranken umzuwandeln. Die Geriatrie-Abteilung des Treuchtlinger Krankenhauses wird nach Gunzenhausen verlagert.
In Gunzenhausen existiert zudem die Altmühlseeklinik Hensoltshöhe, die sich in kirchlicher Trägerschaft befindet.

#### Soziales

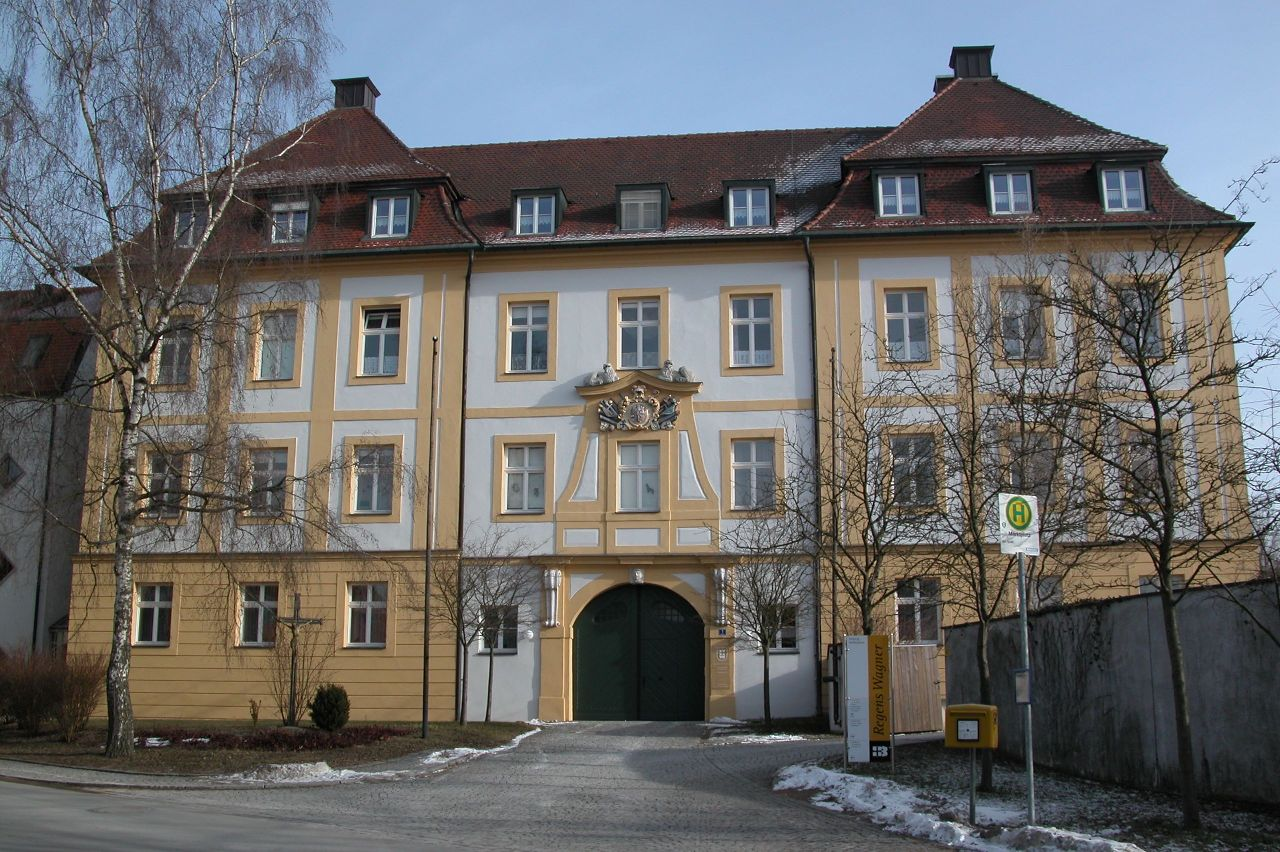
Im Schloss Absberg betreibt die Regens-Wagner-Stiftung das Behindertenpflegeheim St. Ottilien

Im Landkreis werden mehrere Altersheime und Seniorenresidenzen, Behindertenwerkstätten und Selbsthilfegruppen von kommunalen und kirchlichen Trägern unterhalten, die insgesamt 1100 Pflegeplätze anbieten. Diakonie, Caritas, VdK und Arbeiterwohlfahrt haben Filialen im Kreisgebiet. Die Regens-Wagner-Stiftungen unterhalten in Müssighof ein regionales Zentrum zur Behindertenbetreuung und auf Schloss Absberg ein Behindertenpflegeheim. In Gunzenhausen unterhält die Diakonie Neuendettelsau ein Diakonissen-Mutterhaus, ein Familienzentrum ist in Planung.

### Medien
Im Landkreis Weißenburg-Gunzenhausen gibt es drei Tageszeitungen: das Weißenburger Tagblatt, den Altmühl-Boten und den Treuchtlinger Kurier; alle sind Lokalausgaben der Nürnberger Nachrichten. Während der Altmühl-Bote das Gebiet des ehemaligen Landkreises Gunzenhausen einschließlich einiger Gemeinden im heutigen Landkreis Ansbach abdeckt, wird in der Nordhälfte des ehemaligen Landkreises Weißenburg das Weißenburger Tagblatt, in der Südhälfte der Treuchtlinger Kurier gelesen. Daneben erscheinen wöchentlich diverse Anzeigenblätter, darunter die Stadtzeitung Weißenburg. Das Kulturmagazin carpe diem berichtet über das Kultur- und Nachtleben im Landkreis.
Im Hörfunk können neben den bayernweiten und überregionalen Radiosendern auch das Ansbacher Programm Radio 8 sowie einige Nürnberger Programme und im Fernsehen neben dem öffentlich-rechtlichen Bayerischen Fernsehen die privaten Sender Franken Fernsehen und intv – der infokanal empfangen werden. Der Telekommunikation dient der Fernmeldeturm Burgsalach östlich von Indernbuch, der mit 158 Metern Höhe zu den höchsten Fernmeldetürmen der Deutschen Funkturm GmbH gehört.

### Verkehr

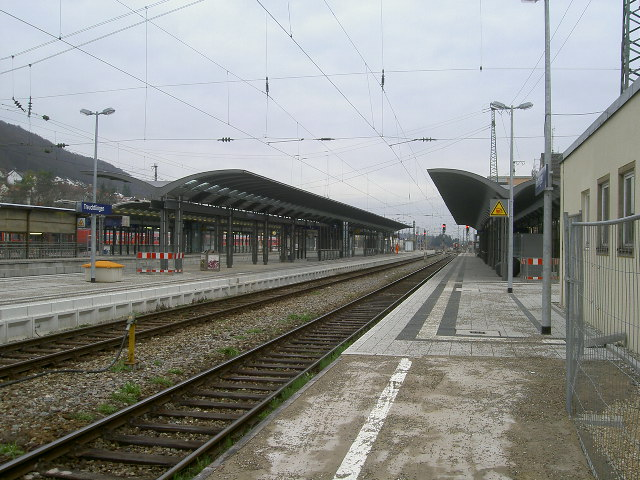
Bahnhof der Stadt Treuchtlingen

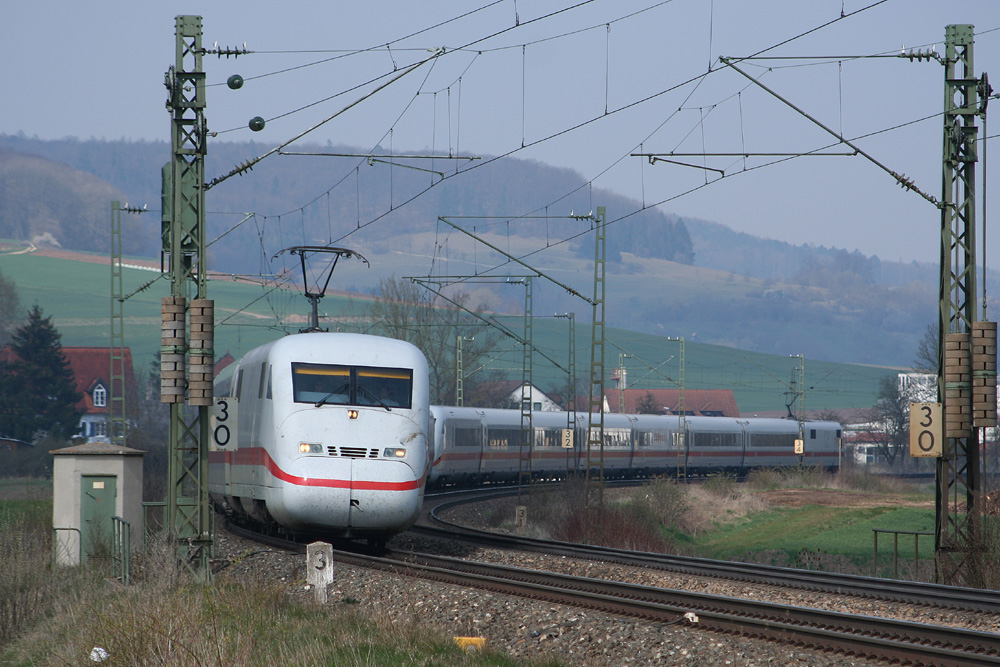
ICE 2 auf der Bahnstrecke Treuchtlingen–Würzburg nahe Wettelsheim

#### Schienenverkehr
Die staatliche Ludwigs-Süd-Nord-Bahn eröffnete 1849 das Teilstück Pleinfeld–Gunzenhausen–Cronheim–Nördlingen der Bahnstrecke Nürnberg–Augsburg. Die Stadt Ansbach baute 1859 auf eigene Kosten eine Anschlussbahn nach Gunzenhausen, die von den Bayerischen Staatseisenbahnen 1869 bis Treuchtlingen verlängert wurde. Gleichzeitig kam die direkte Verbindung von Pleinfeld über Weißenburg nach Treuchtlingen zustande, die 1870 durch das Altmühltal nach Ingolstadt weitergeführt wurde. Eine Nebenbahn von Weißenburg nach Nennslingen, ab dem Ende des 19. Jahrhunderts gefordert, wurde aus finanziellen Gründen nie realisiert. 1925 wurde die Sandbahn Pleinfeld in Betrieb genommen. Bis 1964 wurde entlang dieser Strecke Sand aus den örtlichen Sandgruben zu einer Verladerampe am Bahnhof Pleinfeld gebracht.
Durch den Landkreis führen die Hauptbahnen München–Treuchtlingen und Treuchtlingen–Würzburg, Donauwörth–Treuchtlingen und Treuchtlingen–Nürnberg sowie die Nebenbahn Bahnstrecke Nördlingen–Pleinfeld, die von Wassertrüdingen nach Pleinfeld im Personenverkehr und von Nördlingen nach Wassertrüdingen nur im Güterverkehr befahren wird. Personen werden zwischen Nördlingen und Wassertrüdingen auf dieser Strecke nur noch bei Sonderfahrten mit Museumszügen befördert. Eine vollständige Wiederinbetriebnahme der Strecke, die 2024 zwischen Wassertrüdingen und Gunzenhausen reaktiviert worden war, für den Schienenpersonennahverkehr ist angedacht.
Die Stadt Treuchtlingen ist einer der wichtigsten Eisenbahnknoten in Bayern. Der Bahnhof der Stadt ist immer noch ein Nadelöhr für den überregionalen Güterverkehr. Er hat im Fernverkehr aufgrund der Schnellfahrstrecke Nürnberg–Ingolstadt an Bedeutung eingebüßt. Auf dem Kreisgebiet gibt es zwölf im Personenverkehr bediente Bahnhöfe und Haltepunkte (siehe Bahnhöfe im Landkreis Weißenburg-Gunzenhausen).
Insgesamt umfasst das Streckennetz des Landkreises 80 Kilometer, davon sind 17 Kilometer eingleisig. Fast die Hälfte der Landkreisbevölkerung wohnt innerhalb eines Umkreises von drei Kilometern um einen Bahnhof.

#### Straßenverkehr
Neben den Landkreisen Cham, Donau-Ries und Kronach ist der Landkreis Weißenburg-Gunzenhausen einer von vier bayerischen Landkreisen ohne eigenen Autobahnanschluss. Wichtigste Verkehrsachsen sind überwiegend Bundesstraßen sowie Kreis- und Gemeindestraßen. Als notwendige Strukturverbesserungsmaßnahmen gelten der Ausbau der Bundesstraße 2 und die Anbindung des Landkreises an die Bundesautobahn 9. Durch den Landkreis zieht sich ein dichtes Netz von Staats- und Kreisstraßen (siehe Liste der Kreisstraßen im Landkreis Weißenburg-Gunzenhausen). Das Streckennetz des Landkreises Weißenburg-Gunzenhausen umfasst insgesamt 108 Kilometer Bundesstraßen, 204 Kilometer Staatsstraßen und 284 Kilometer Kreisstraßen. Anfang 2018 gab im Landkreis insgesamt 85.989 angemeldete Kraftfahrzeuge, darunter 62.941 Pkw.

##### Bundesstraße 2
Die wichtigste Nord-Süd-Verbindung im Landkreis ist die teilweise vier- und dreispurige Bundesstraße 2 (B 2), die von Nürnberg in den Landkreis führt. Mit dem Autobahnanschluss Roth der A 6 besteht eine Verbindung des Landkreises zur A 73 und zur A 9.
Der nördlichste Punkt der B 2 im Landkreis liegt nördlich von Mischelbach. Sie führt an Pleinfeld und Ellingen vorbei und nimmt dort die B 13 auf, mit der sie bis zur Abzweigung Weißenburg-Mitte führt. Südlich von Weißenburg durchquert die Bundesstraße Dettenheim und Dietfurt und führt an Treuchtlingen vorbei. Ihr südlichster Punkt im Landkreis ist Mauthaus. Von dort aus führt sie weiter nach Donauwörth. Weitere Straßenverbindungen bestehen nach Augsburg und in Richtung Allgäu. Im Süden gibt es einen Anschluss an die Autobahnen A 8 und A 96.
Teile der Wirtschaft fordern einen durchgehenden vierspurigen Ausbau der B 2.

##### Bundesstraße 13

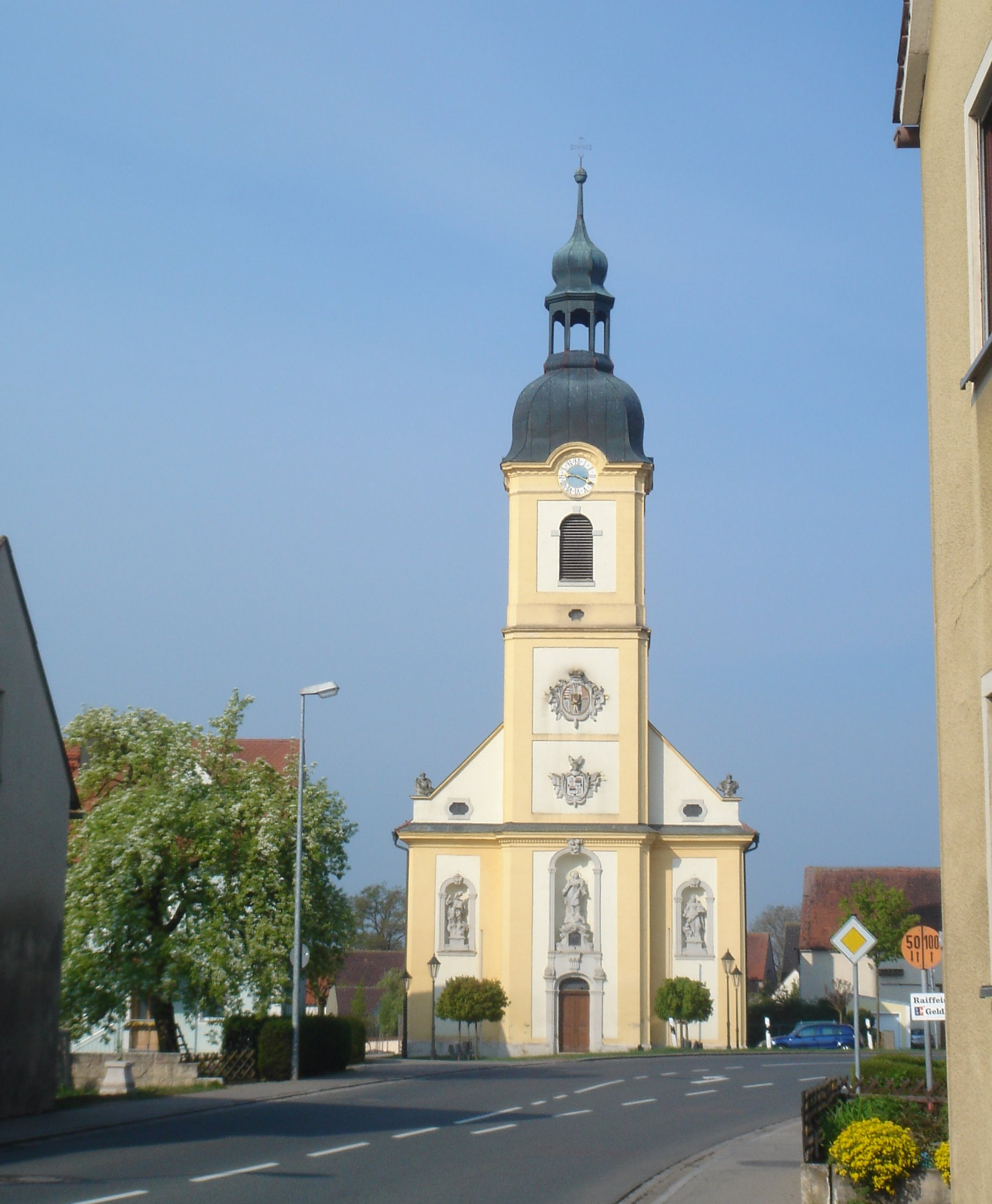
Die B 13 führt an der Stopfenheimer Pfarrkirche vorbei

Die Bundesstraße 13 (B 13), die bei Ansbach die Autobahn 6 kreuzt, erreicht den Landkreis bei Muhr am See. Kurz danach, bei Gunzenhausen, besteht mit der B 466 eine kurze gemeinsame Trassenführung als Umfahrung der Stadt. Die B 13 durchquert anschließend die Ortschaften Unterasbach, Dornhausen, Theilenhofen und Stopfenheim. Westlich von Ellingen mündet sie mit einer gemeinsamen vierspurigen Trassenführung in die B 2. Die gemeinsame Trasse endet am Abzweig Weißenburg-Mitte, wo die B 13 Weißenburg in Richtung Eichstätt verlässt. Von dort aus geht es nach Rothenstein, den südöstlichsten Punkt der B 13 im Landkreis. Die benachbarte Kreisstadt Eichstätt ist etwa 15 Kilometer und das oberbayerische Ingolstadt etwa 50 Kilometer entfernt. Dort besteht Anschluss an die A 9 und in Richtung Ostbayern.

##### Bundesstraße 466

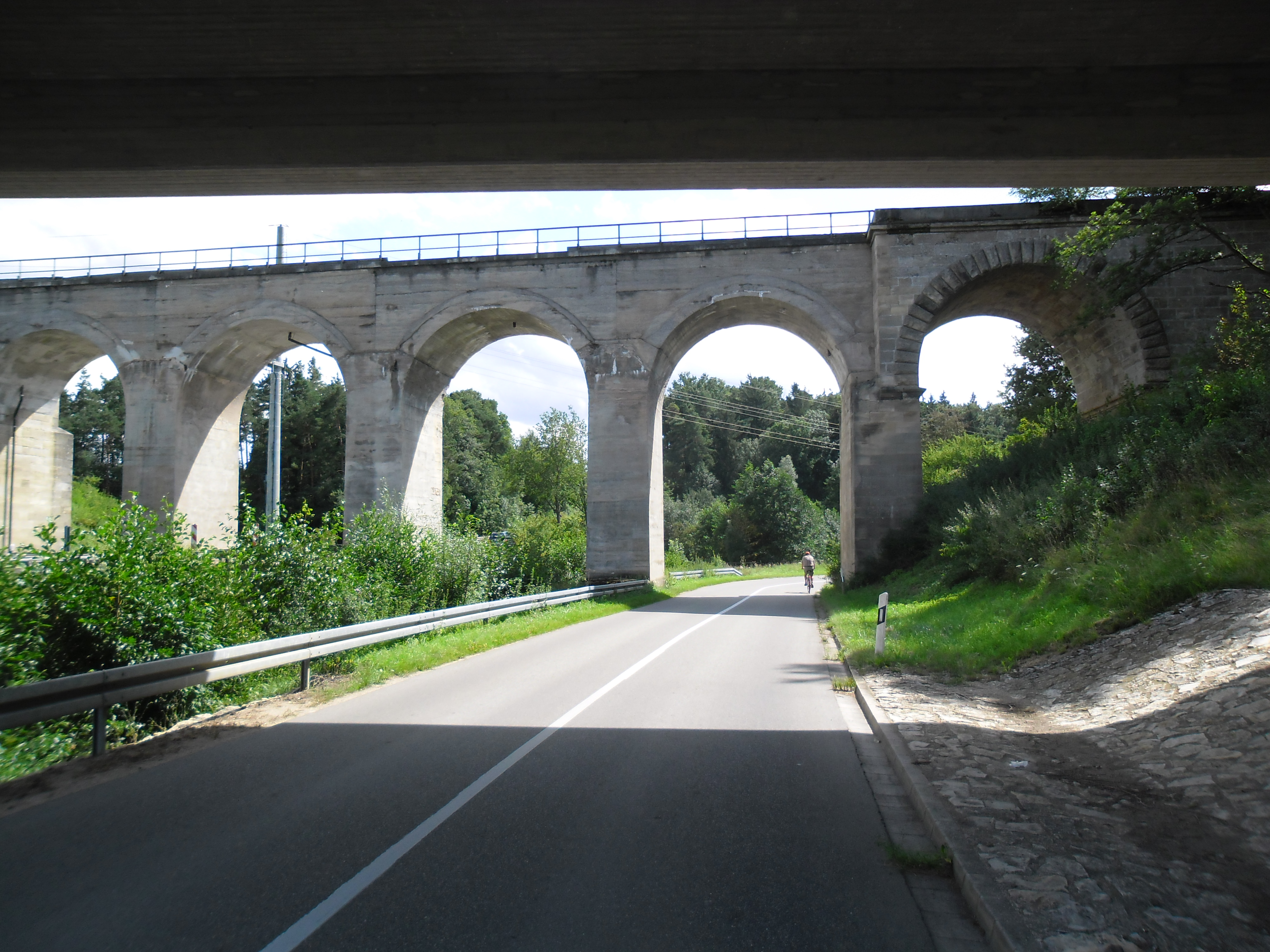
Über die Bundesstraße 466 führen zwischen Ober- und Unterwurmbach eine Auto- und eine Eisenbahnbrücke

Die Bundesstraße 466 (B 466), die von Schwabach her in den Landkreis einmündet, führt durch Obererlbach, den nördlichsten Punkt der Bundesstraße im Landkreis, in Richtung Gunzenhausen. Mit der B 13 besteht eine kurze gemeinsame Trassenführung als Umfahrung des Ortes. Nach dem Verlassen der gemeinsamen Trasse führt die B 466 durch Gnotzheim, Ostheim und Westheim in Richtung Oettingen im benachbarten Landkreis Donau-Ries. Der südlichste Punkt der Bundesstraße im Landkreis liegt unweit von Pagenhard. Von Oettingen und Nördlingen aus besteht über die Bundesstraßen 25 und 29 Anschluss an die A 7 (Kempten-Ulm-Würzburg) mit dem Anschluss Aalen-Westhausen.

##### Geplante Bundesstraße 131n
Die geplante Bundesstraße 131 neu (B 131n) soll im Endausbau die Verbindung zwischen den Autobahnen 7 und 9 darstellen und damit dem Landkreis einen eigenen Autobahnanschluss verschaffen. Die Idee dieser Straßenverbindung entstand 2000 zur verbesserten Erschließung des Landkreises und des Fränkischen Seenlands. Viele Gremien sehen keine Chance auf eine Verwirklichung und plädieren für einen Ausbau bestehender Straßen. Teile der Bevölkerung des Nachbarlandkreises Roth sind gegen das Projekt.

#### Öffentlicher Personennahverkehr
Der öffentliche Personennahverkehr wird seit 1997 durch den Verkehrsverbund Großraum Nürnberg (VGN) betrieben, den größten Verkehrsverbund Bayerns und einen der größten Deutschlands. Der Landkreis bildet den südlichsten Teil des Verkehrsverbunds. Im Landkreis Weißenburg-Gunzenhausen gibt es 41 öffentliche Buslinien mit jährlich etwa 208 Millionen Nutzplatzkilometern. Der innerstädtische Nahverkehr in Gunzenhausen und Weißenburg wird von eigenen Stadtbusnetzen abgewickelt. Der Landkreis beteiligt sich an der Aktion BOB gegen Alkohol am Steuer. Zudem gibt es Anrufsammeltaxis (AST).

#### Luftverkehr

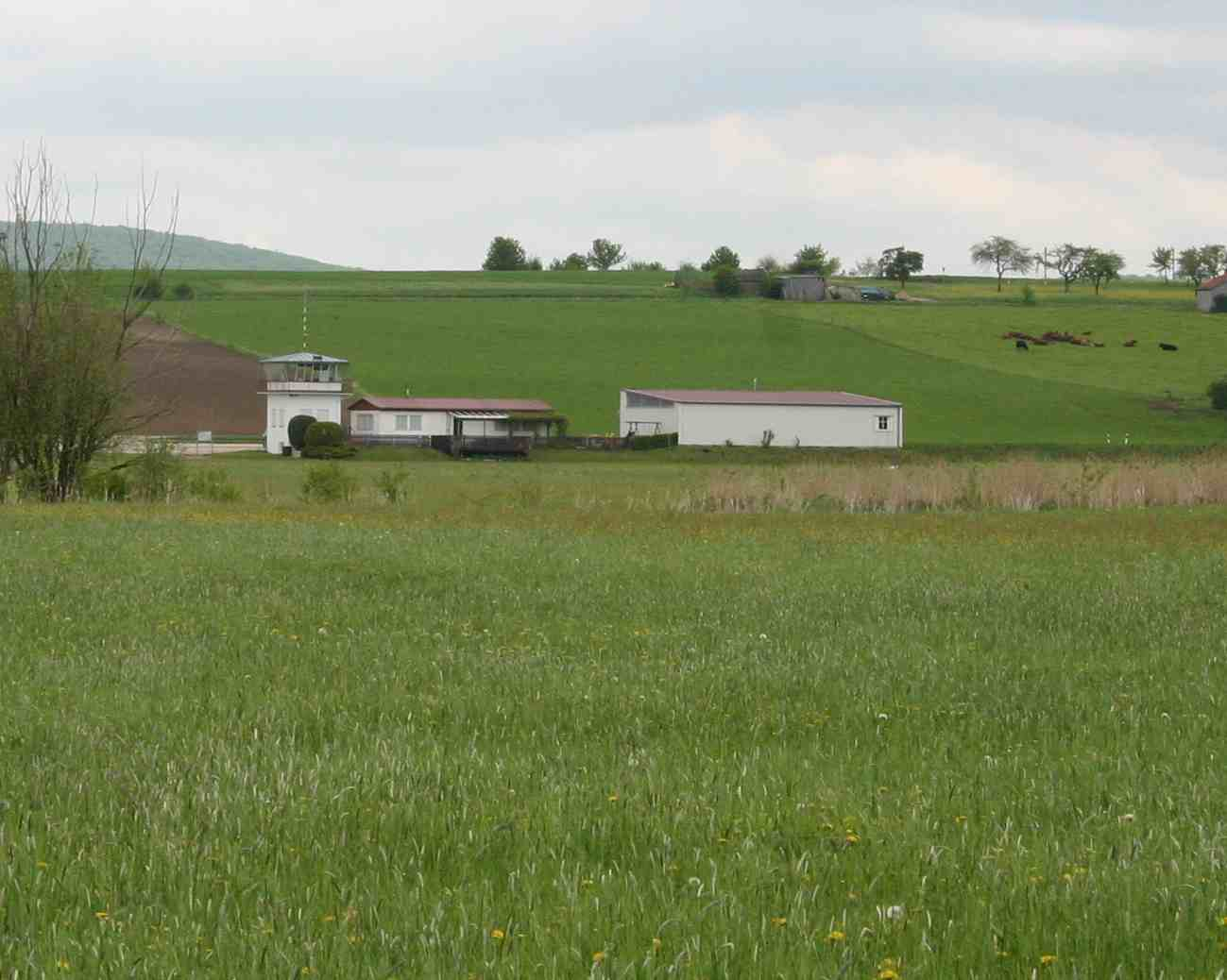
Der Flugplatz Treuchtlingen-Bubenheim

Nächster Verkehrsflughafen ist der Flughafen Nürnberg. Im Landkreis gibt es bei Reutberg den 1952 eröffneten Flugplatz Gunzenhausen-Reutberg und bei Bubenheim den 1961 eröffneten Flugplatz Treuchtlingen-Bubenheim. Oberhalb von Weißenburg befindet sich der Segelflugplatz Weißenburg-Wülzburg des örtlichen Segelflugvereins. Der Landkreis ist das Zentrum des militärischen „Tieffluggebiets Nr. 7“, davon sind die Stadtzentren von Gunzenhausen, Treuchtlingen und Weißenburg ausgenommen.

#### Schiffsverkehr
Durch den Landkreis Weißenburg-Gunzenhausen führen keine Bundeswasserstraßen, da kein Fluss der Region für den Schiffsverkehr geeignet ist. Am Brombachsee und am Altmühlsee befinden sich mehrere Segelanlagen; bei Ramsberg liegt der größte Binnensegelhafen Deutschlands. Der nächstgelegene wirtschaftlich bedeutende Hafen ist der Hafen Roth.
Zu touristischen Zwecken verkehrt in den Sommermonaten auf dem Großen Brombachsee die MS Brombachsee, ein Trimaran, der mit seiner Architektur und Konstruktion in Europa einmalig ist, zwischen den Anlegestellen Ramsberg, Absberg, Enderndorf, Allmannsdorf und Pleinfeld. Eine zweite Schifffahrtslinie besteht auf dem Altmühlsee, wo die MS Altmühlsee Gunzenhausen, das Surfzentrum, Muhr am See, Wald und die Hirteninsel verbindet.

#### Kfz-Kennzeichen
Am 2. Mai 1973 wurde dem Landkreis das seit dem 1. Juli 1956 im alten Landkreis Weißenburg in Bayern gültige Unterscheidungszeichen WUG zugewiesen. Seit dem 10. Juli 2013 ist im Rahmen der Kennzeichenliberalisierung wieder das Kennzeichen GUN (Gunzenhausen) erhältlich. Die theoretisch ebenfalls möglichen Kennzeichen EIH, HIP und DON wurden im Landkreis Weißenburg-Gunzenhausen nicht wieder eingeführt.

## Auszeichnungen (Auswahl)
Der Landkreis Weißenburg-Gunzenhausen konnte als Kommune zahlreiche Preise und Auszeichnungen gewinnen. Dazu gehörten:
- Kommune des Jahres 2017 als Sonderkategorie des Deutschen Mittelstandspreises
- Anerkennung als LEADER-Region 2015

## Gemarkungen
Im Landkreis gibt es 117 Gemarkungen, zwei davon sind gemeindeübergreifend.

## Gemeinden
(Einwohnerzahlen, Stand 31. Dezember 2023)
| Städte 1. Ellingen (3908) 2. Gunzenhausen (16.588) 3. Pappenheim (3903) 4. Treuchtlingen (13.196) 5. Weißenburg i.Bay., Große Kreisstadt (18.358) Märkte 1. Absberg (1408) 2. Gnotzheim (826) 3. Heidenheim (2502) 4. Markt Berolzheim (1295) 5. Nennslingen (1452) 6. Pleinfeld (7387) Weitere Gemeinden 1. Alesheim (910) 2. Bergen (1170) 3. Burgsalach (1162) 4. Dittenheim (1911) 5. Ettenstatt (865) 6. Haundorf (2757) 7. Höttingen (1089) 8. Langenaltheim (2255) 9. Meinheim (840) 10. Muhr a.See (2444) 11. Pfofeld (1506) 12. Polsingen (1765) 13. Raitenbuch (1230) 14. Solnhofen (1662) 15. Theilenhofen (1146) 16. Westheim (1135) | Verwaltungsgemeinschaften 1. Altmühltal mit Sitz in Meinheim und den Mitgliedsgemeinden Alesheim, Dittenheim, Markt Berolzheim (Markt) und Meinheim 2. Ellingen mit den Mitgliedsgemeinden Ellingen (Stadt), Ettenstatt und Höttingen 3. Gunzenhausen mit Sitz in Gunzenhausen und den Mitgliedsgemeinden Absberg (Markt), Haundorf, Pfofeld und Theilenhofen 4. Hahnenkamm mit Sitz in Heidenheim und den Mitgliedsgemeinden Gnotzheim (Markt), Heidenheim (Markt) und Westheim 5. Nennslingen mit den Mitgliedsgemeinden Bergen, Burgsalach, Nennslingen (Markt) und Raitenbuch Keine gemeindefreien Gebiete |